# Stechpalmen
Die Stechpalmen (Ilex) auch Hülsen (Hülsdorn, Stechhülsen), Hulst, Winterbeeren, Christdorn oder (in Österreich) auch Schradler genannt, sind die einzige Gattung der Pflanzenfamilie der Stechpalmengewächse (Aquifoliaceae) innerhalb der Bedecktsamigen Pflanzen (Magnoliopsida). Einige Arten und Sorten sind Zierpflanzen für Parks und Gärten. Die Zweige mit den roten Früchten werden in Großbritannien, in Frankreich und Nordamerika als Weihnachtsdekoration verwendet und werden zunehmend auch in Mitteleuropa populär.

## Etymologie
Alle westgermanischen Sprachen haben ein indogermanisches Stammwort als hul- (ahd. hulis, huls > (Stech-)Hülsen; mittelniederländisch huls > niederländisch hulst; altenglisch holeġn > englisch holly, daraus Hollywood) behalten. Als einzige unter den romanischen Sprachen hat die französische Sprache das germanische Wort *hulis als houx entlehnt. Das gleiche indogermanische Stammwort erklärt keltische Wörter wie walisisch celyn, bretonisch kelen(n) und irisch cuileann.
Im Gegensatz dazu behielten die meisten romanischen Sprachen das lateinische Wort acrifolium (lat. ‚nadelblätterig, Stechpalme‘; von lateinisch acris ‚spitz‘ und lateinisch folium ‚Blatt‘), das später als aquifolium falsch interpretiert wurde. Auch Agrifolium war eine Bezeichnung für verschiedene Ilex-Arten. So verwenden auch das Italienische agrifoglio und das Okzitanische grefuèhl ((a)grifou(i)l, daraus die falsche Französisierung Aigrefeuille).

## Beschreibung
Die Ilex-Arten sind sich in den generativen Merkmalen ähnlich, aber die Laubblätter sind unterschiedlich.

### Vegetative Merkmale

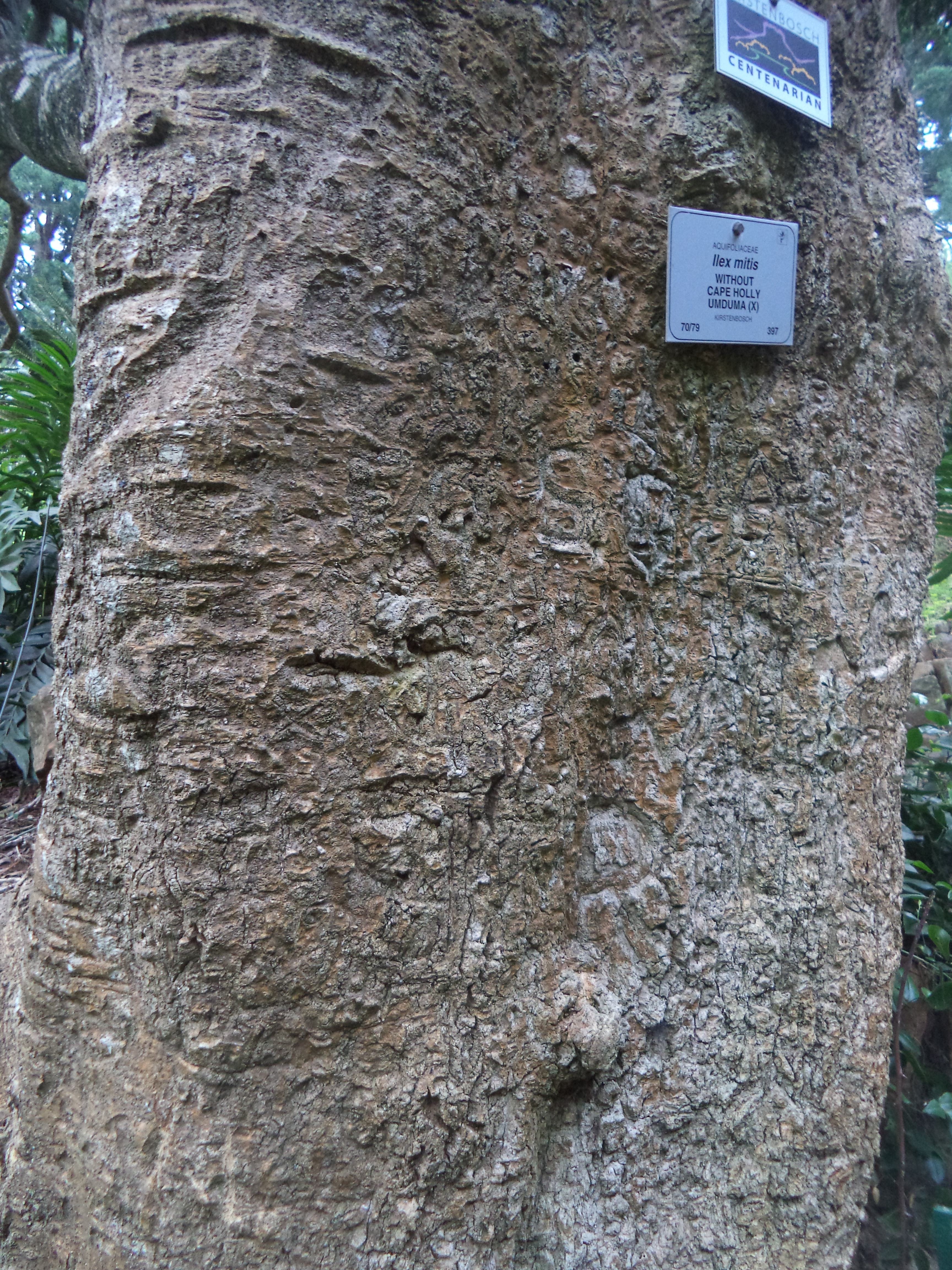
Stamm und Borke von Ilex mitis

Heterophyllie bei der Europäischen Stechpalme (Ilex aquifolium)

Die Ilex-Arten sind sommer- oder immergrüne Bäume und Sträucher, die Wuchshöhen von 2 bis 25 Metern erreichen. Die Ilex-Arten enthalten kein Harz.
Die meist wechselständig und zweizeilig, selten gegenständig an den Zweigen angeordneten Laubblätter sind meist gestielt. Bei manchen Arten liegt Heterophyllie vor. Die oft ledrigen, manchmal pergamentartigen bis häutigen Blattspreiten sind einfach, die Blattränder glatt oder gesägt bis dornig. Die relativ kleinen Nebenblätter sind haltbar oder früh vergänglich und hinterlassen eine schwielige Narbe.

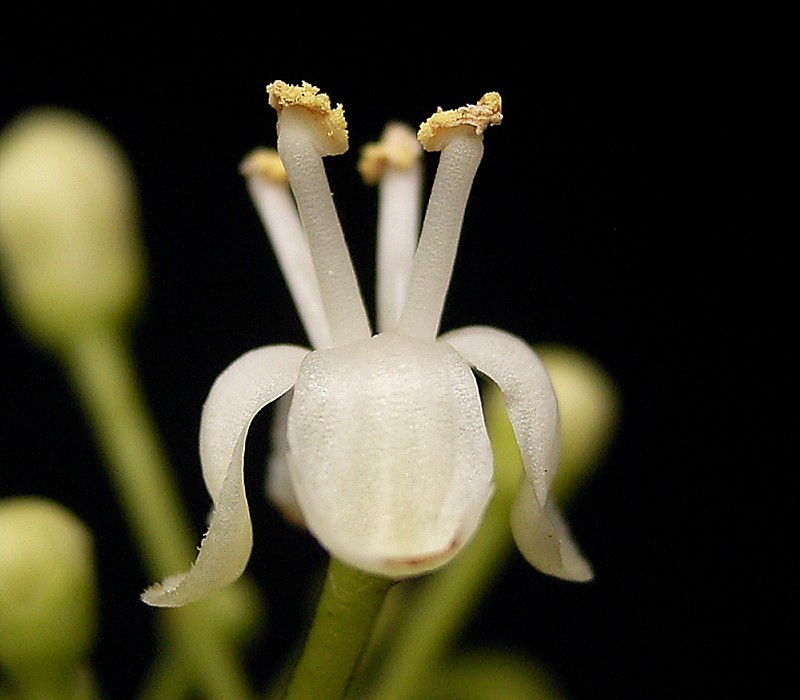
Vierzählige Blüte der Europäischen Stechpalme (Ilex aquifolium) im Detail

### Generative Merkmale
Ilex-Arten sind zweihäusig getrenntgeschlechtig (diözisch). Die seitenständigen, zymösen Blütenstände sind meist verzweigt.

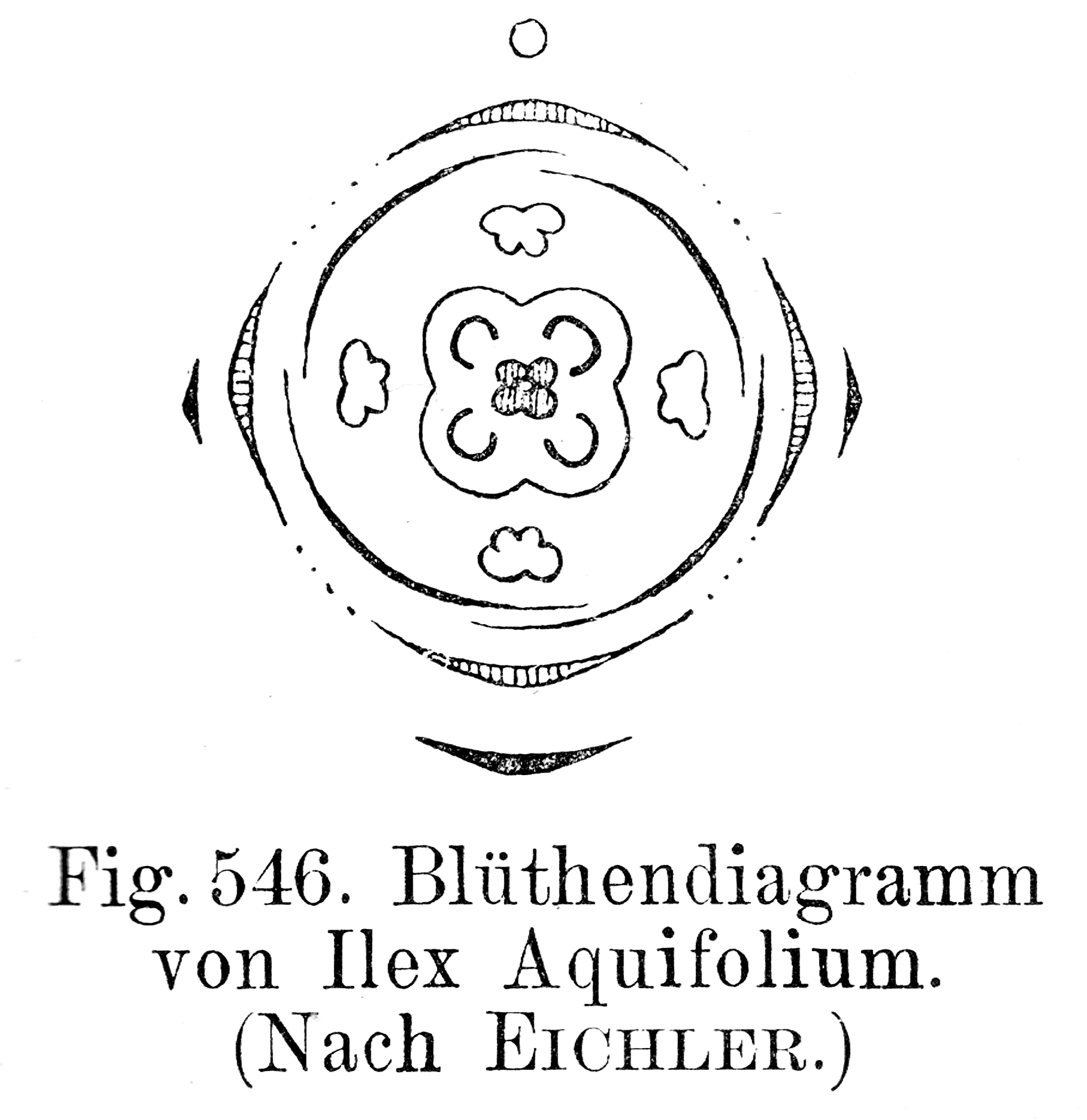
Blütendiagramm von Ilex aquifolium

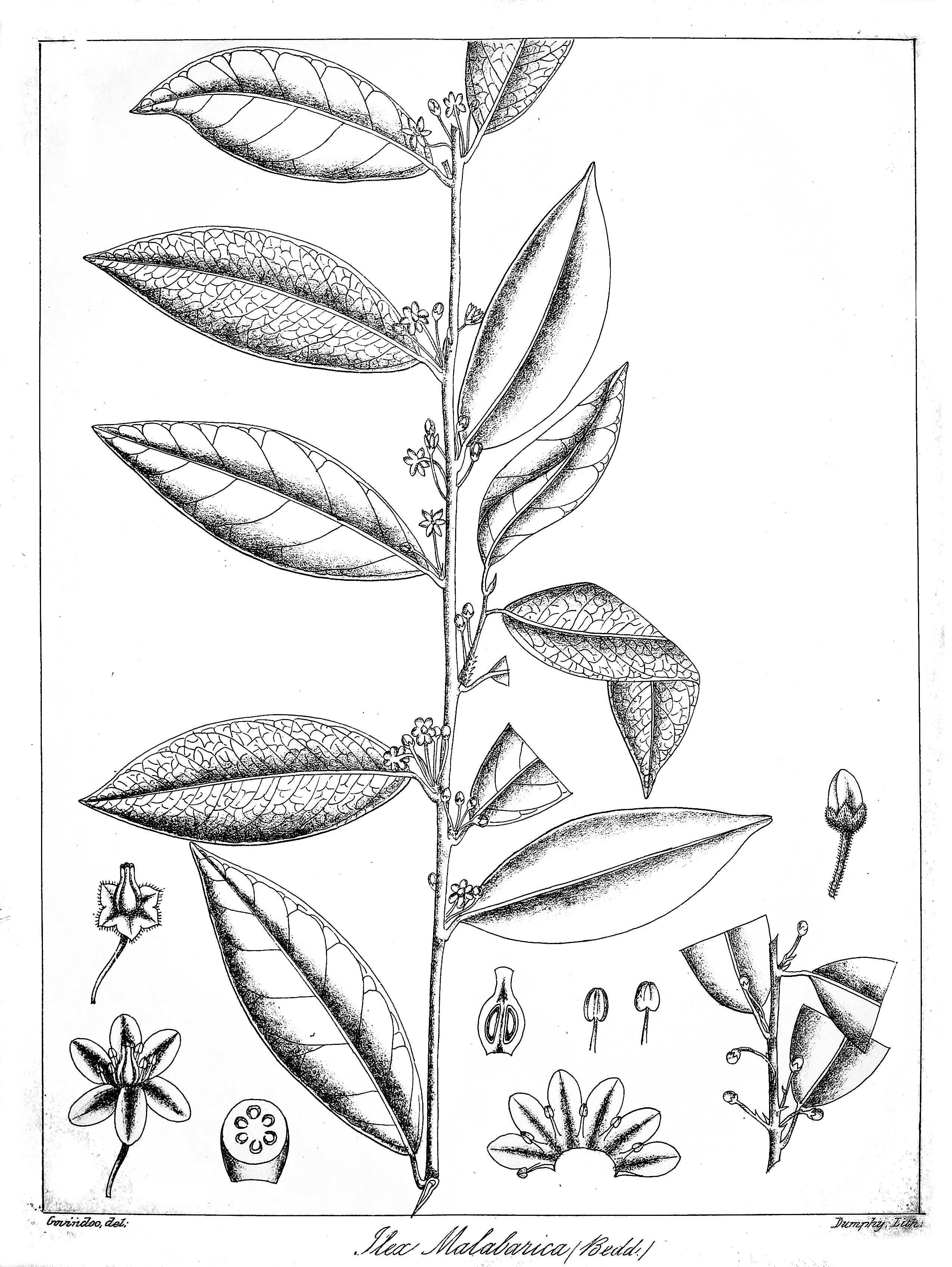
Illustration von Ilex malabarica mit sechszähligen Blüten

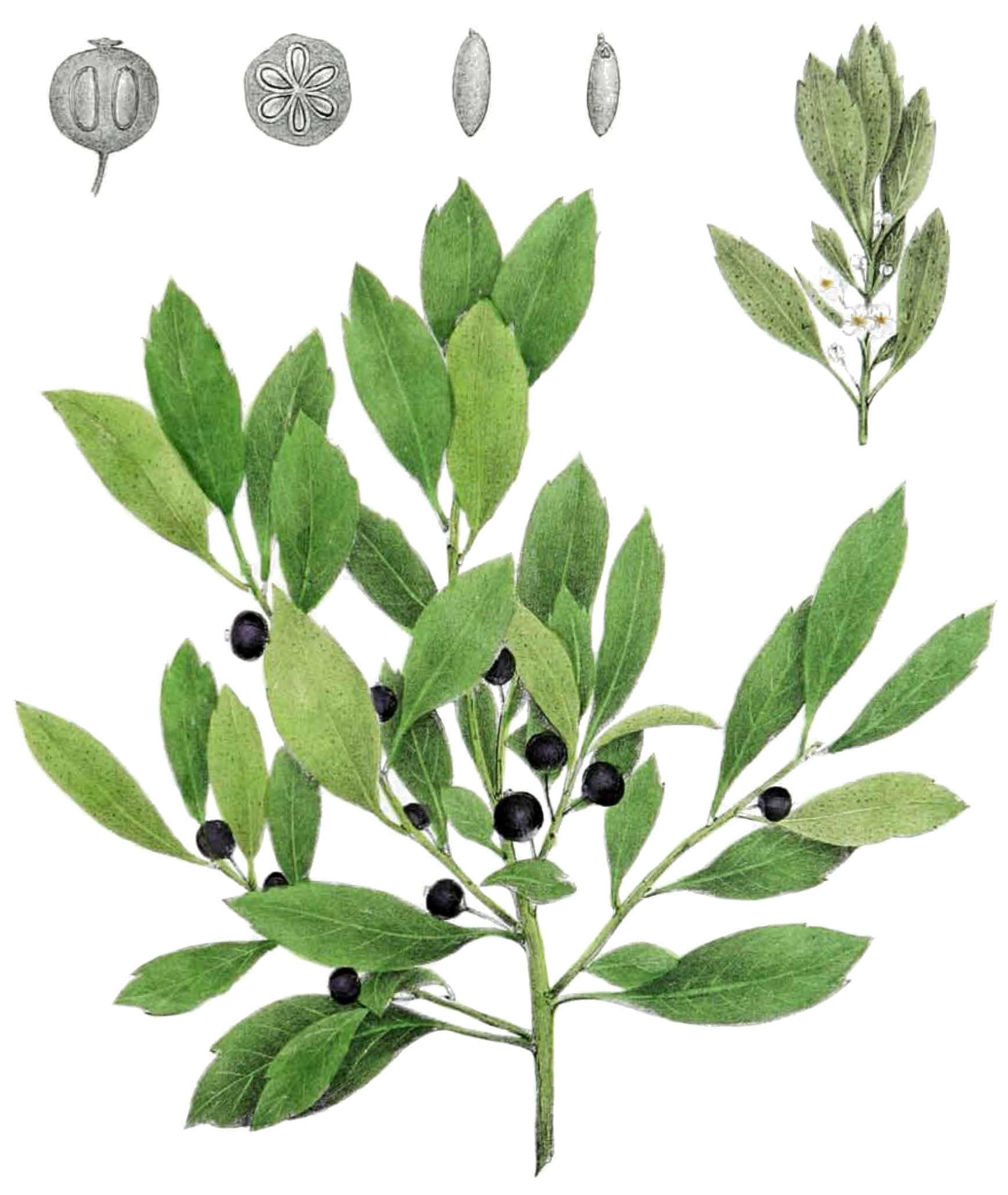
Illustration Torrey's Flora of NY von Ilex glabra

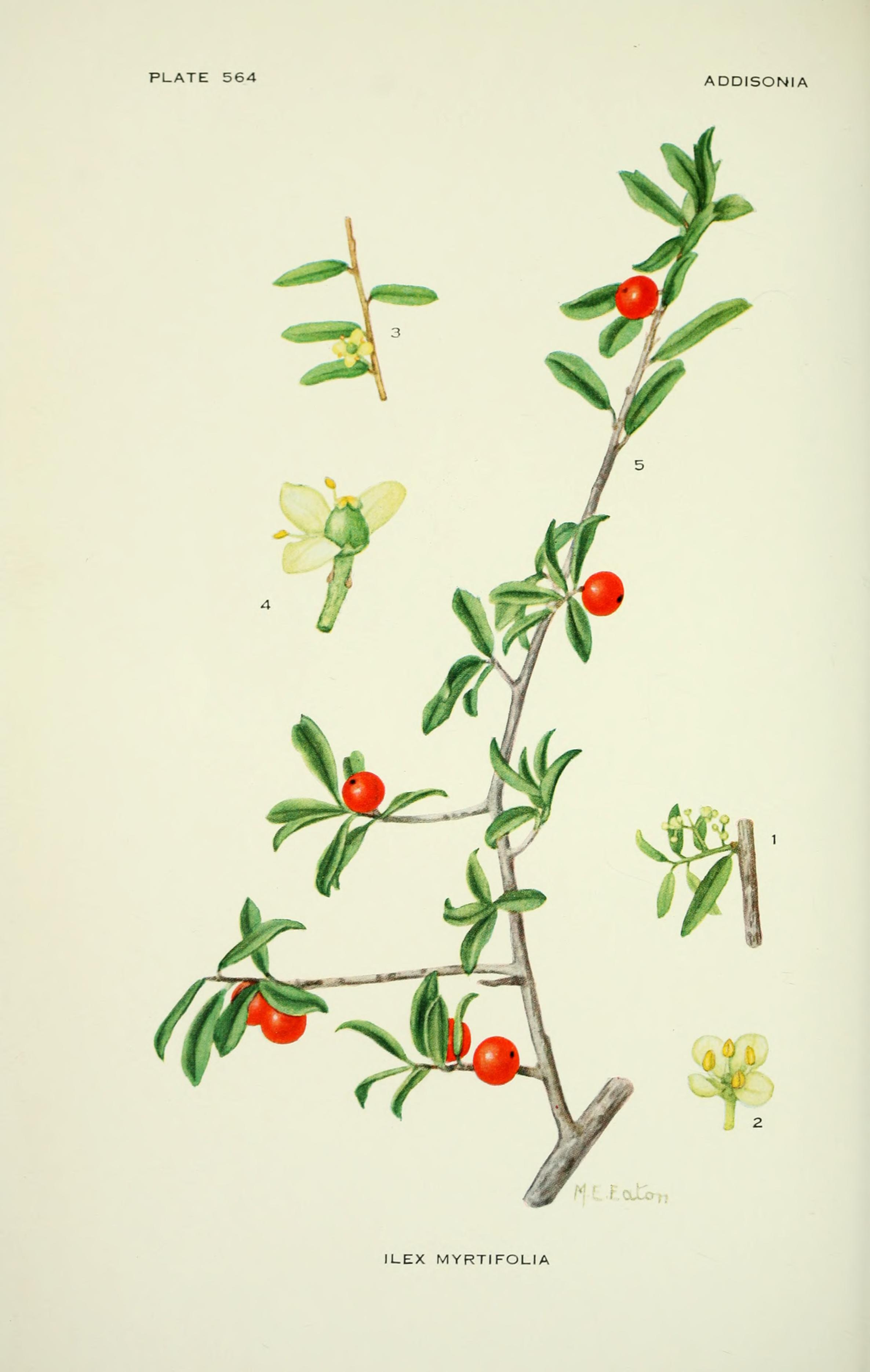
Illustration aus Addisonia - colored illustrations and popular descriptions of plants der Myrtenblättrigen Stechpalme (Ilex myrtifolia)

Die funktional eingeschlechtigen Blüten sind relativ klein, unscheinbar, radiärsymmetrisch und meist vier- bis sechszählig mit doppelter Blütenhülle; es können auch bis zu 23 Blütenblätter in einem Kreis sein. Die Kelchblätter sind haltbar. Die Kronblätter sind nur an ihrer Basis oder bis zur Hälfte ihrer Länge verwachsen, und die Kronlappen überlappen sich dachziegelartig. Die Kronblätter sind oft weiß oder cremefarben, selten grün, gelb, rosafarben bis rot. Bei den männlichen Blüten sind meist je vier bis acht Kelch- und Kronblätter vorhanden. Es ist nur der äußere Kreis mit vier bis acht Staubblättern vorhanden. Die länglich-eiförmigen Staubbeutel öffnen sich der Länge nach. Bei den männlichen Blüten ist ein rudimentärer Fruchtknoten vorhanden. Bei den weiblichen Blüten sind meist je vier bis acht Kelch- und Kronblätter vorhanden. Die Staminodien sind pfeil- oder herzförmig. Vier bis acht oder zehn Fruchtblätter sind zu einem oberständig, eiförmigen, vier- bis acht- oder selten zehnkammerige Fruchtknoten verwachsen; er ist selten flaumig behaart. Ein Griffel ist selten entwickelt. Die meist gelappte Narbe ist kopf-, scheiben- oder säulenförmig. Es wird am Fruchtknoten bzw. Pistillode Nektar abgesondert oder es ist ein Diskus vorhanden.
Die bei Reife roten, braunen bis schwarzen, selten grün bleibenden (beispielsweise Ilex chapaensis), meist kugeligen Steinfrüchte enthalten vier bis sechs, einen bis zehn oder sogar bis zu 23 Steinkerne (manchmal Samen genannt). Bei den Steinfrüchten ist das Exokarp häutig oder pergamentartig und das Mesokarp fleischig. Bei den Steinkernen ist das Endokarp glatt, ledrig, holzig oder steinhart, gerillt, gerillt-gefurcht oder runzelig und/oder grubig.

## Systematik und Verbreitung

### Taxonomie
Die Gattung Ilex wurde 1753 durch Carl von Linné in Species Plantarum, 1, S. 125 aufgestellt. Der Gattungsname Ilex stammt aus der lateinischen Sprache und bedeutet „eine Art Eiche mit stacheligem Laube und kleiner Eichel, Stecheiche oder Steineiche“. Typusart ist Ilex aquifolium L. Synonyme Ilex L. sind: Agrifolium Hill, Aquifolium Mill., Macoucoua Aubl., Nemopanthus Raf., Prinos L., Ilicioides Dum. Cours. nom. rej., Pileostegia Turcz. nom. illeg. non Hook. f. & Thomson. Als gültige Erstveröffentlichung für die Familie Aquifoliaceae wurde Friedrich von Berchtold und Karl Bořiwog Presl: O Přirozenosti rostlin, aneb rostlinar, 2, 110, 1825, S. 440, 438 festgelegt. Ein Synonym für Aquifoliaceae Bercht. & J.Presl nom. cons. ist Ilicaceae Dumort.

### Innere Systematik, Arten und Verbreitung
Die Gattung Stechpalmen (Ilex) ist weltweit in allen Klimazonen verbreitet; die meisten ihrer Arten gedeihen in den Tropen und Subtropen, Zentren der Verbreitung sind Ostasien und Südamerika. Im tropischen Afrika gibt es nur eine, nur zwei Arten kommen im nördlichen Australien vor. In Nordamerika gibt es 17 Arten, in Europa vier, in der Volksrepublik China 204, von denen 149 nur dort vorkommen. Nur wenige Arten der Gattung dringen in Nordamerika und Ostasien auch in die gemäßigten Gebiete vor. In Mitteleuropa ist nur eine Ilex-Art heimisch, die Europäische Stechpalme (Ilex aquifolium); sie ist in Westeuropa und im Mittelmeerraum verbreitet.

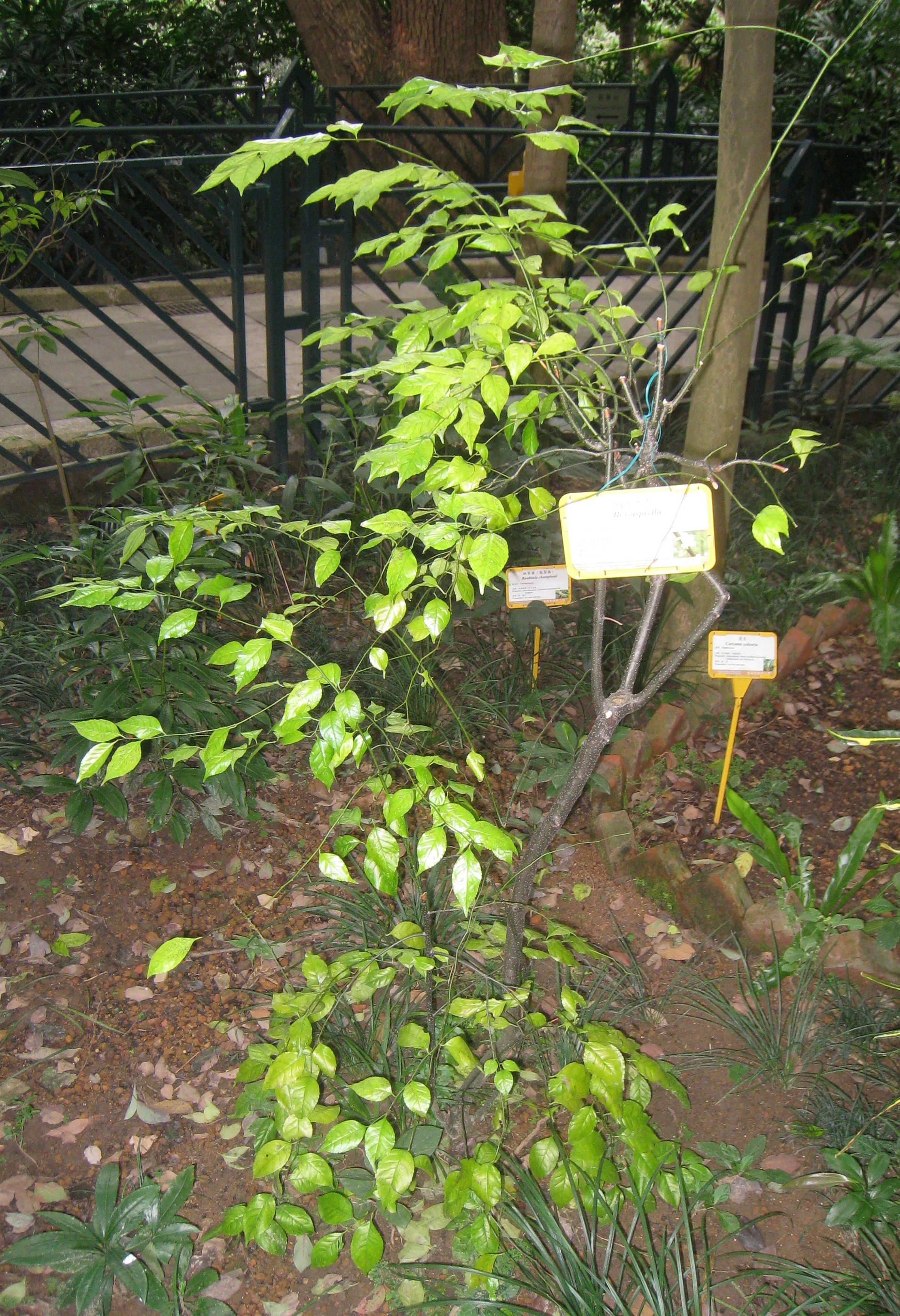
Untergattung Prinos: Ilex asprella Habitus und Laubblätter

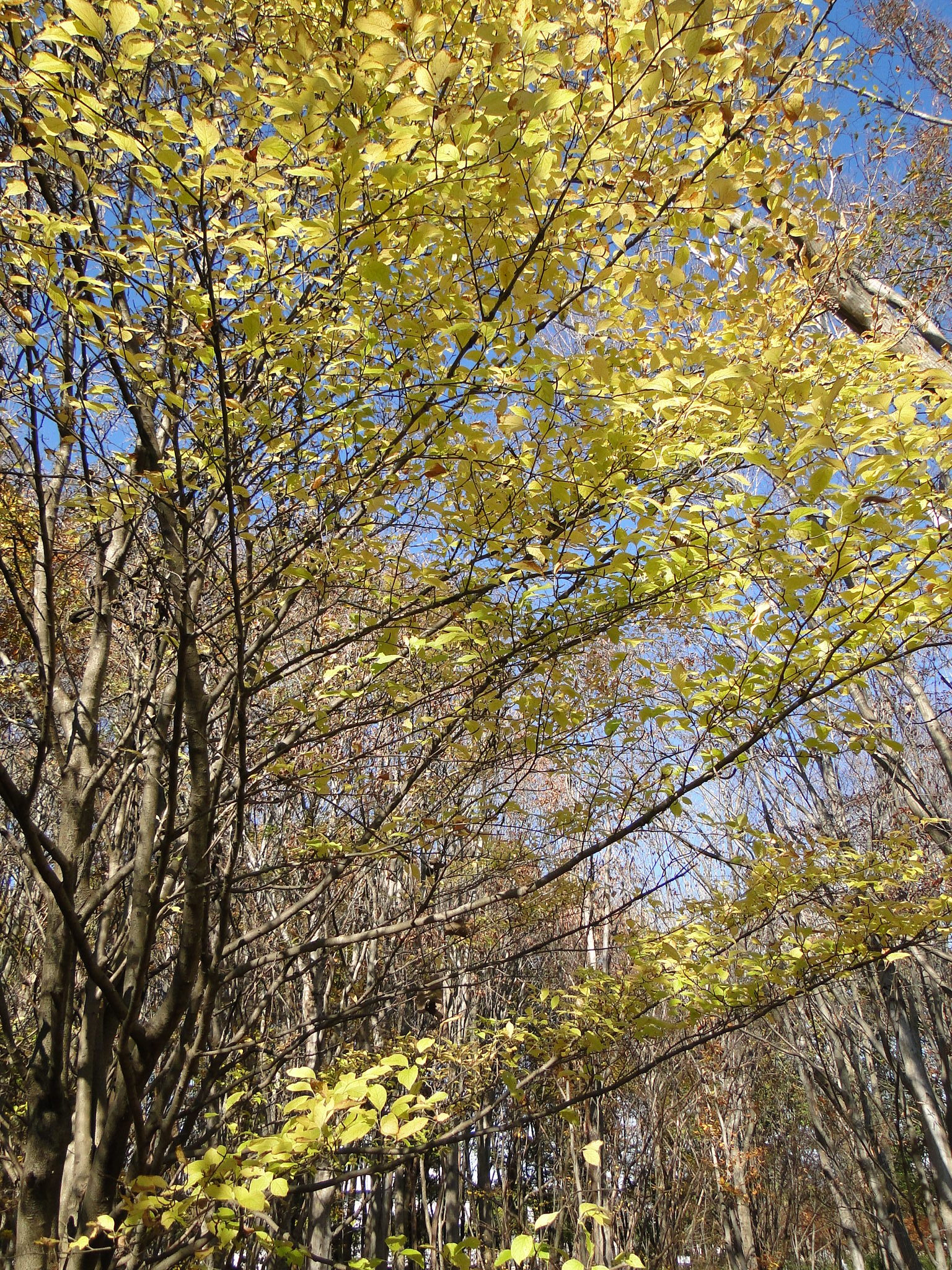
Untergattung Prinos: Ilex macropoda; Baumkrone im Herbst

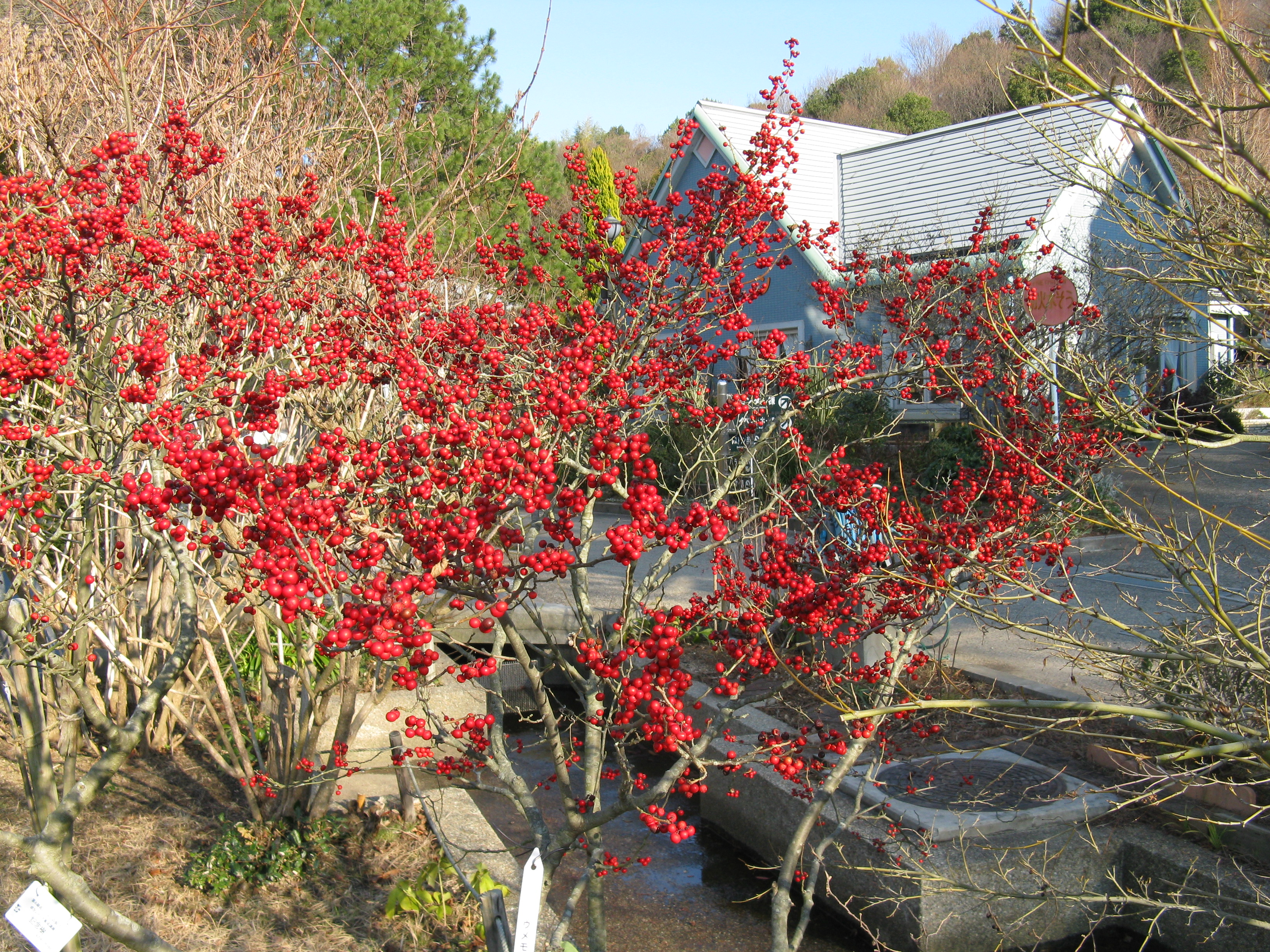
Untergattung Prinos: Ilex serrata ohne Blätter mit Früchten

Die Gattung Ilex umfasst 400 bis 600 Arten und wird in drei Untergattungen gegliedert:
- Untergattung Byronia (Endl.) Loes.:
  - Sie enthält nur eine Art:[5]
    - Ilex polypyrena C.J.Tseng & B.W.Liu: Dieser Endemit gedeiht in Wäldern in Höhenlagen von etwa 1000 Meter nur auf dem Berg Shiwan Dashan im südlichen Teil des chinesischen Autonomen Gebiets Guangxi.[5]
- Untergattung Prinos (L.) A.Gray:
  - Sie enthält etwa zwölf Arten:[5]
    - Ilex aculeolata Nakai: Sie gedeiht in Höhenlagen von 100 bis 1200 Metern in den chinesischen Provinzen Fujian, Guangdong, Guangxi, Guizhou, Hubei, Hunan, Jiangxi sowie Zhejiang (nur in Taishun).[5]

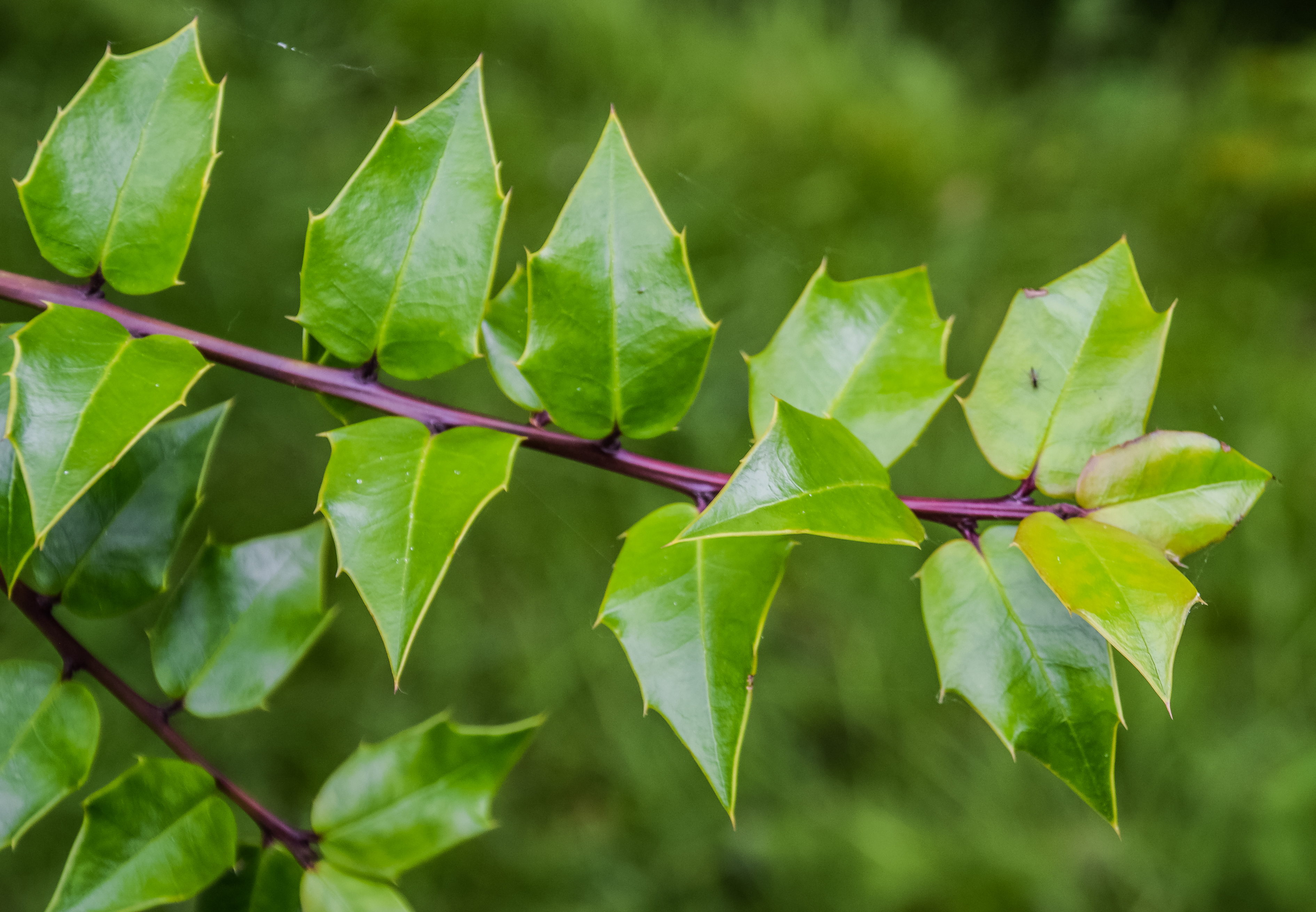
Untergattung Ilex Sektion Ilex: Zweig mit Laubblättern von Ilex bioritsensis

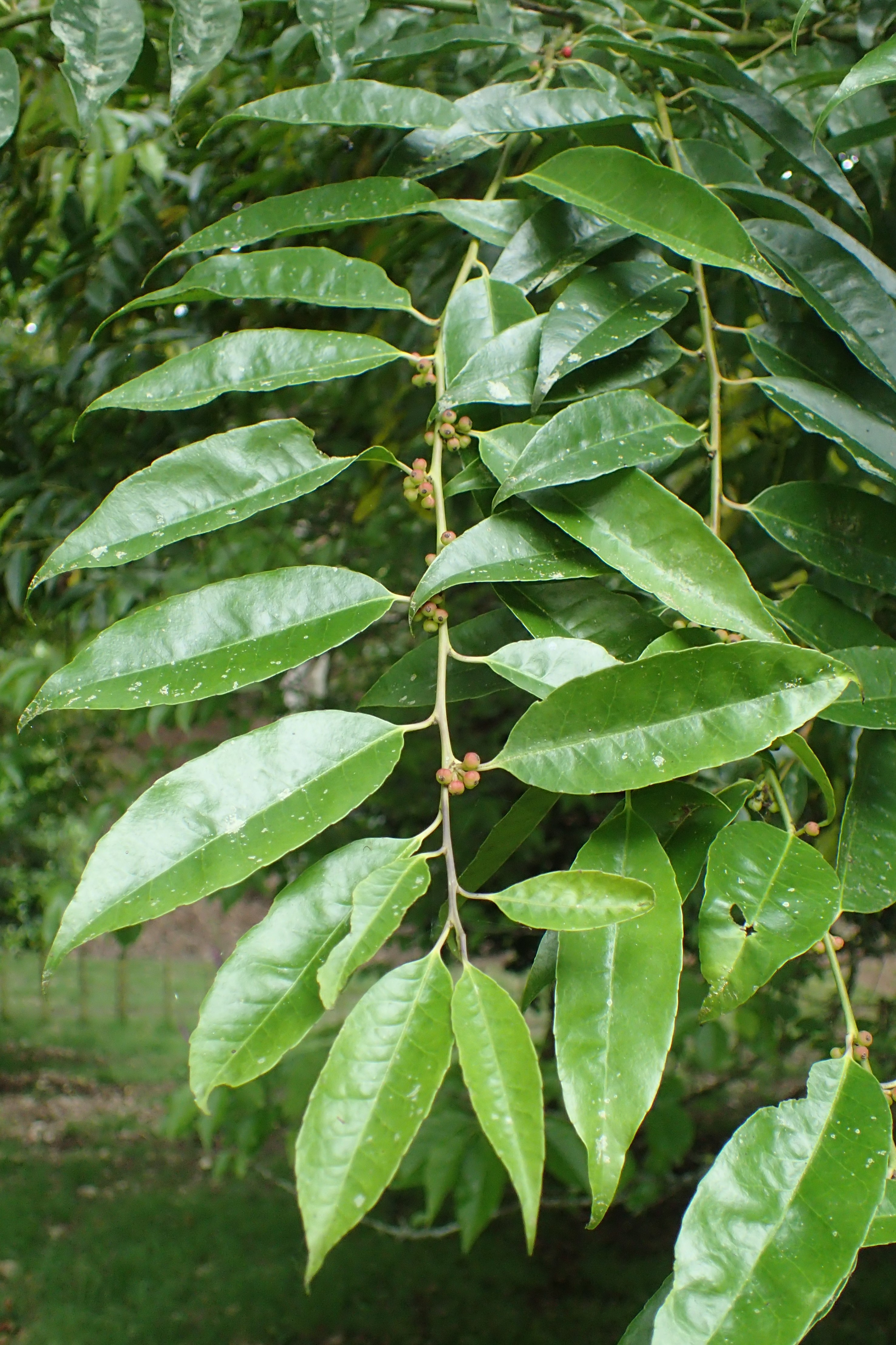
Untergattung Ilex Sektion Ilex: Ilex corallina: Zweig mit wechselständigen, gestielten Laubblättern und jungen Früchten

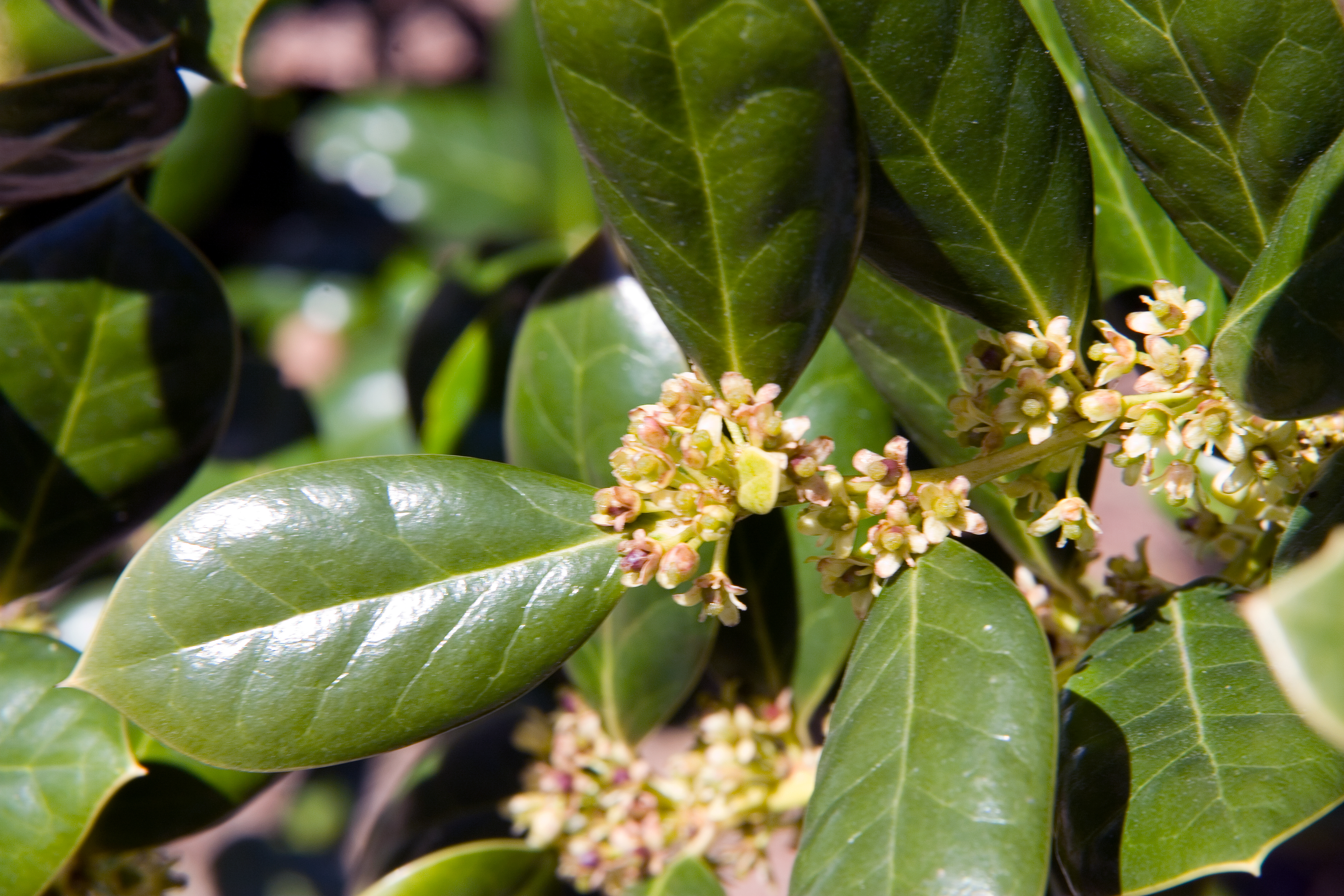
Untergattung Ilex Sektion Ilex: Chinesische Stechpalme (Ilex cornuta)

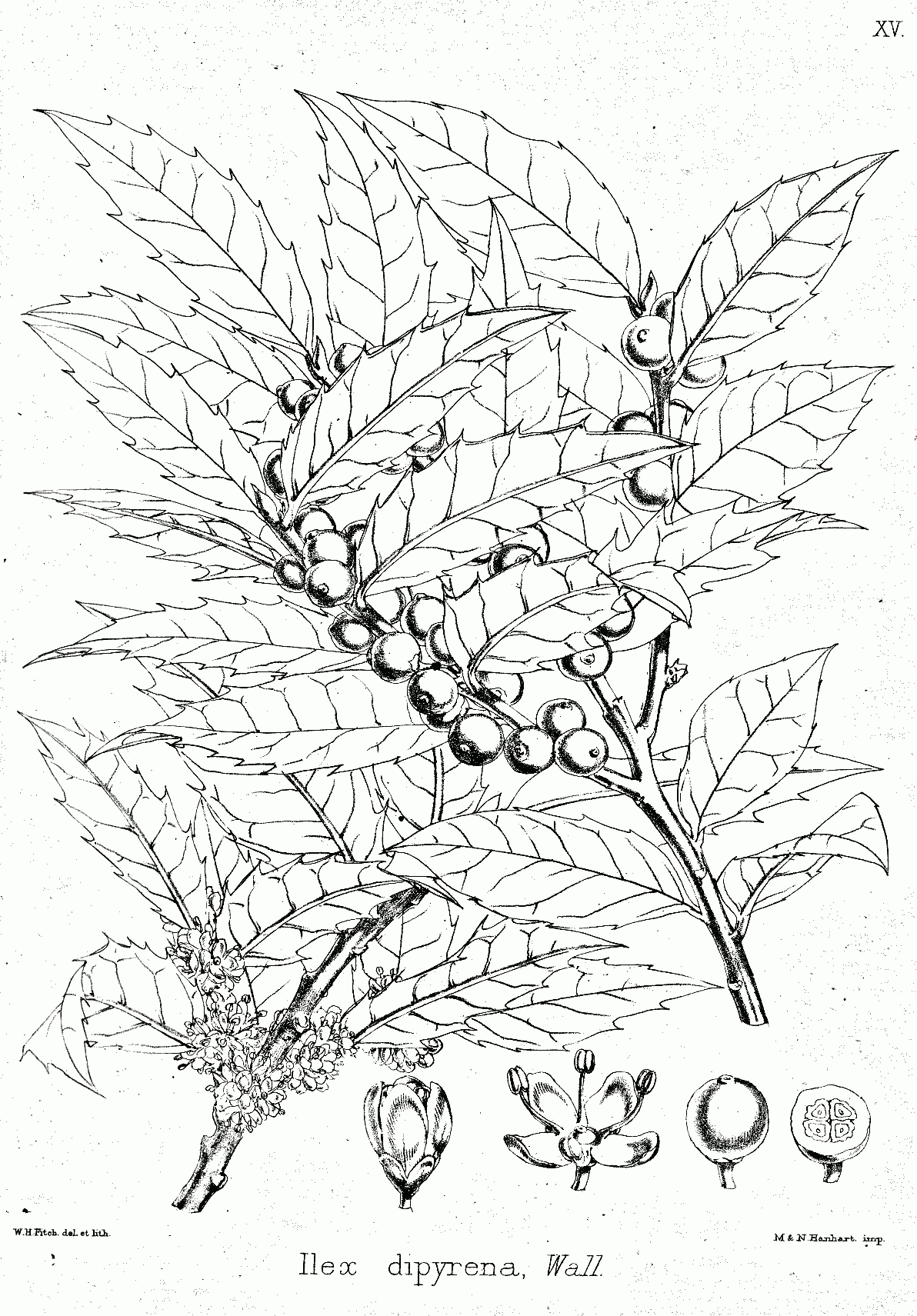
Untergattung Ilex Sektion Ilex: Illustration von Ilex dipyrena

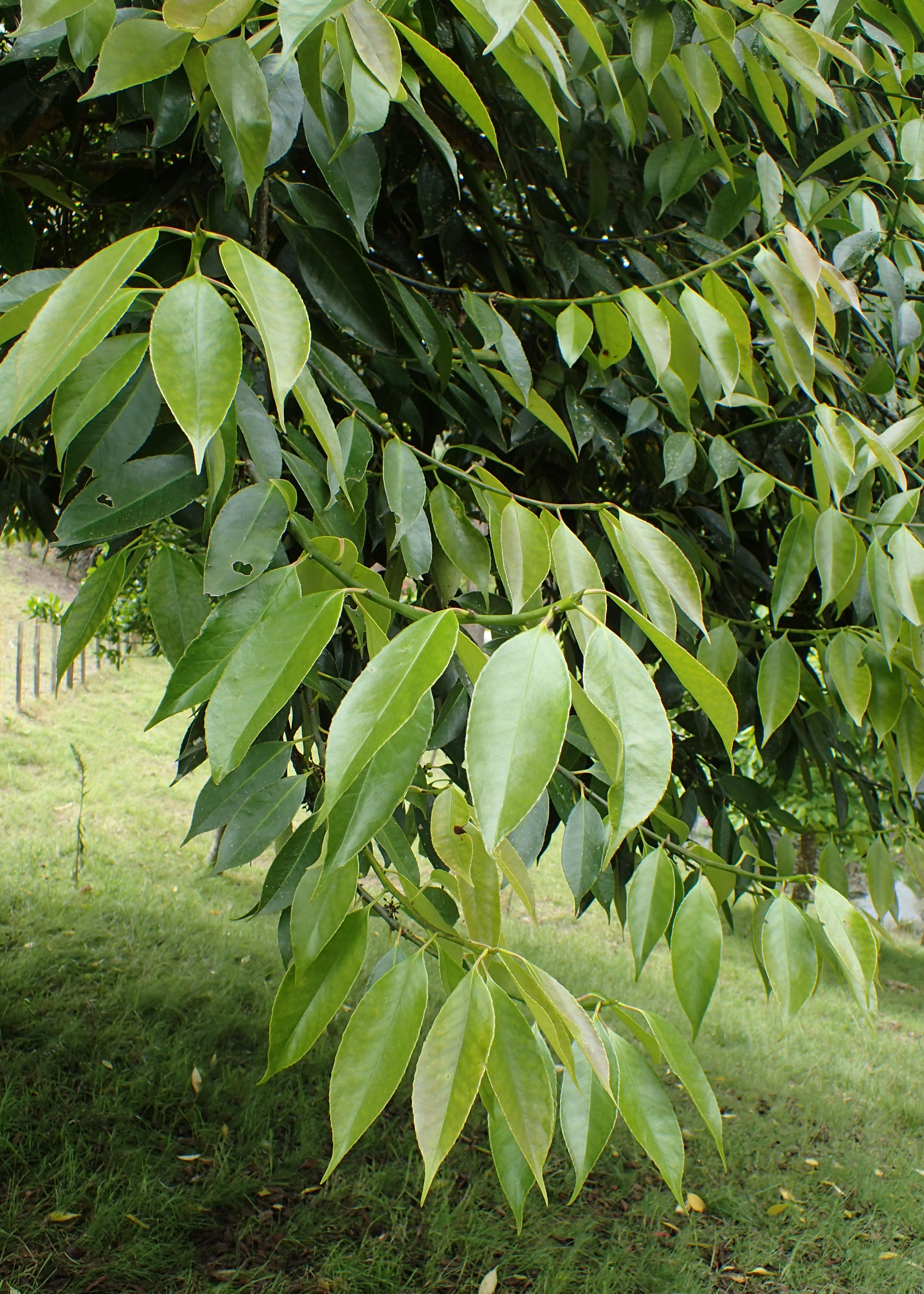
Untergattung Ilex Sektion Ilex: Ilex fargesii: Zweige mit wechselständigen, gestielten Laubblättern

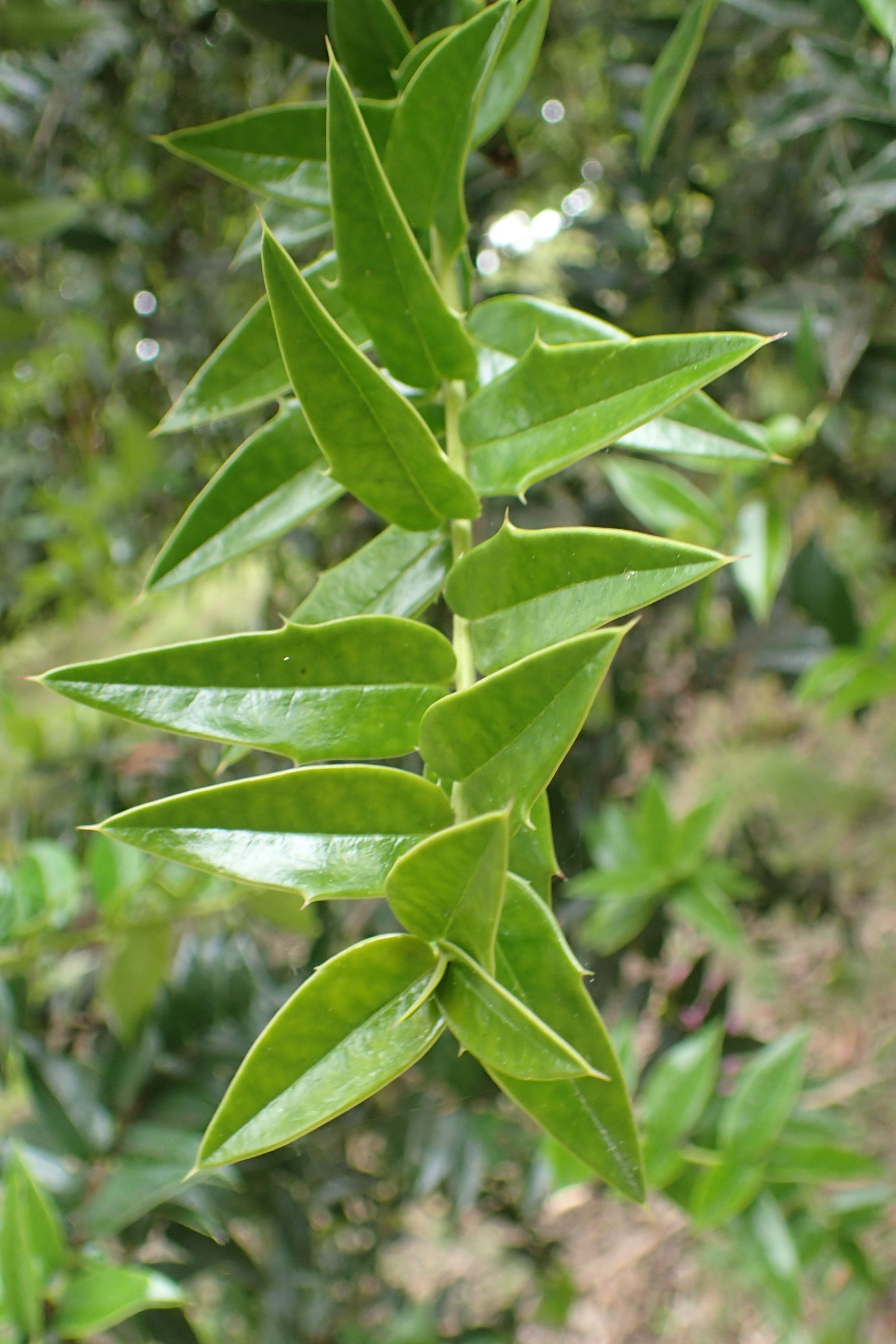
Untergattung Ilex Sektion Ilex: Ilex georgei: Zweig mit Laubblättern

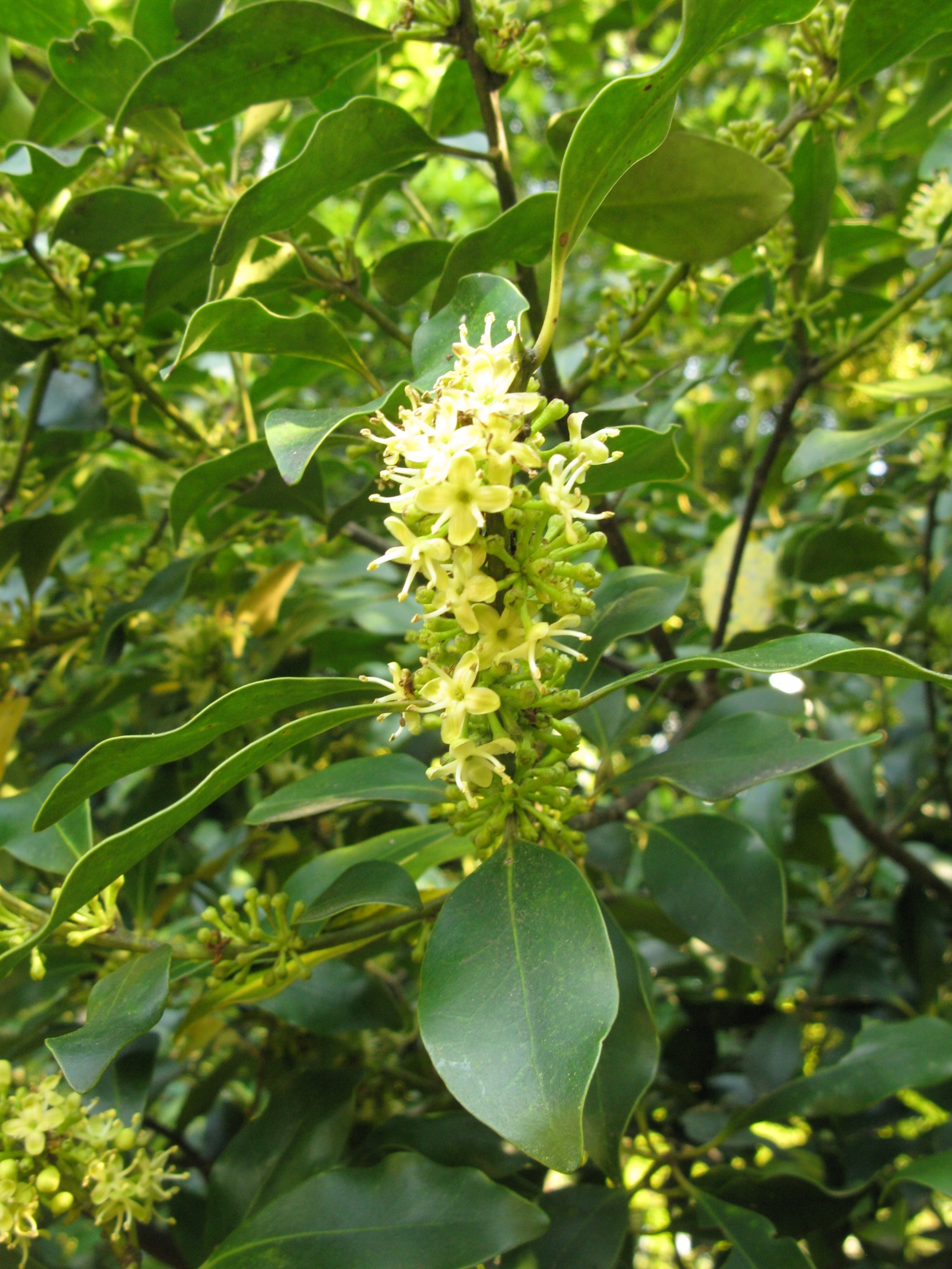
Untergattung Ilex Sektion Ilex: Ilex integra: Zweig mit Laubblättern und vierzähligen Blüten

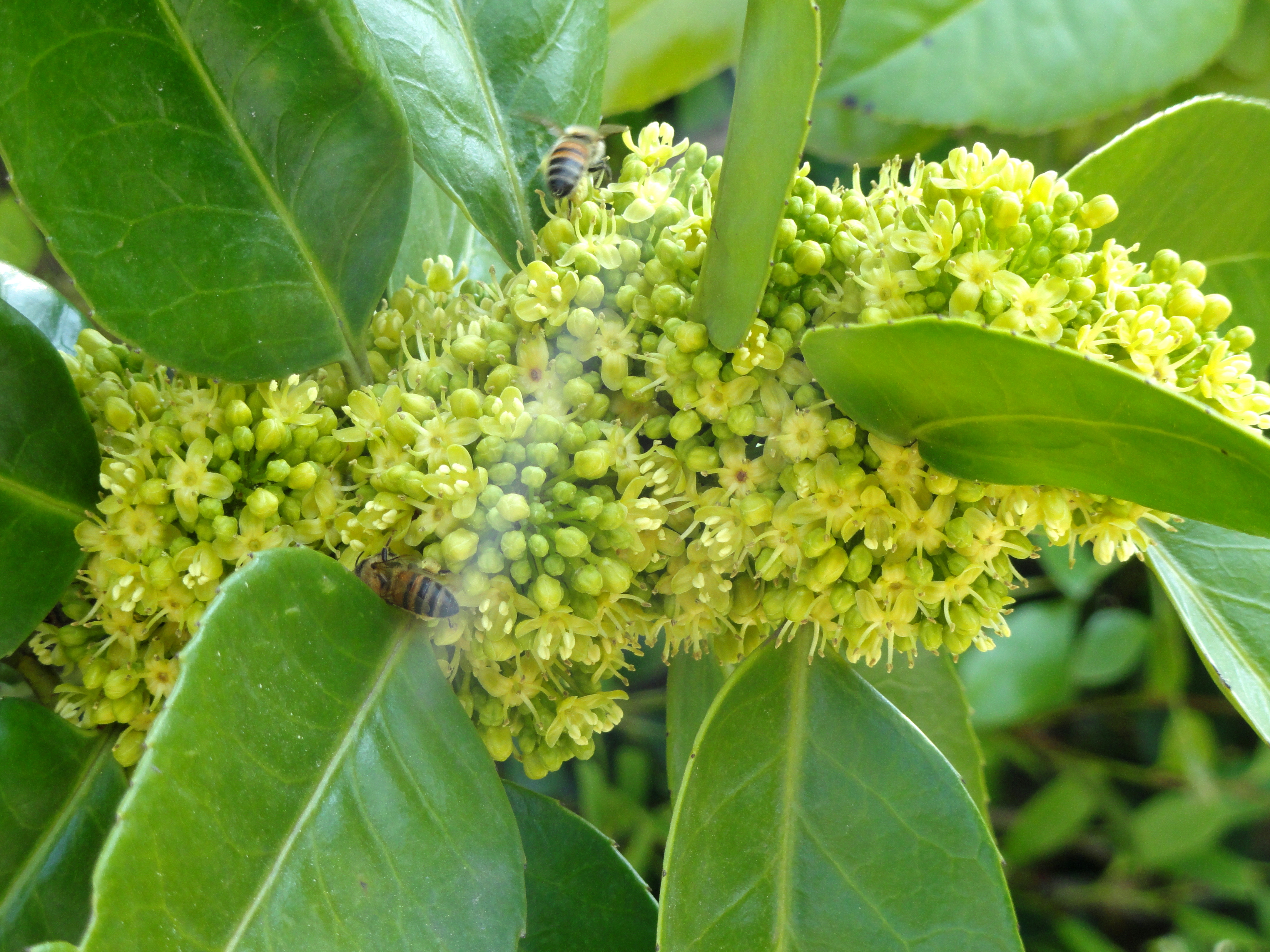
Untergattung Ilex Sektion Ilex: Ilex latifolia

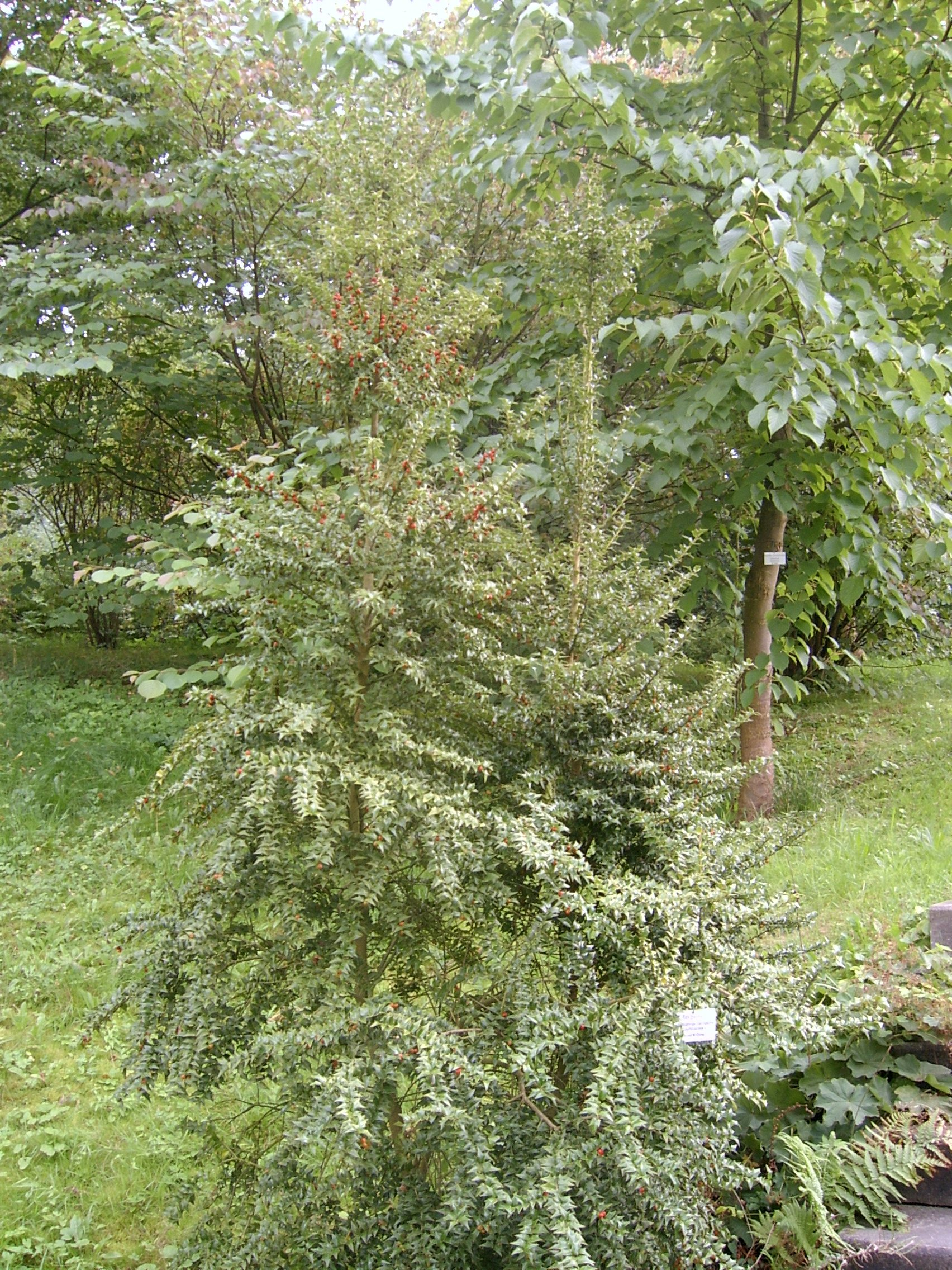
Untergattung Ilex Sektion Ilex: Habitus von Ilex pernyi

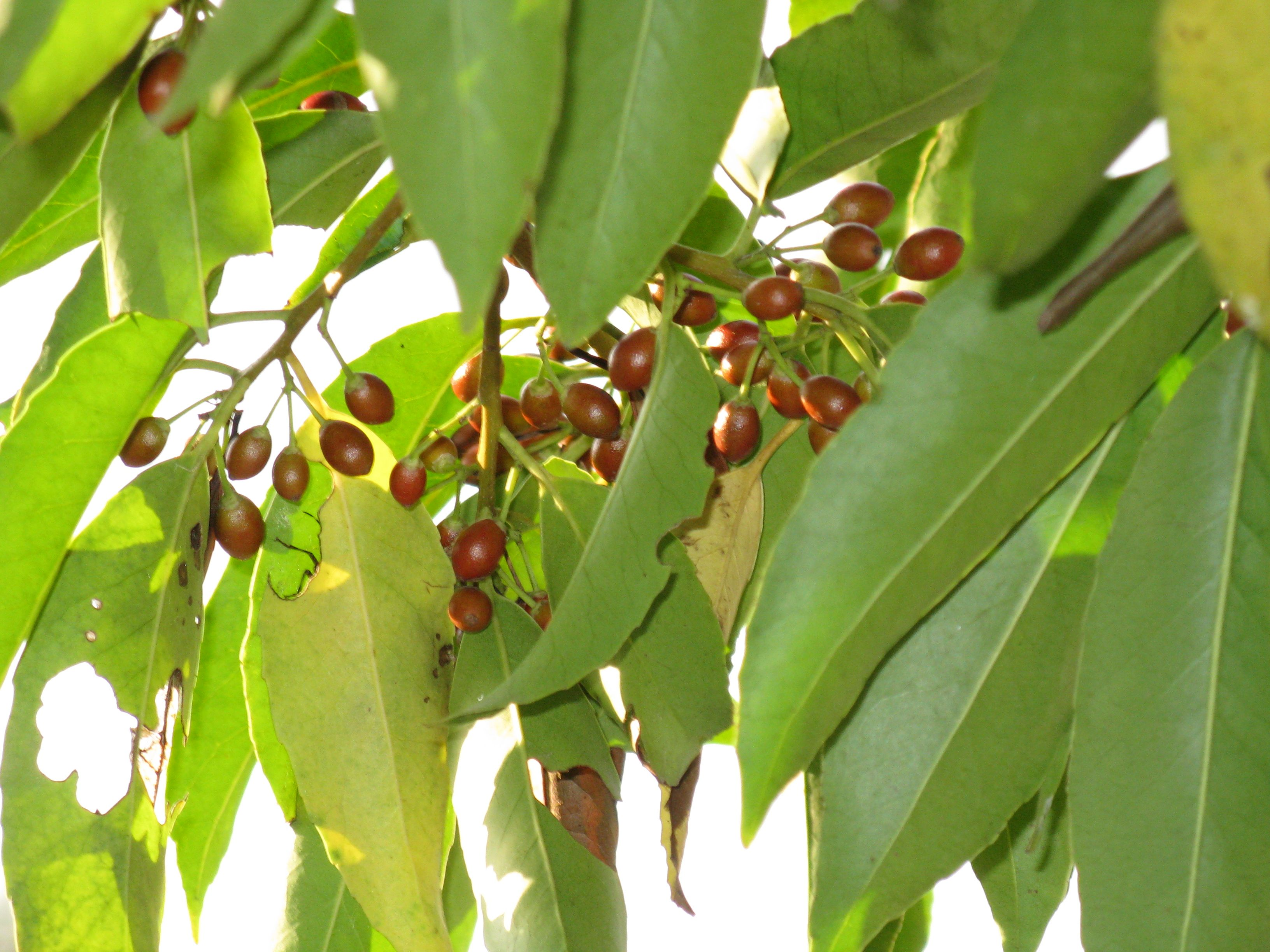
Untergattung Ilex Sektion Lioprinus: Laubblätter und Früchte von Ilex chinensis

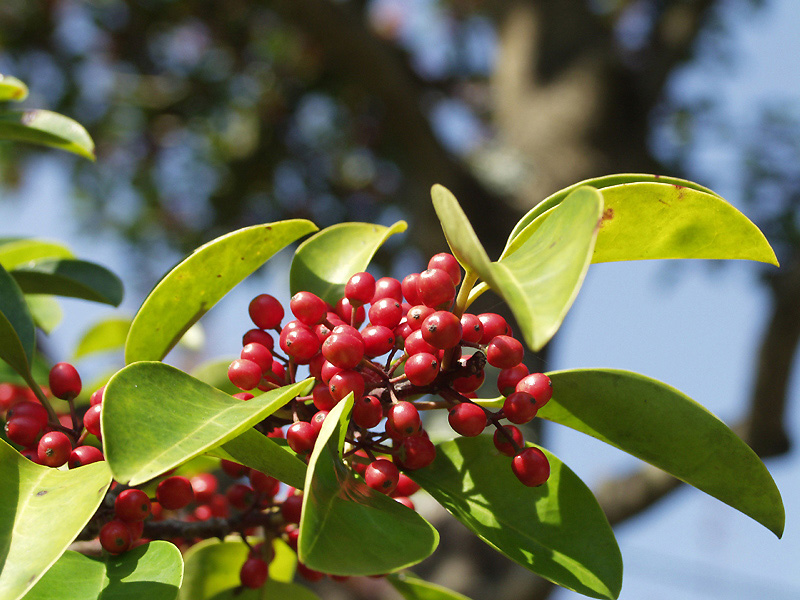
Untergattung Ilex Sektion Lioprinus: Laubblätter und Früchte von Ilex rotunda

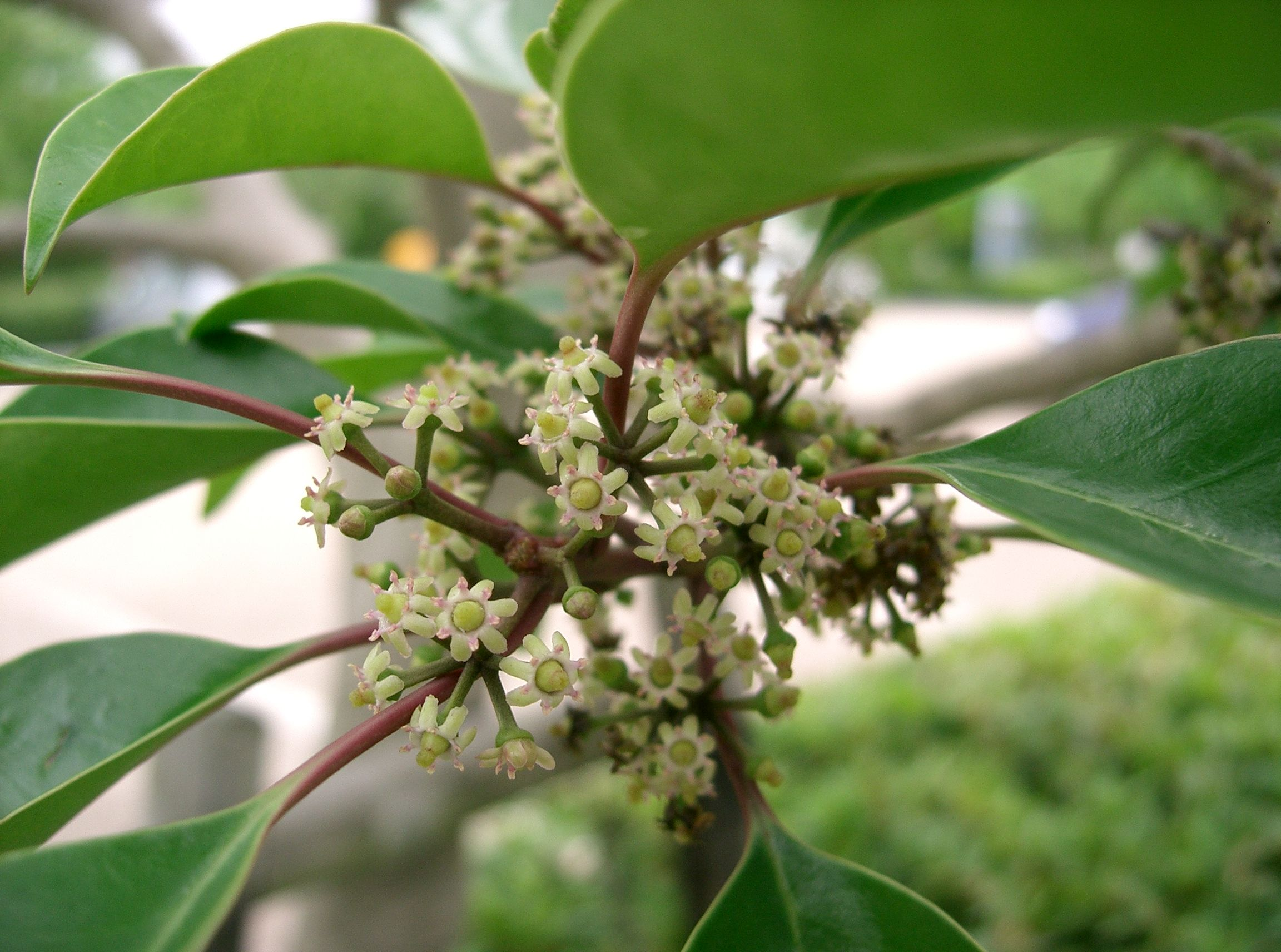
Untergattung Ilex Sektion Lioprinus: Blütenstände mit Blüten im Detail von Ilex rotunda

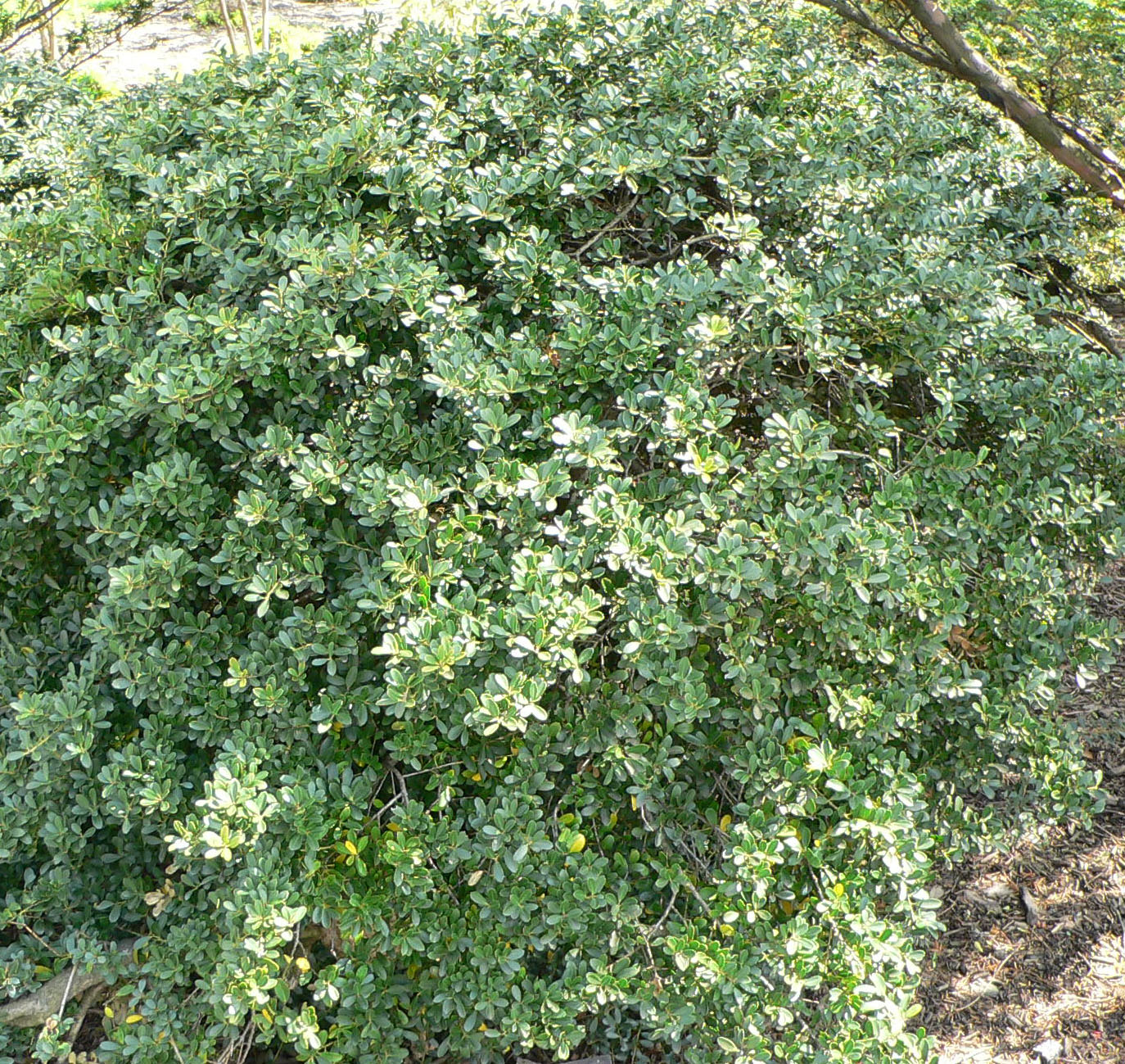
Untergattung Ilex Sektion Paltoria: Japanische Stechpalme (Ilex crenata)

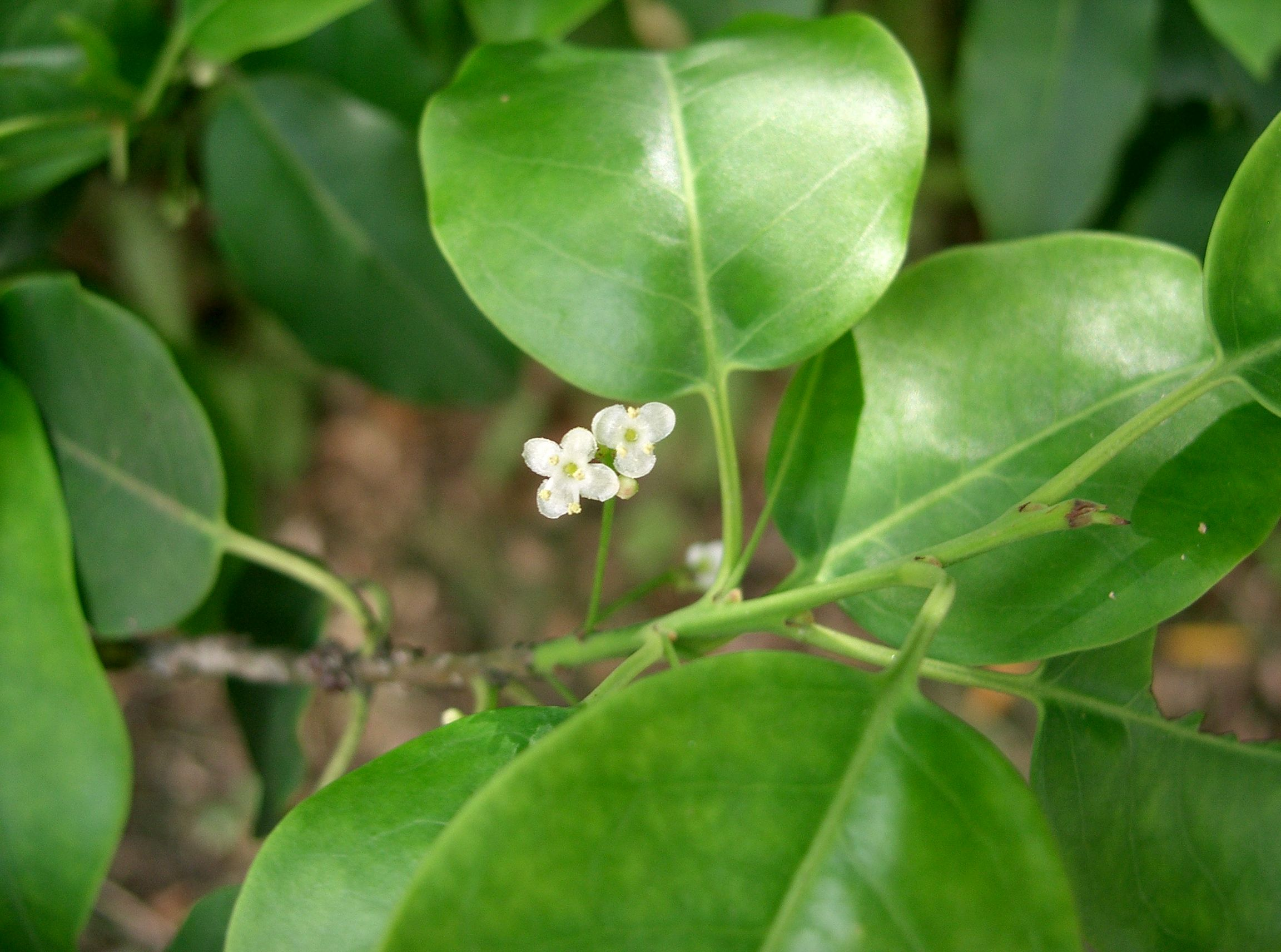
Untergattung Ilex Sektion Paltoria: Zweig mit gestielten, einfachen Laubblättern und Blütenstand von Ilex pedunculosa

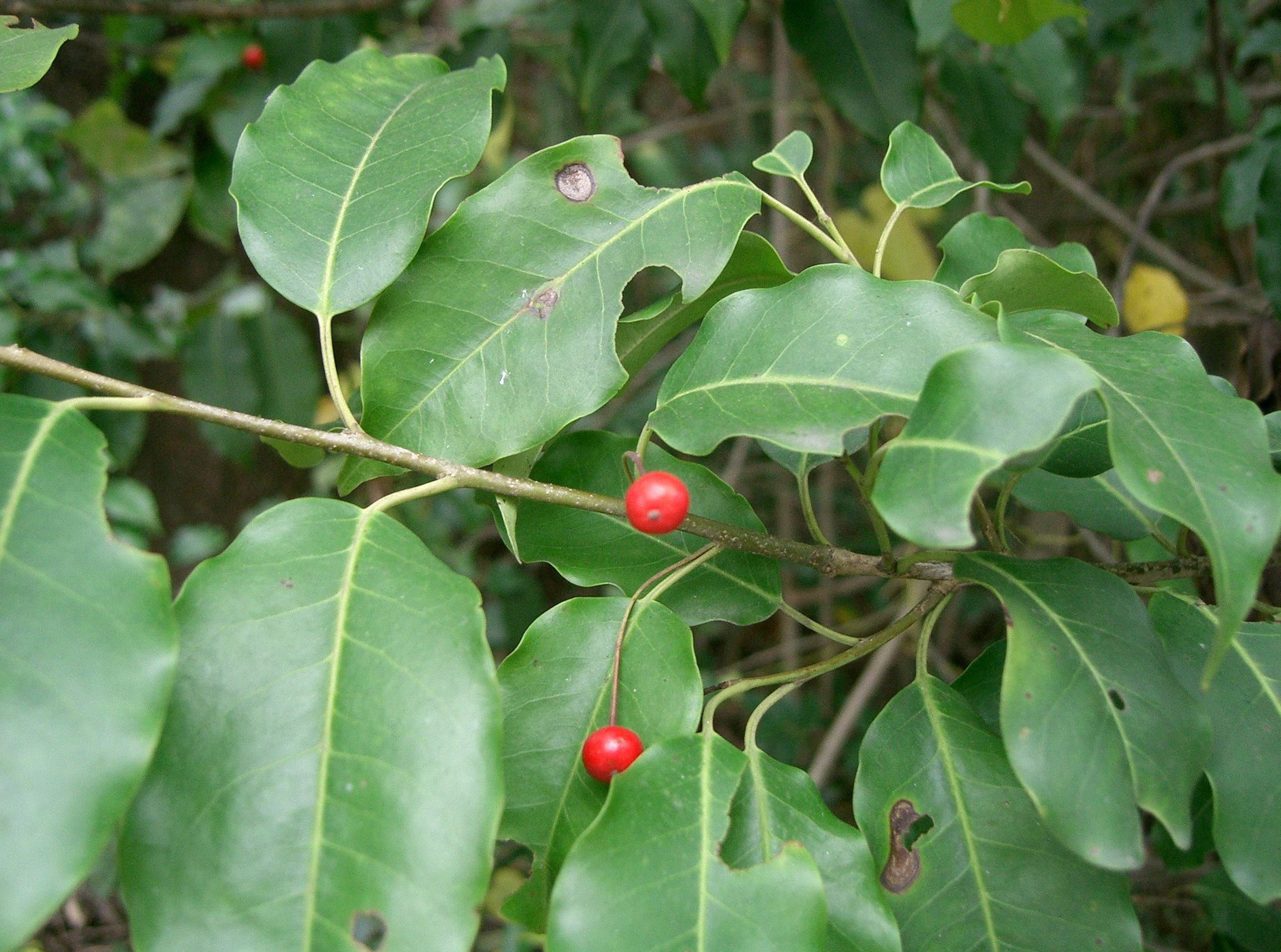
Untergattung Ilex Sektion Paltoria: Ilex pedunculosa

    - Ilex asprella (Hook. & Arn.) Champ. ex Benth.: Sie ist in China sowie auf den Philippinen und vielleicht in Vietnam verbreitet.[5]
    - Ilex chapaensis Merr.: Sie ist im nördlichen Vietnam und in den chinesischen Provinzen Fujian, Guangdong, Guangxi, Guizhou, Hainan sowie im südlichen Yunnan verbreitet.[5]
    - Ilex fragilis Hook. f. (Syn.: Ilex burmanica Merrill, Ilex opienensis S.Y.Hu): Sie ist in Assam, Bhutan, Nepal, nördlichen Myanmar, südlichen bis südöstlichen Teil des Autonomen Gebietes Tibet und in den chinesischen Provinzen Guizhou (nur in Weining), Sichuan sowie Yunnan verbreitet.[5][11]
    - Ilex kiangsiensis (S.Y.Hu) C.J.Tseng & B.W.Liu: Sie gedeiht in Höhenlagen von 700 bis 1000 Metern in den chinesischen Provinzen nördlichen Guangdong (nur in Ruyuan), Hunan (Xinhuang, Zhijiang) sowie Jiangxi.[5]
    - Ilex kusanoi Hayata: Sie kommt in Japan und in Taiwan nur in Huoshao Dao sowie Lan Yu vor.[5]
    - Großfrüchtige Stechpalme[12] (Ilex macrocarpa Oliv.): Sie gedeiht in Höhenlagen von 400 bis 4500 Metern in den chinesischen Provinzen Anhui, Fujian, Guangdong, Guangxi, Guizhou, Henan, Hubei, Hunan, Jiangsu, Jiangxi, südlichen Shaanxi, Sichuan, Yunnan sowie Zhejiang.[5]
    - Ilex macropoda Miq.: Sie ist in China, Japan und Korea verbreitet.
    - Ilex micrococca Maxim.: Sie ist in China, Japan und Vietnam verbreitet.[5]
    - Ilex polyneura (Hand.-Mazz.) S.Y.Hu: Sie gedeiht in Höhenlagen von 1000 bis 2600 Metern in den chinesischen Provinzen Guizhou (nur in Bijie), südwestlichen Sichuan, Yunnan sowie im Autonomen Gebiet Tibet.[5]
    - Ilex serrata Thunb.: Sie ist Japan und in den chinesischen Provinzen Fujian (nur in Nanping), Hunan, Jiangxi, Sichuan sowie Zhejiang verbreitet.[5]
    - Ilex tsoi Merr. & Chun: Sie gedeiht in Höhenlagen von 300 bis 2000 Metern in den chinesischen Provinzen Anhui, Fujian, Guangdong, Guangxi, Guizhou, Hubei, Hunan, Jiangsu, Jiangxi, Sichuan sowie Zhejiang.[5]

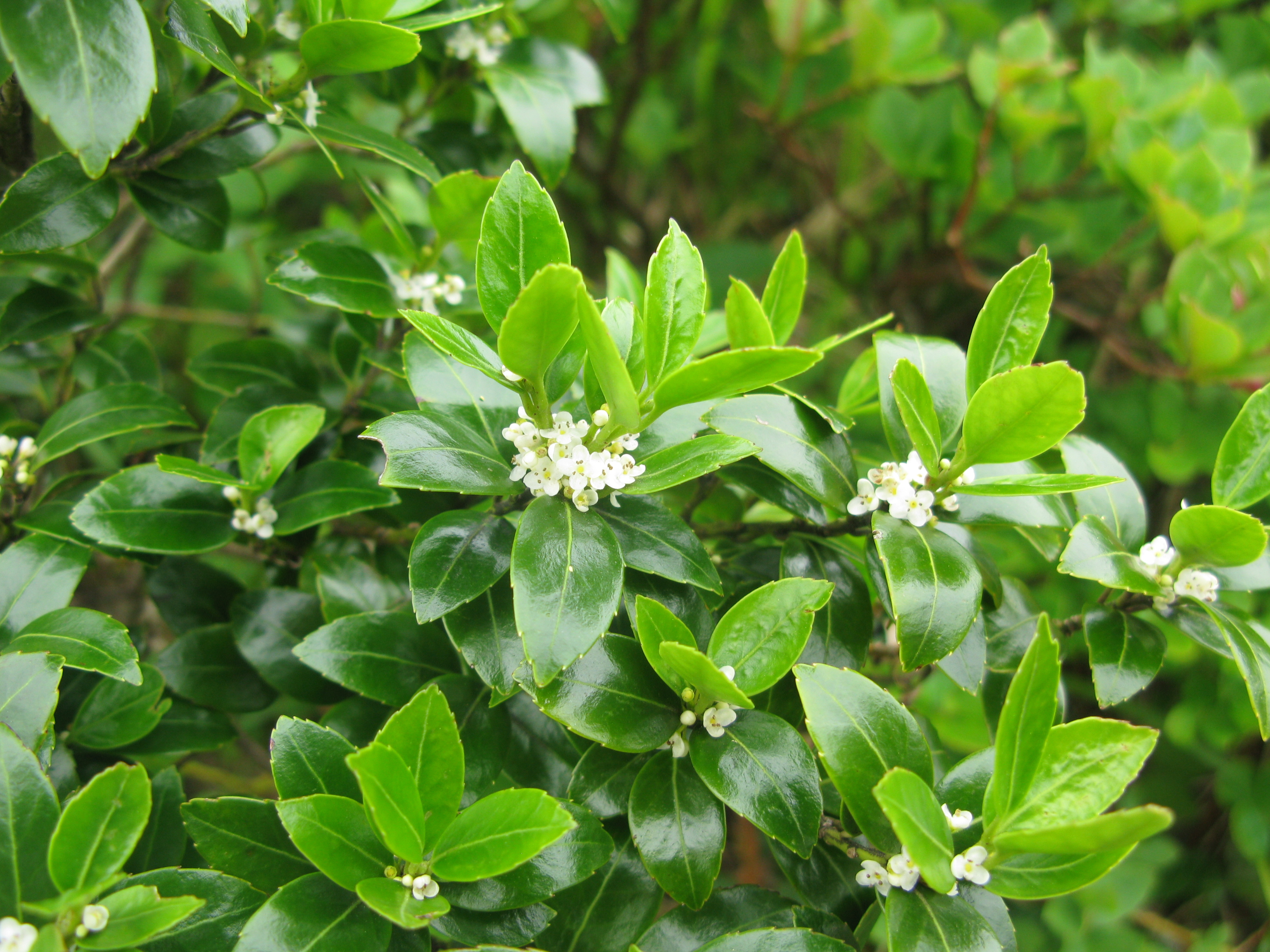
Untergattung Ilex Sektion Paltoria: Laubblätter und Blüten von Ilex sugerokii

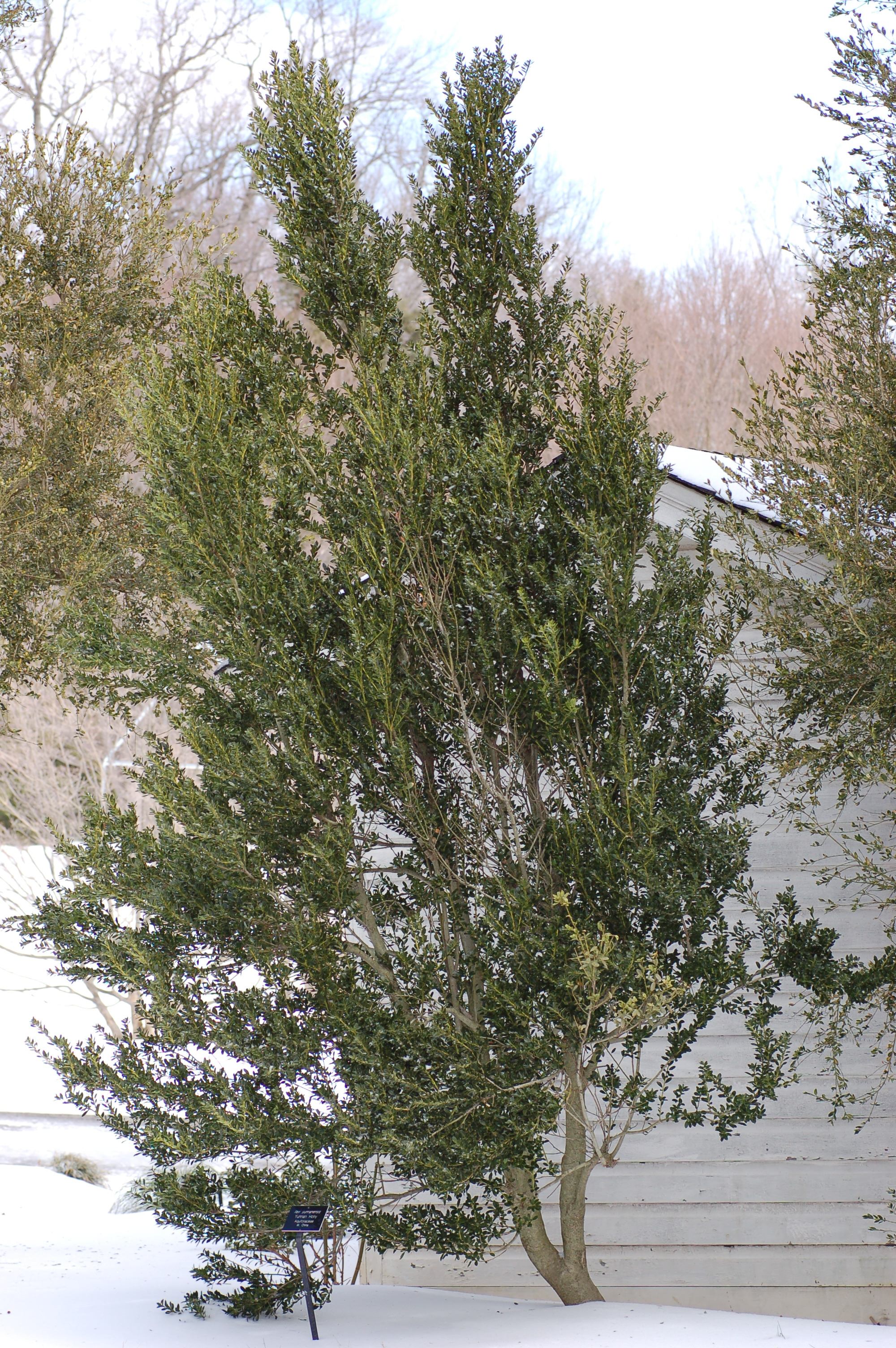
Untergattung Ilex Sektion Paltoria: Habitus der Yunnan-Stechpalme (Ilex yunnanensis)

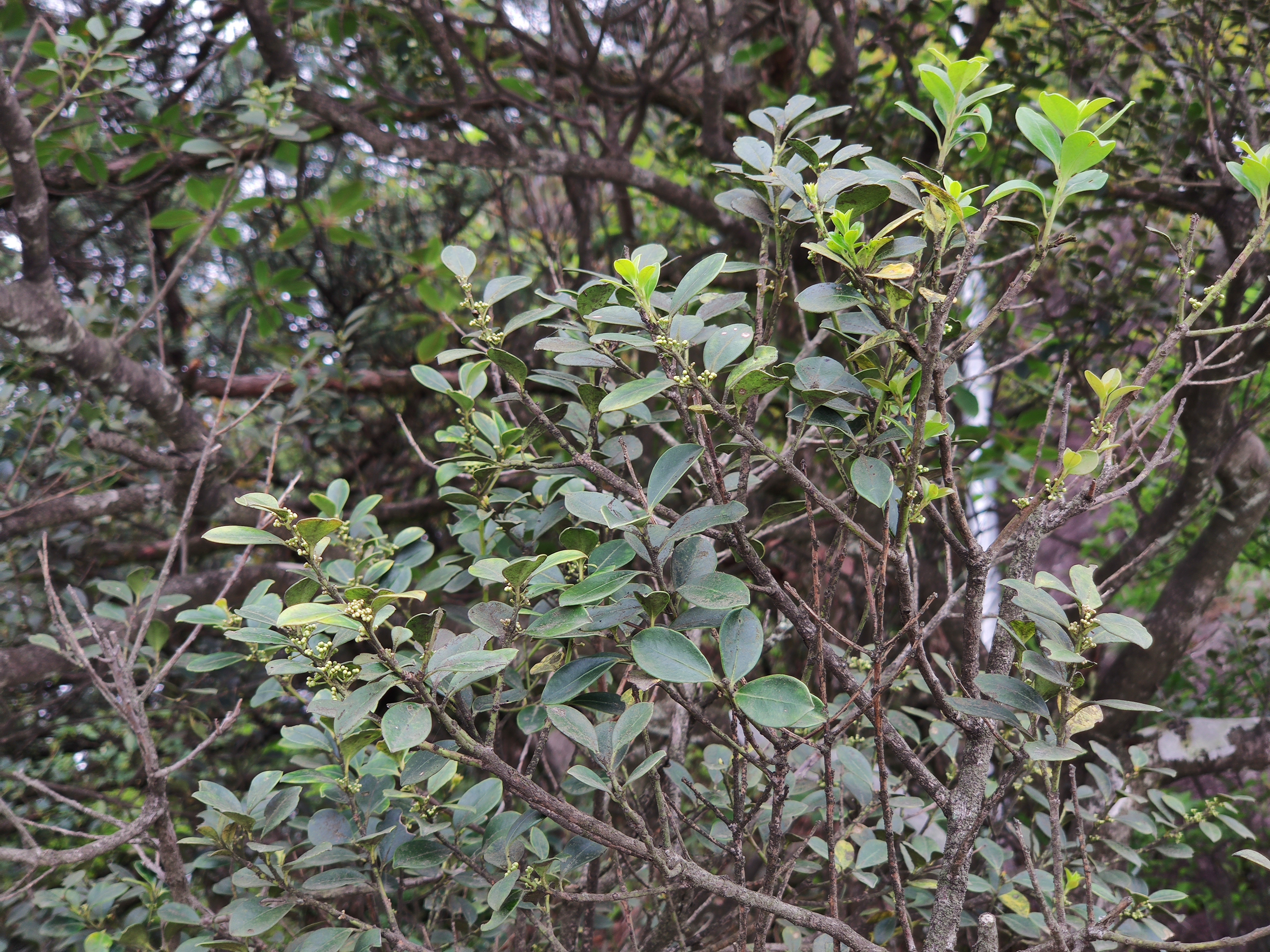
Untergattung Ilex Sektion Pseudoaquifolium:Ilex championii

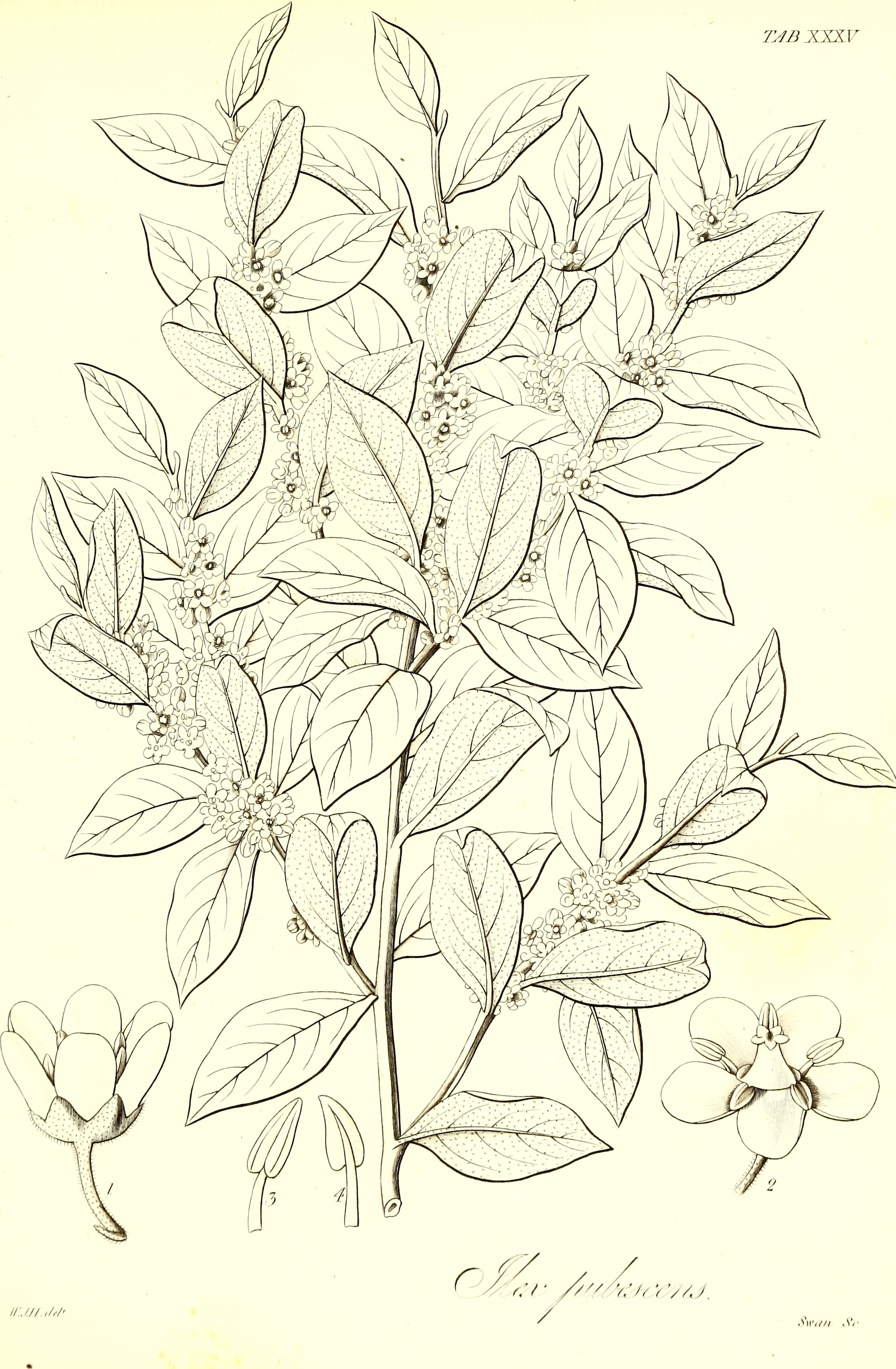
Untergattung Ilex Sektion Pseudoaquifolium: Illustration von Ilex pubescens

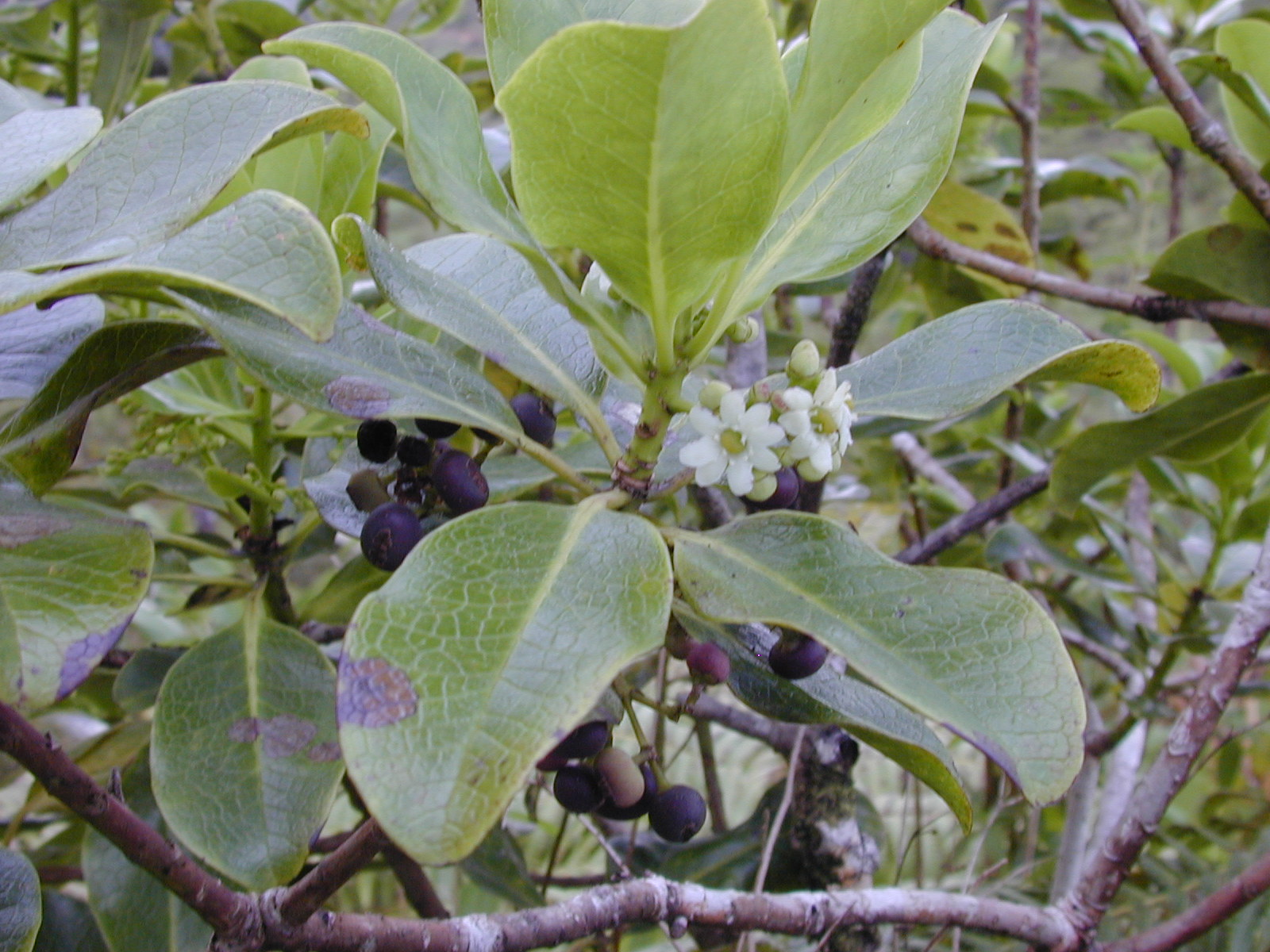
Untergattung Ilex: Zweig mit Laubblättern, Blüten und Früchten von Ilex anomala

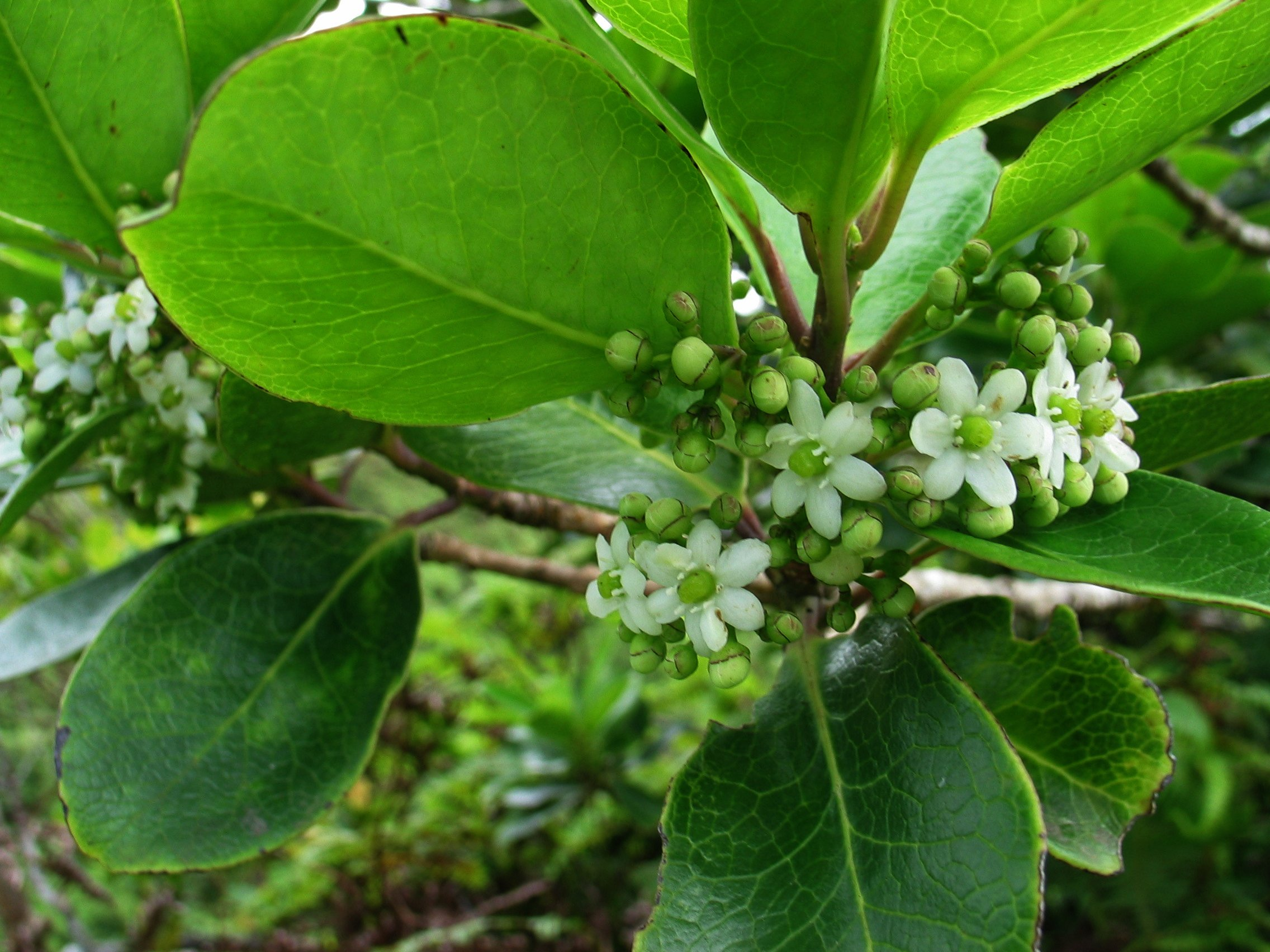
Untergattung Ilex: Zweig mit Laubblättern und sechszähligen Blüten von Ilex anomala

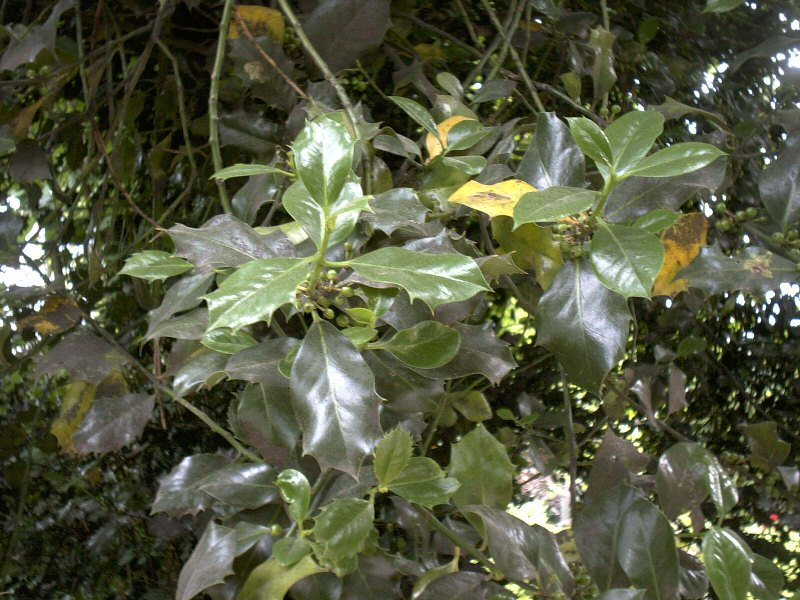
Untergattung Ilex: Europäische Stechpalme (Ilex aquifolium)

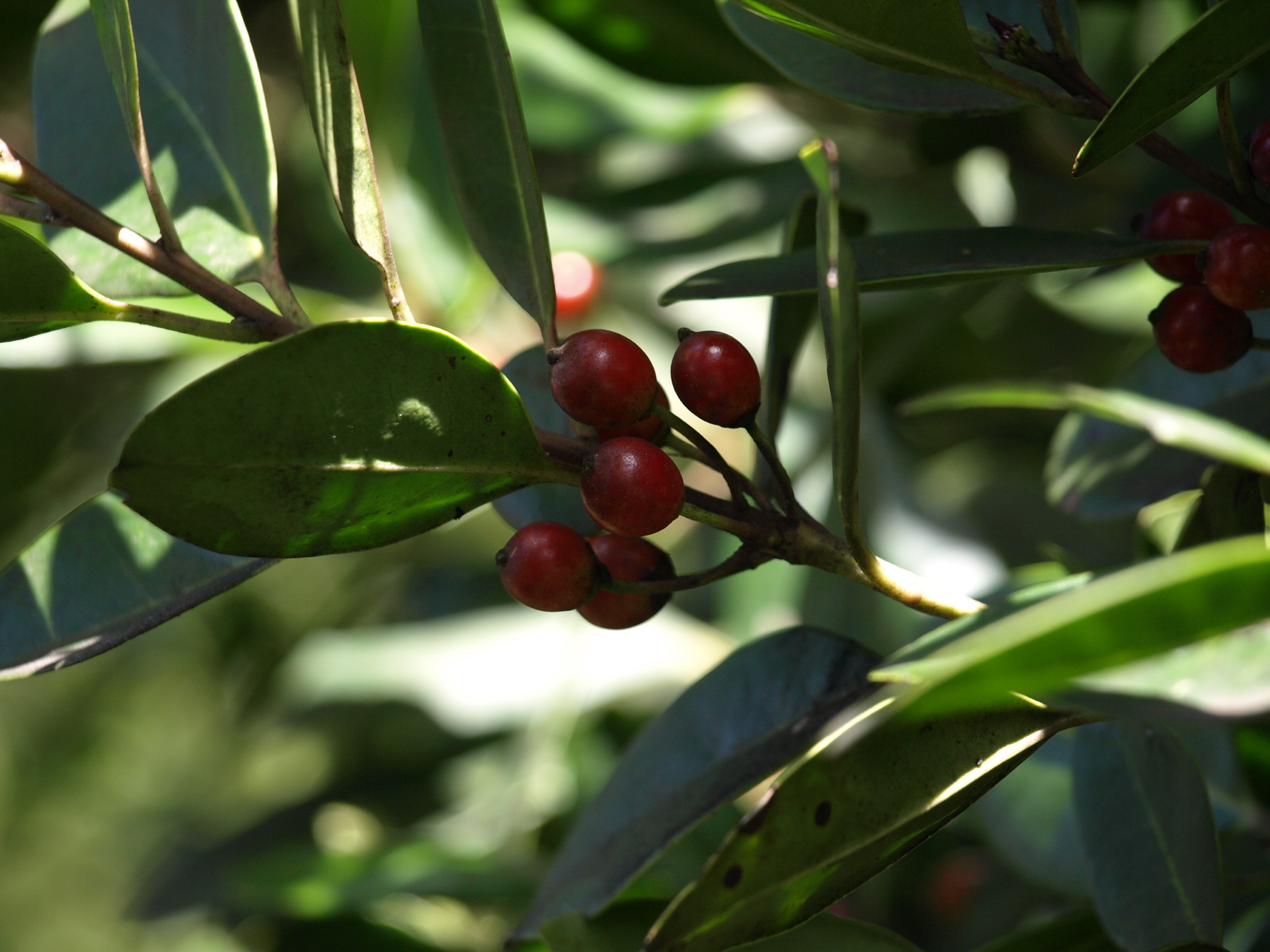
Untergattung Ilex: Kleinblättrige Stechpalme (Ilex canariensis)

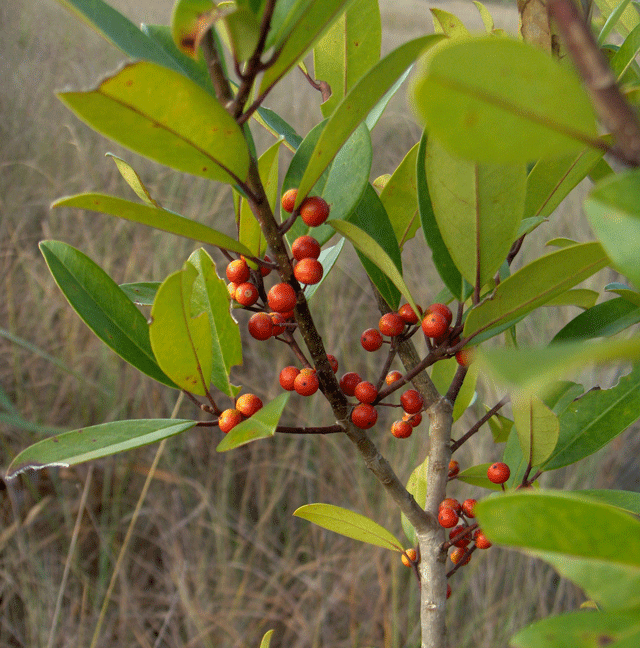
Untergattung Ilex: Zweig mit Laubblättern und Früchten von Ilex cassine

Untergattung Ilex: Zweig mit Laubblättern und Früchten von Ilex colchicum

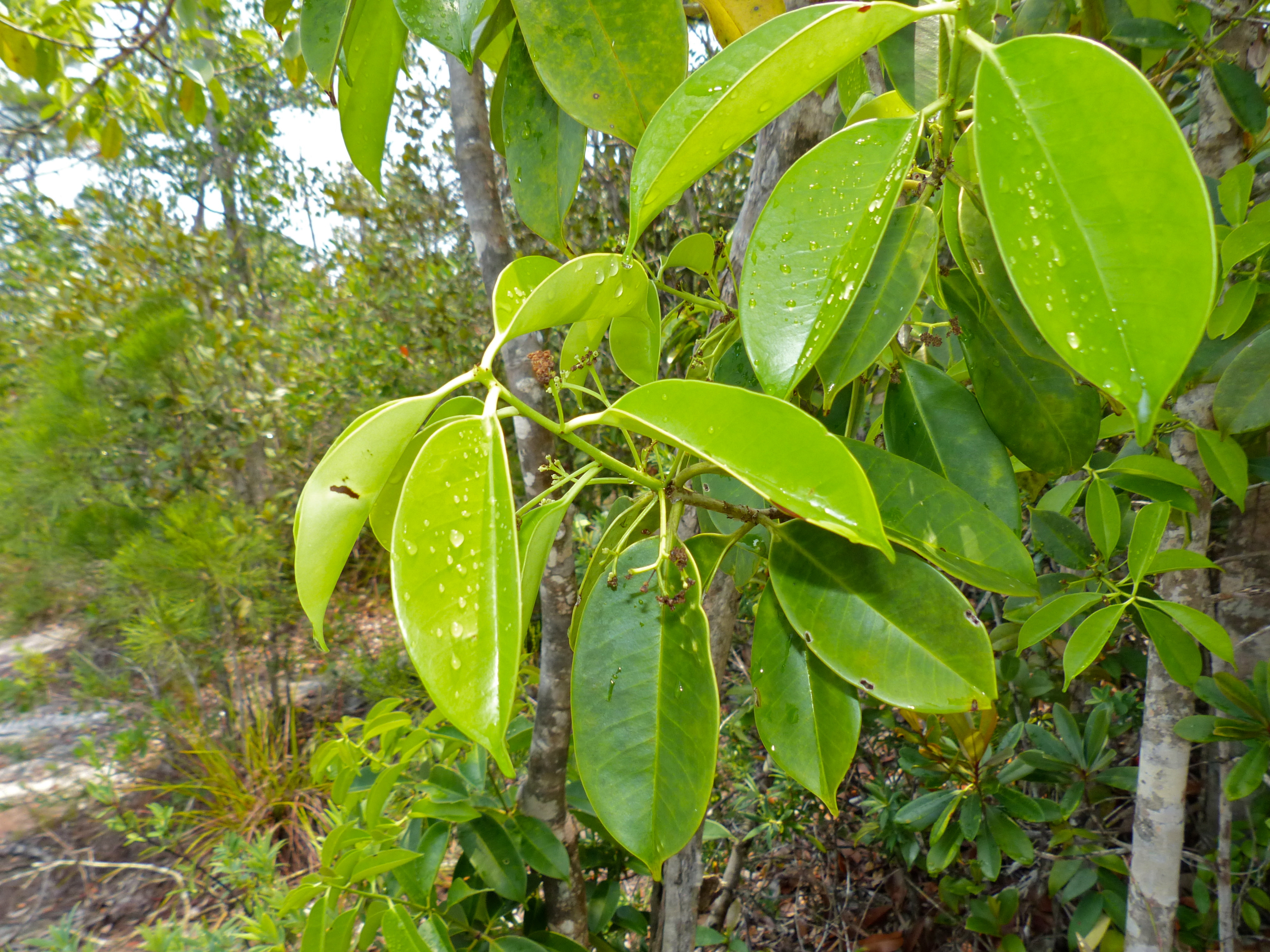
Untergattung Ilex: Zweig mit wechselständigen, einfachen Laubblättern von Ilex cymosa

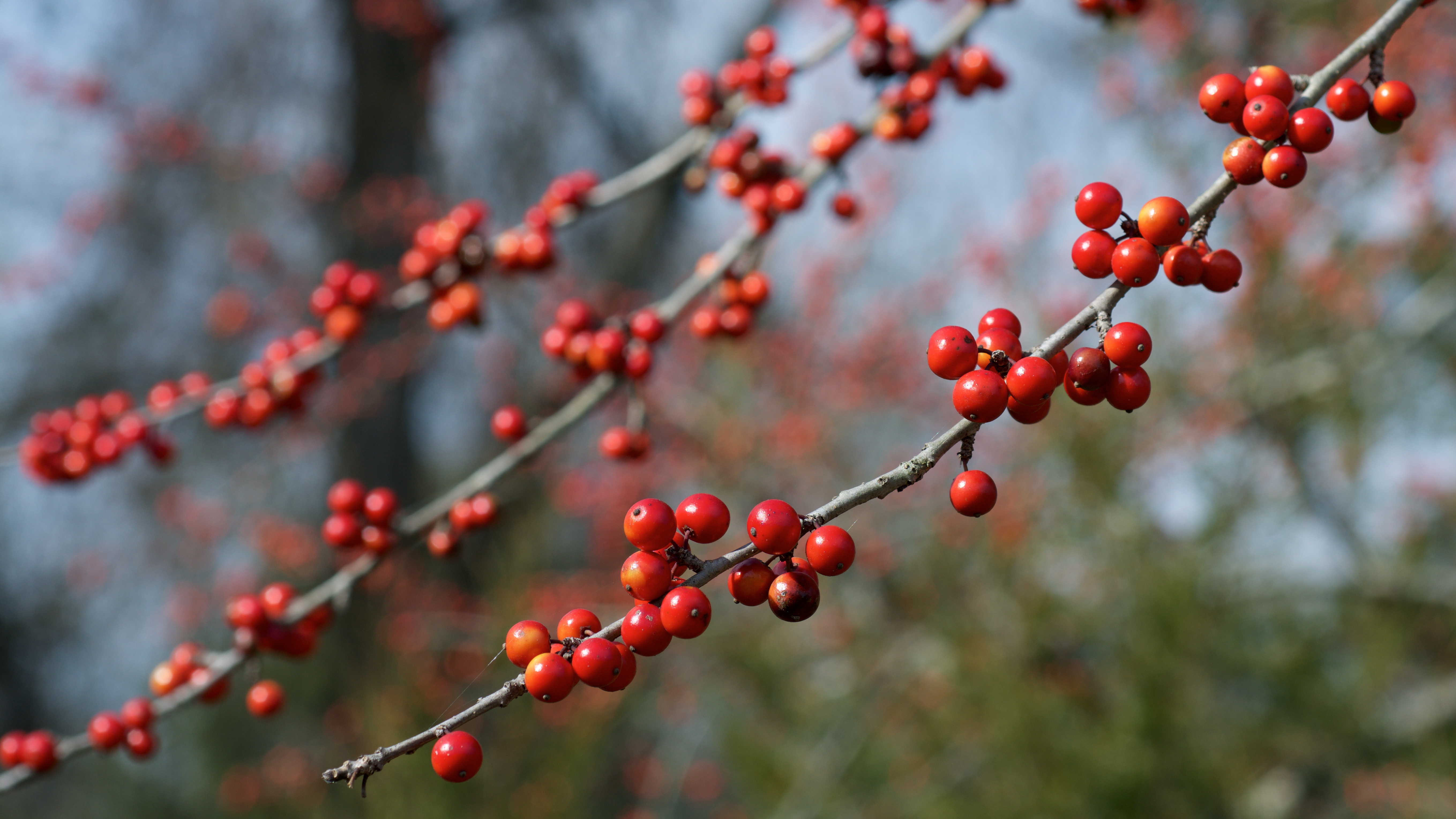
Untergattung Ilex: Zweig ohne Laubblätter mit Früchten von Ilex decidua

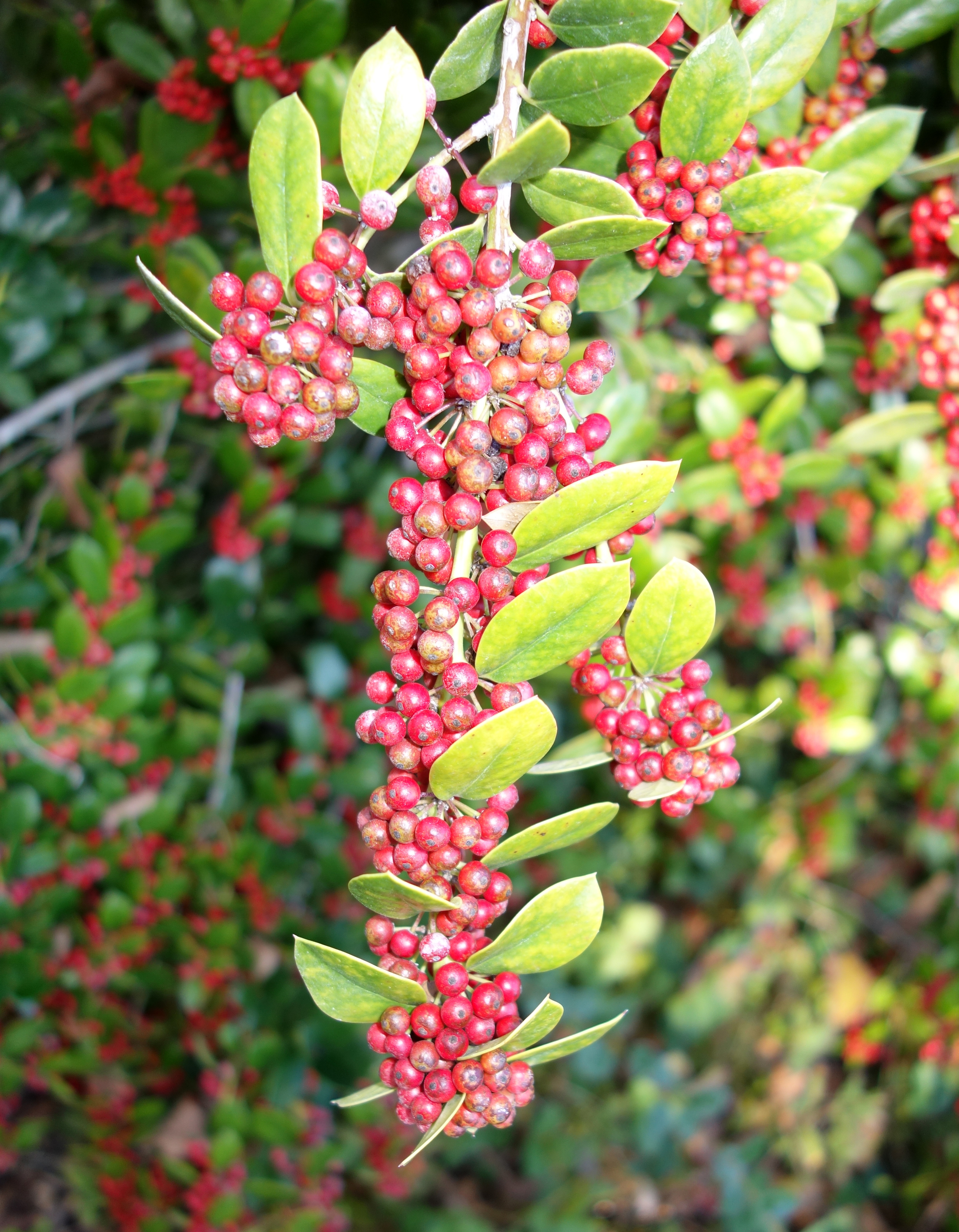
Untergattung Ilex: Ilex dimorphophylla

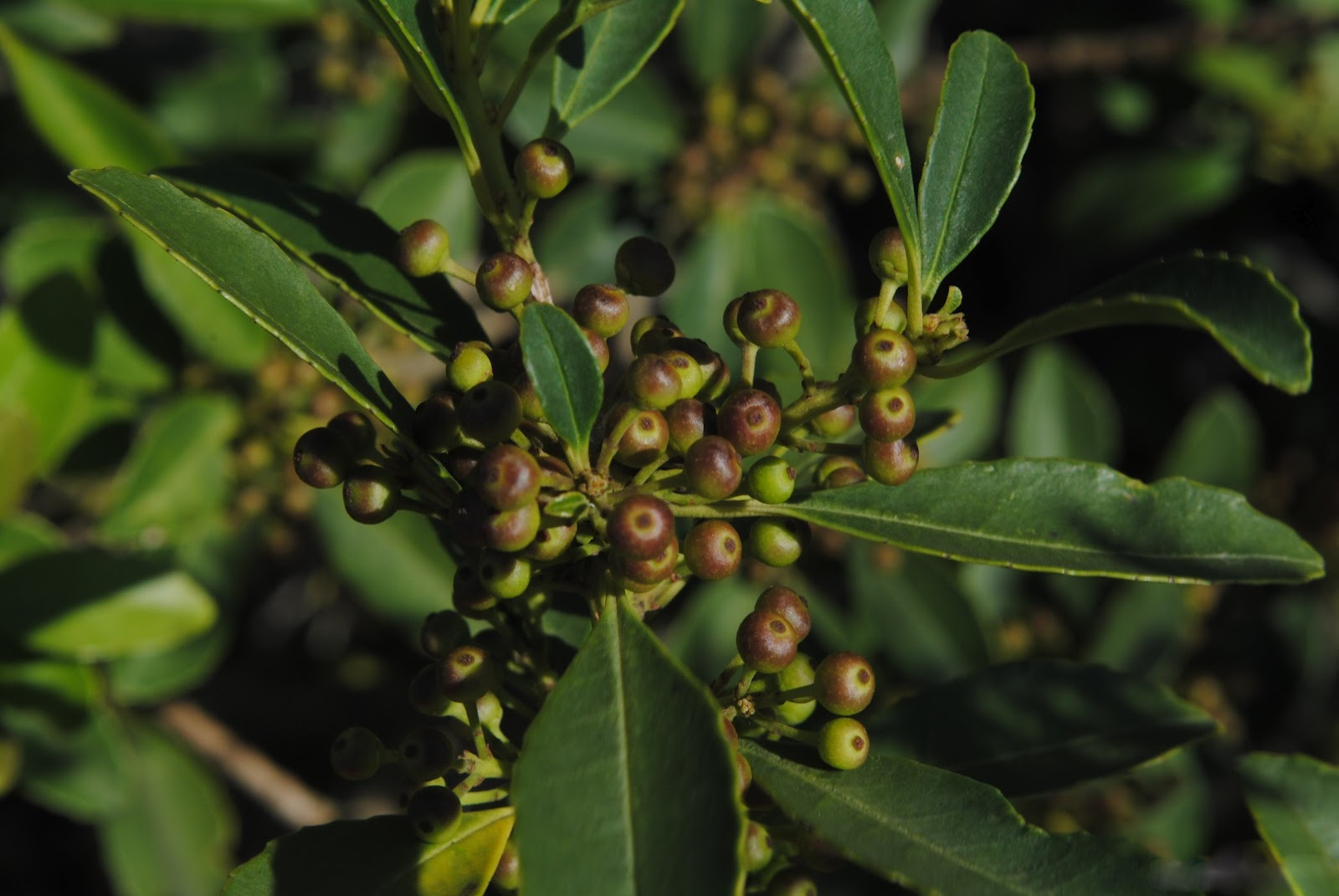
Untergattung Ilex: Zweig mit Laubblättern und Früchten von Ilex dumosa

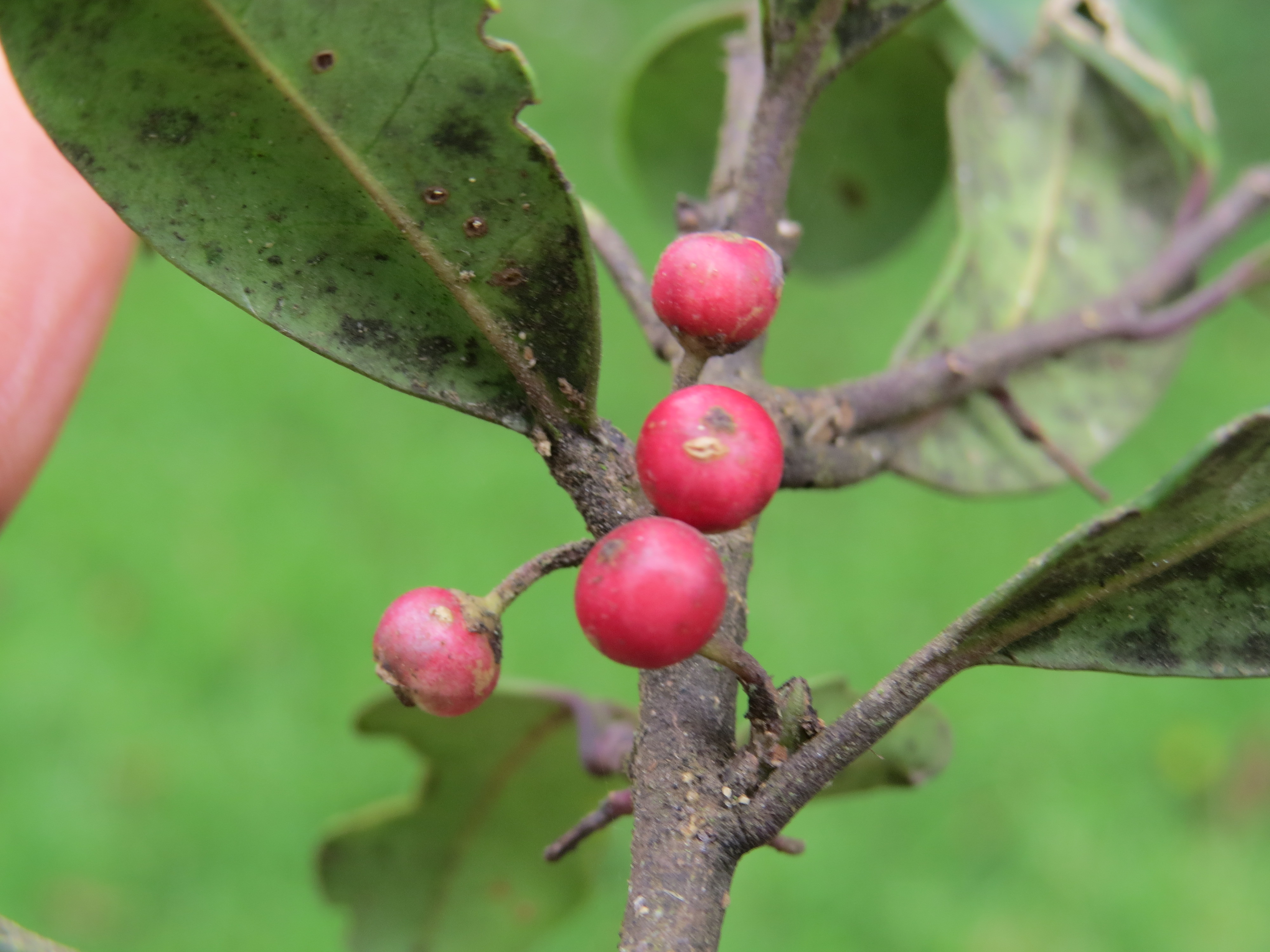
Untergattung Ilex: Zweig mit Früchten von Ilex gardneriana

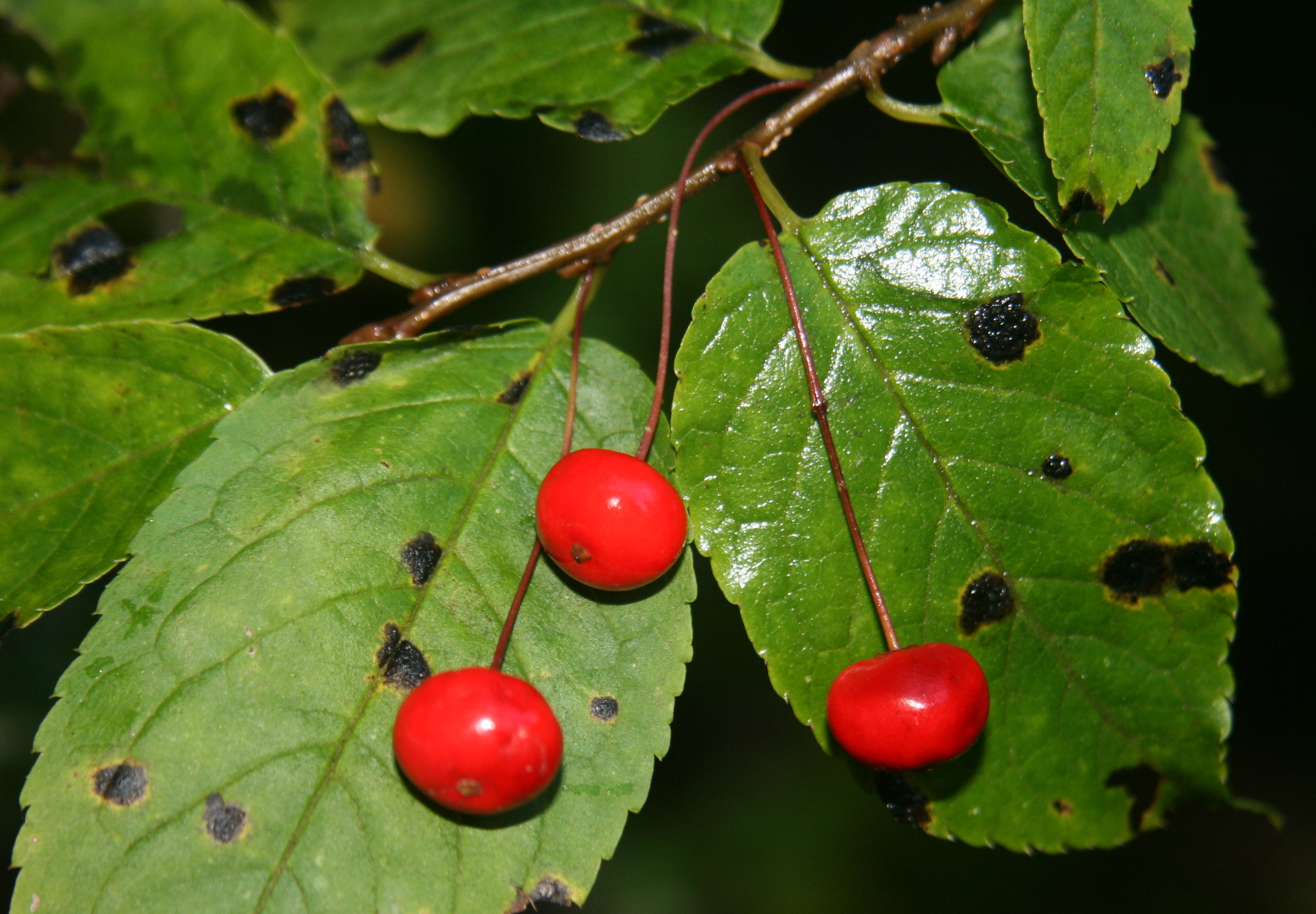
Untergattung Ilex: Zweig mit Früchten von Ilex geniculata

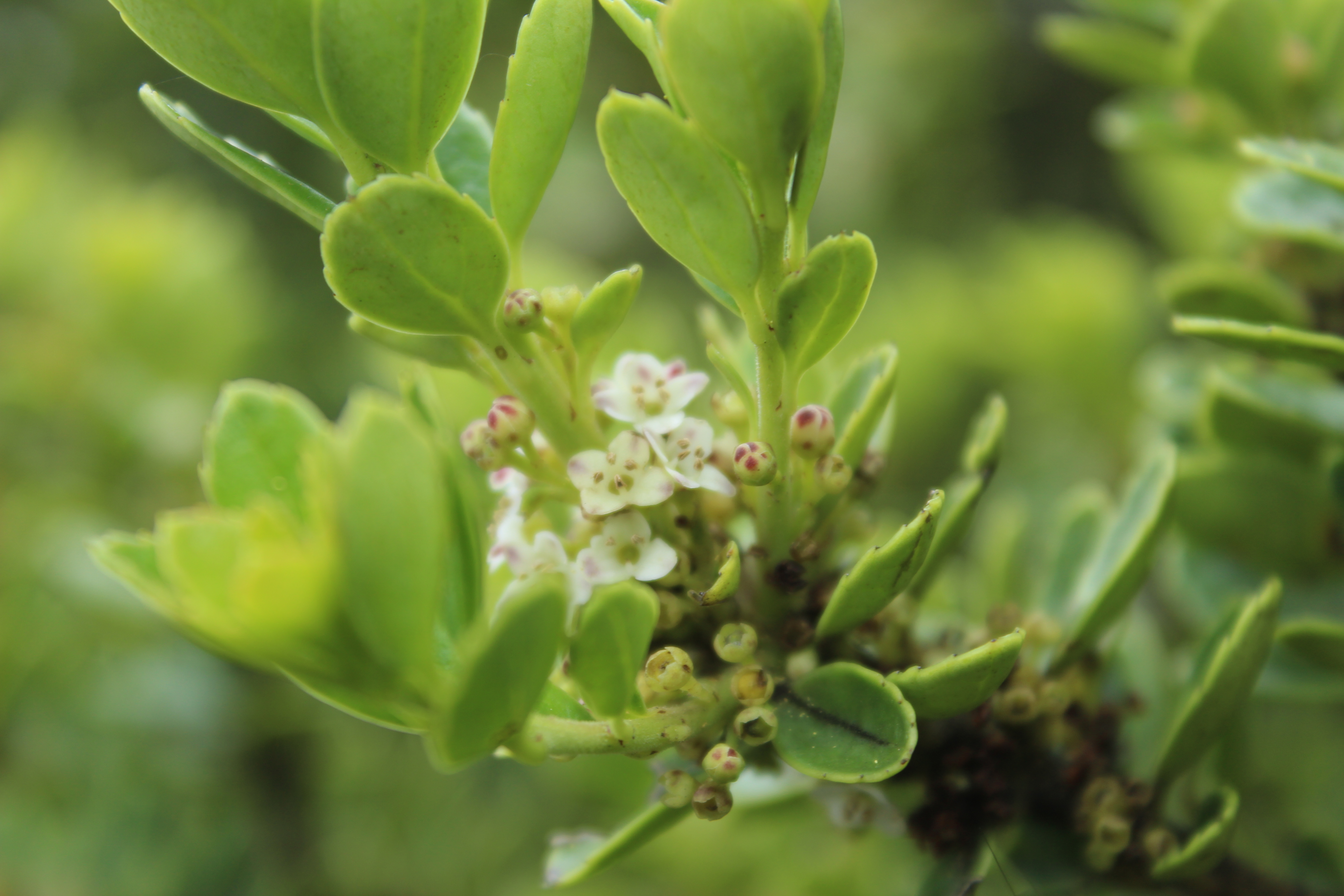
Untergattung Ilex: Zweig mit Laubblättern und Blüten von Ilex kunthiana

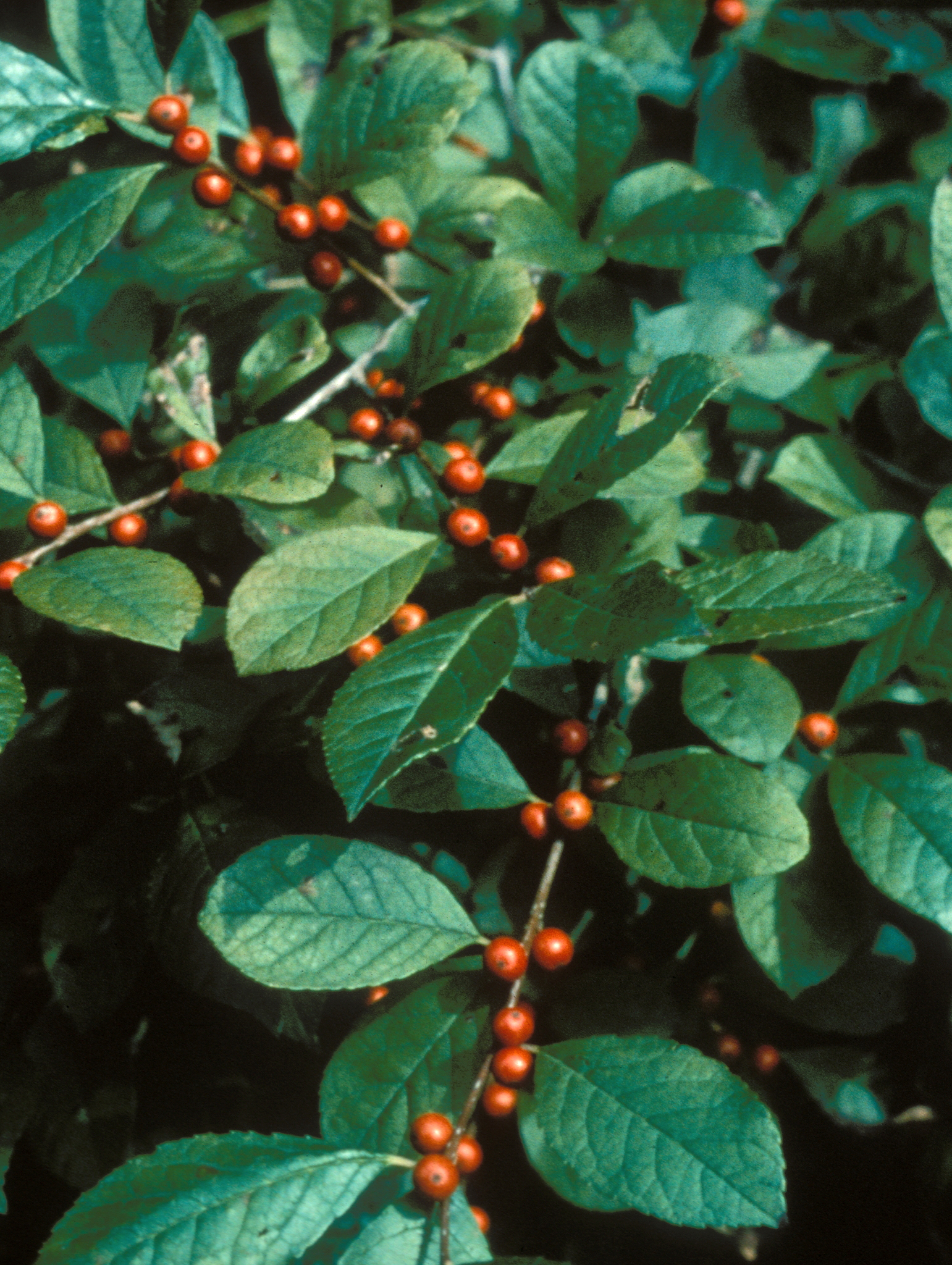
Untergattung Ilex: Zweig mit Laubblättern und Früchten von Ilex laevigata

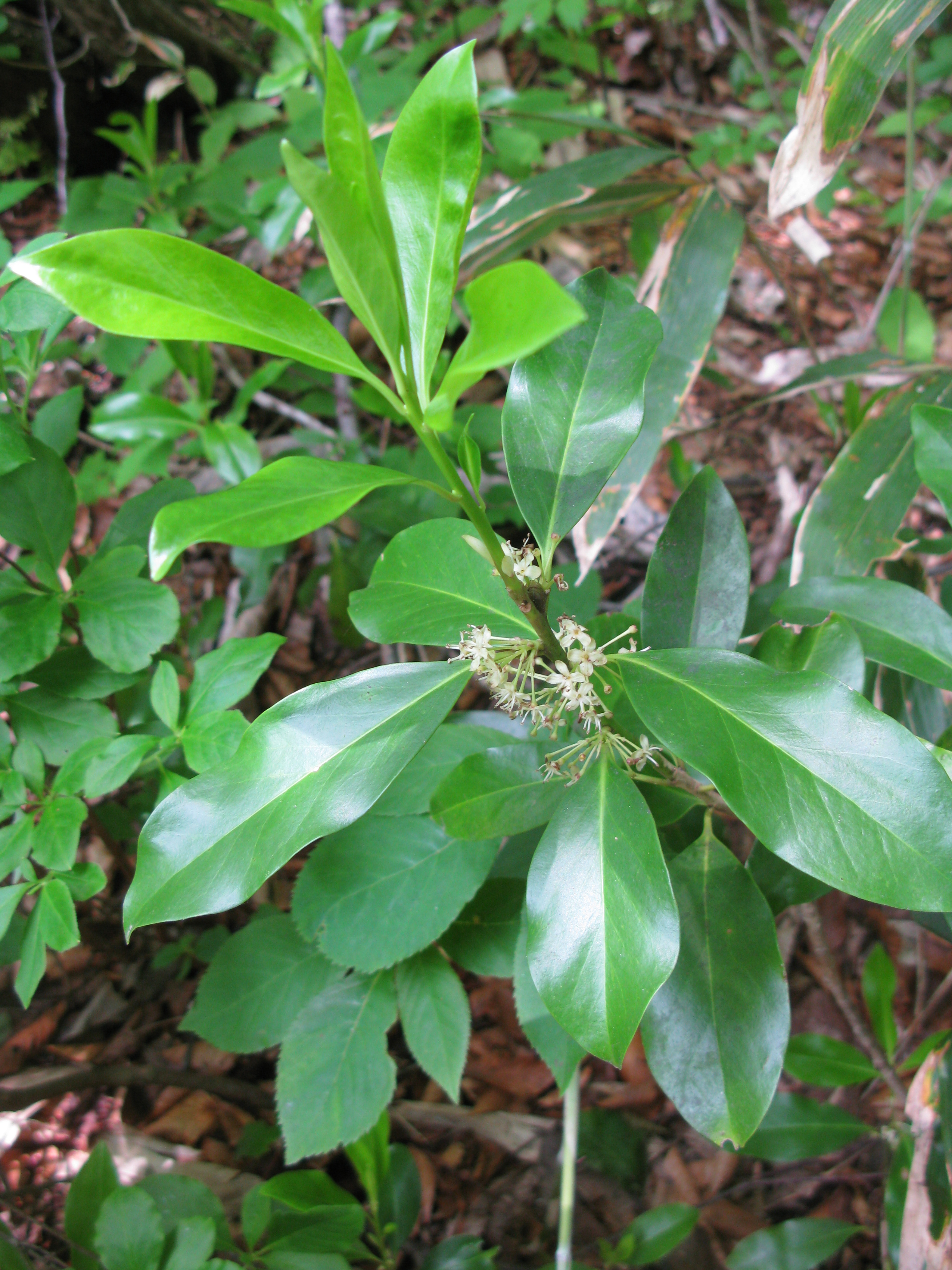
Untergattung Ilex: Zweig mit Laubblättern und Blüten von Ilex leucoclada

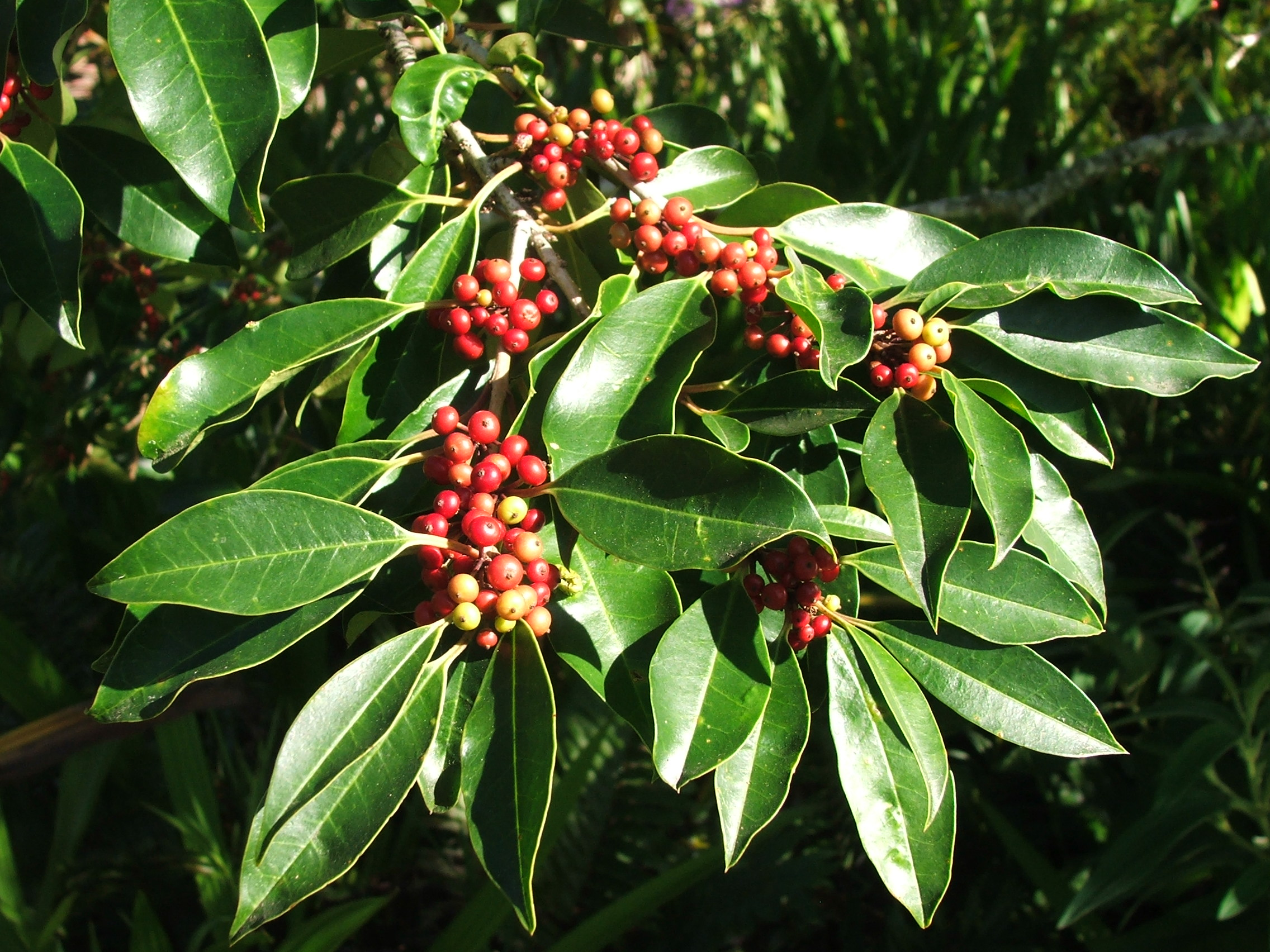
Untergattung Ilex: Ilex mitis

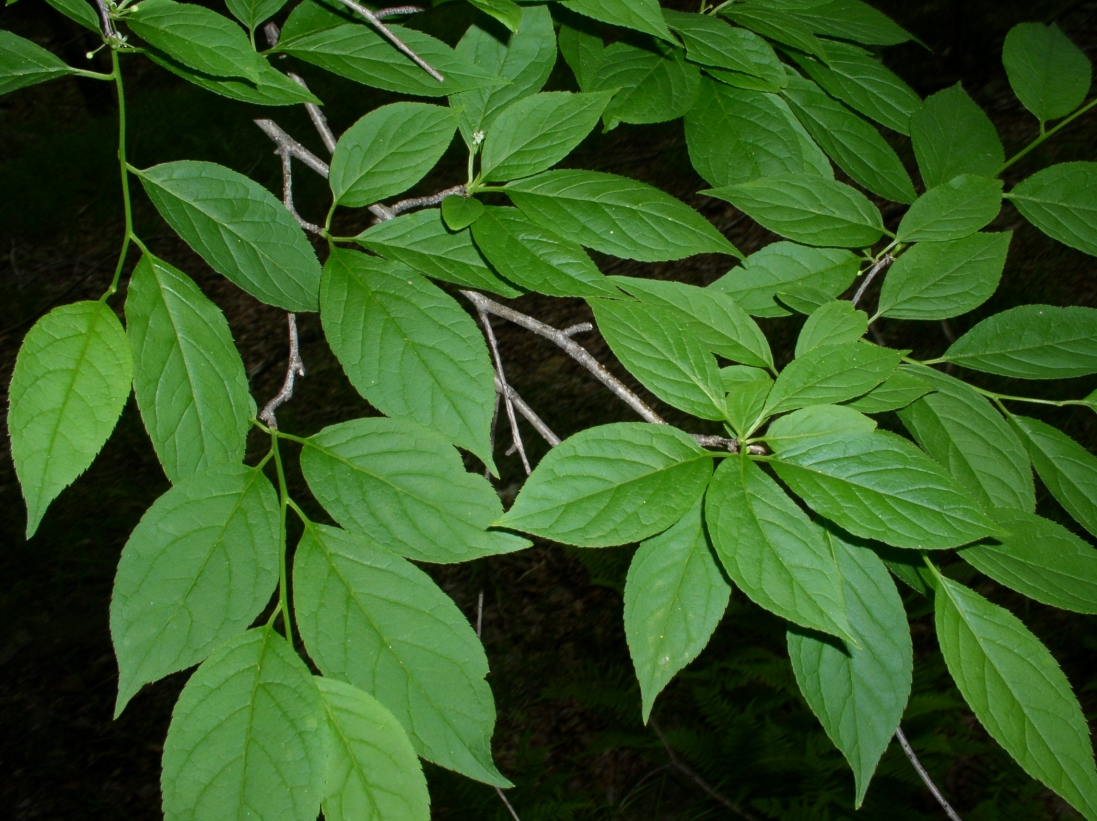
Untergattung Ilex: Zweig mit wechselständigen, gestielten Laubblättern von Ilex montana

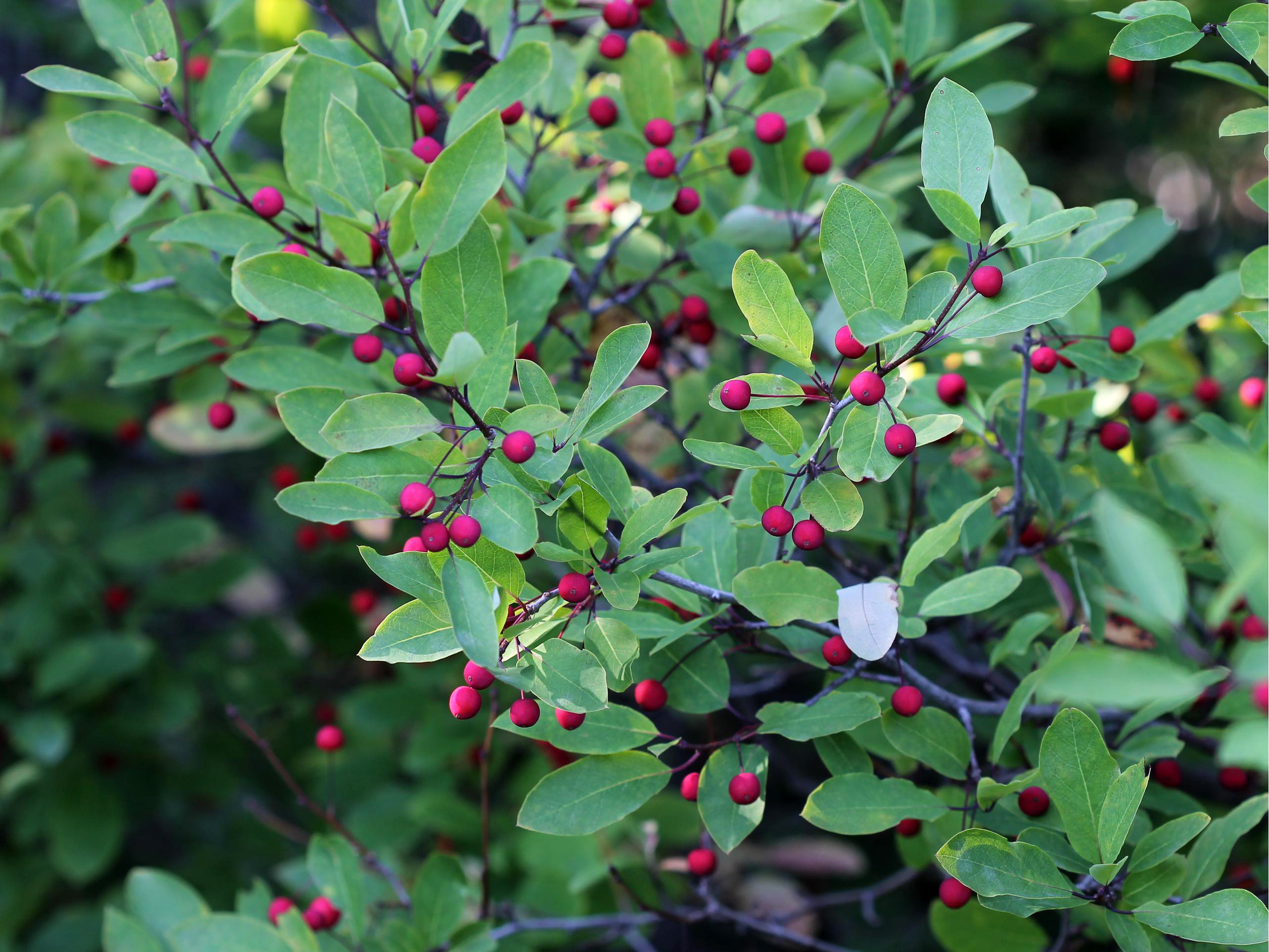
Untergattung Ilex: Ilex mucronata

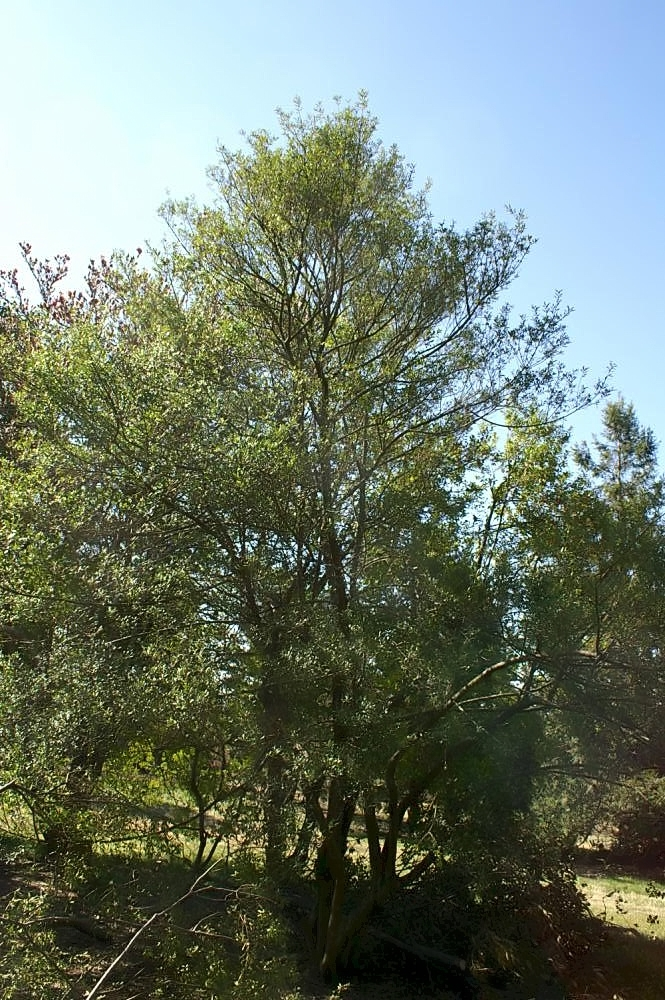
Untergattung Ilex: Habitus von Ilex myrtifolia

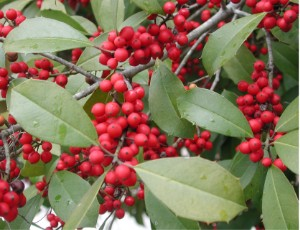
Untergattung Ilex: Amerikanische Stechpalme (Ilex opaca)

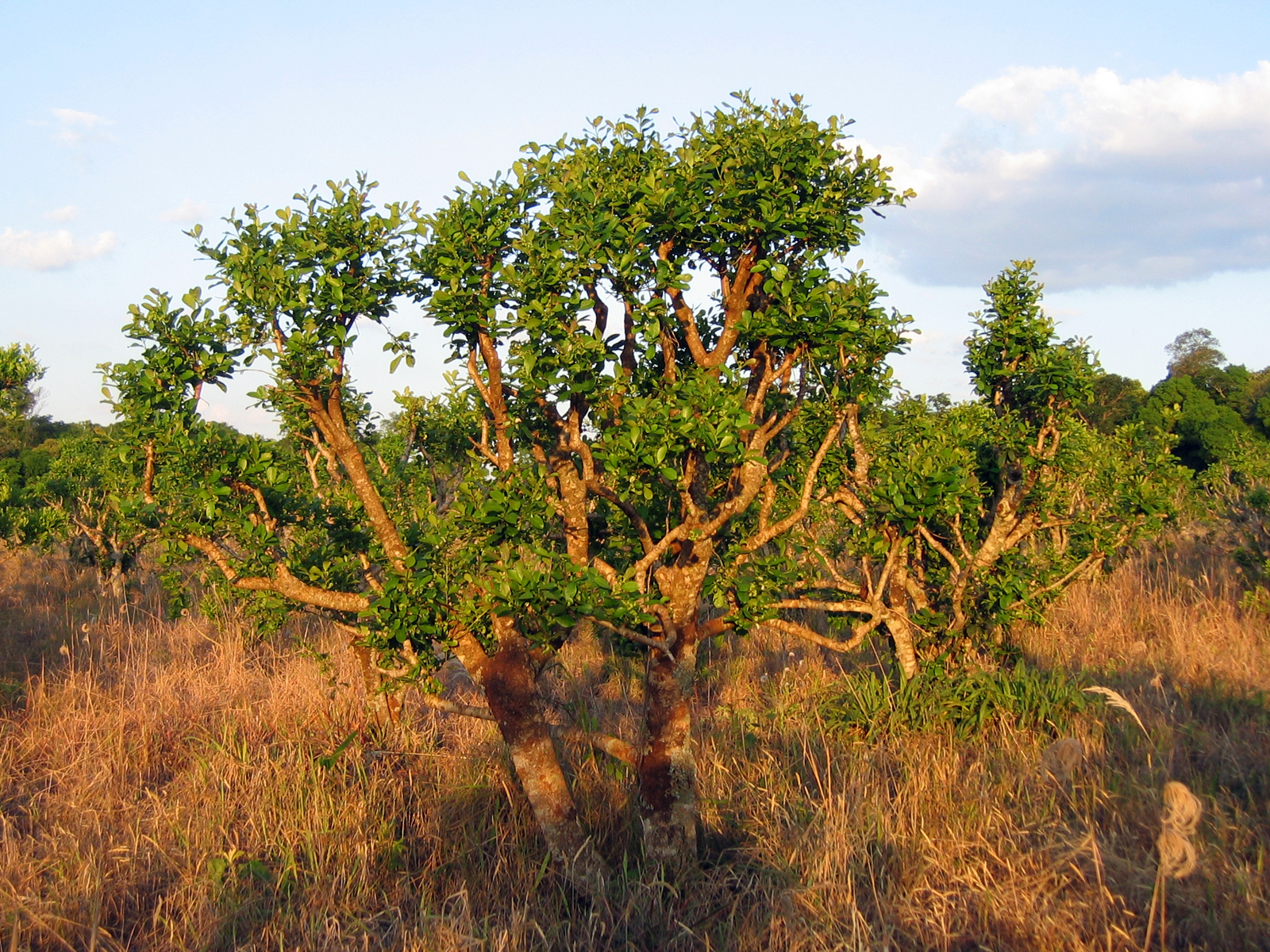
Untergattung Ilex: Mate-Strauch (Ilex paraguariensis)

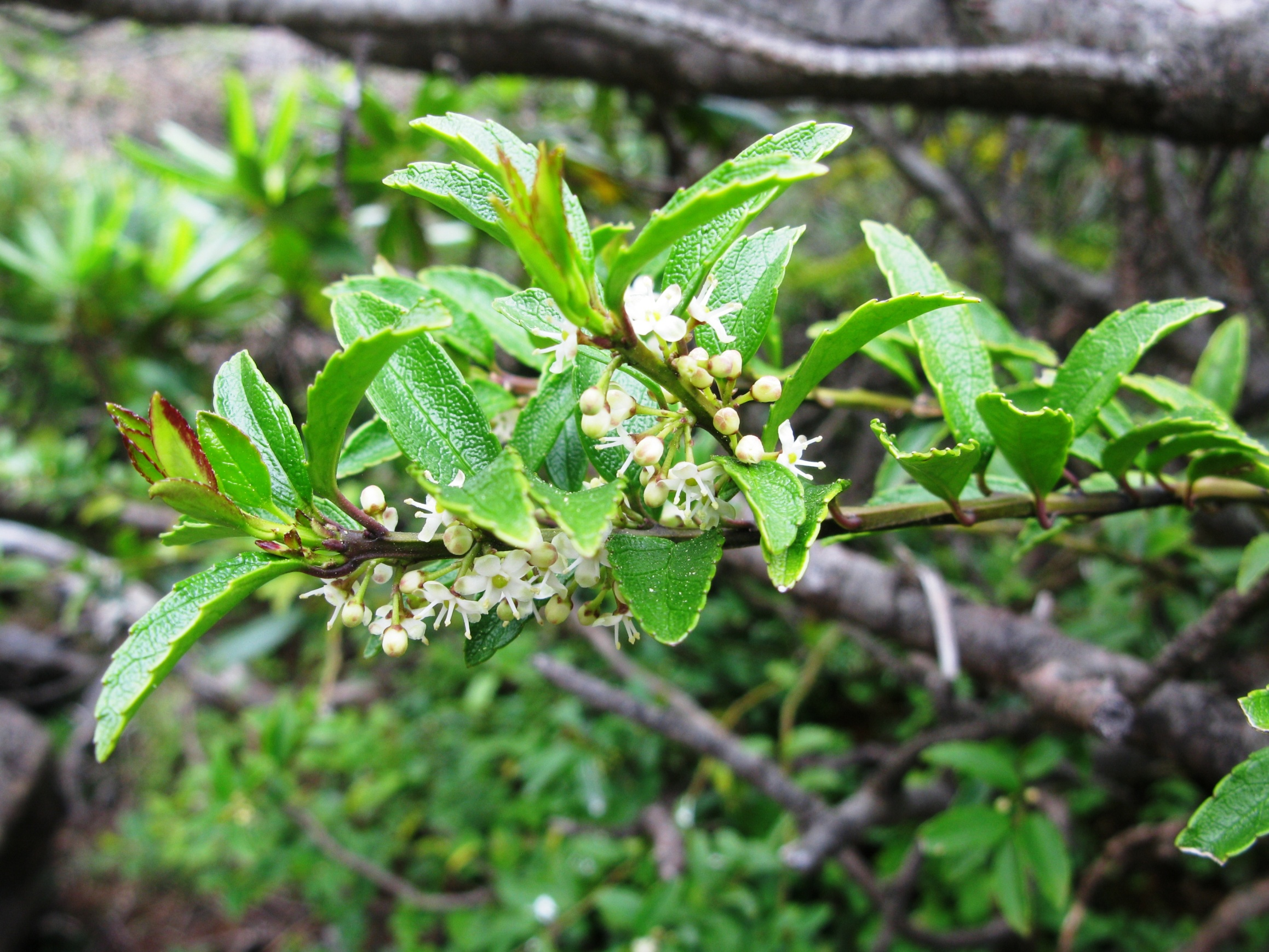
Untergattung Ilex: Zweig mit Laubblättern und Blüten von Ilex rugosa

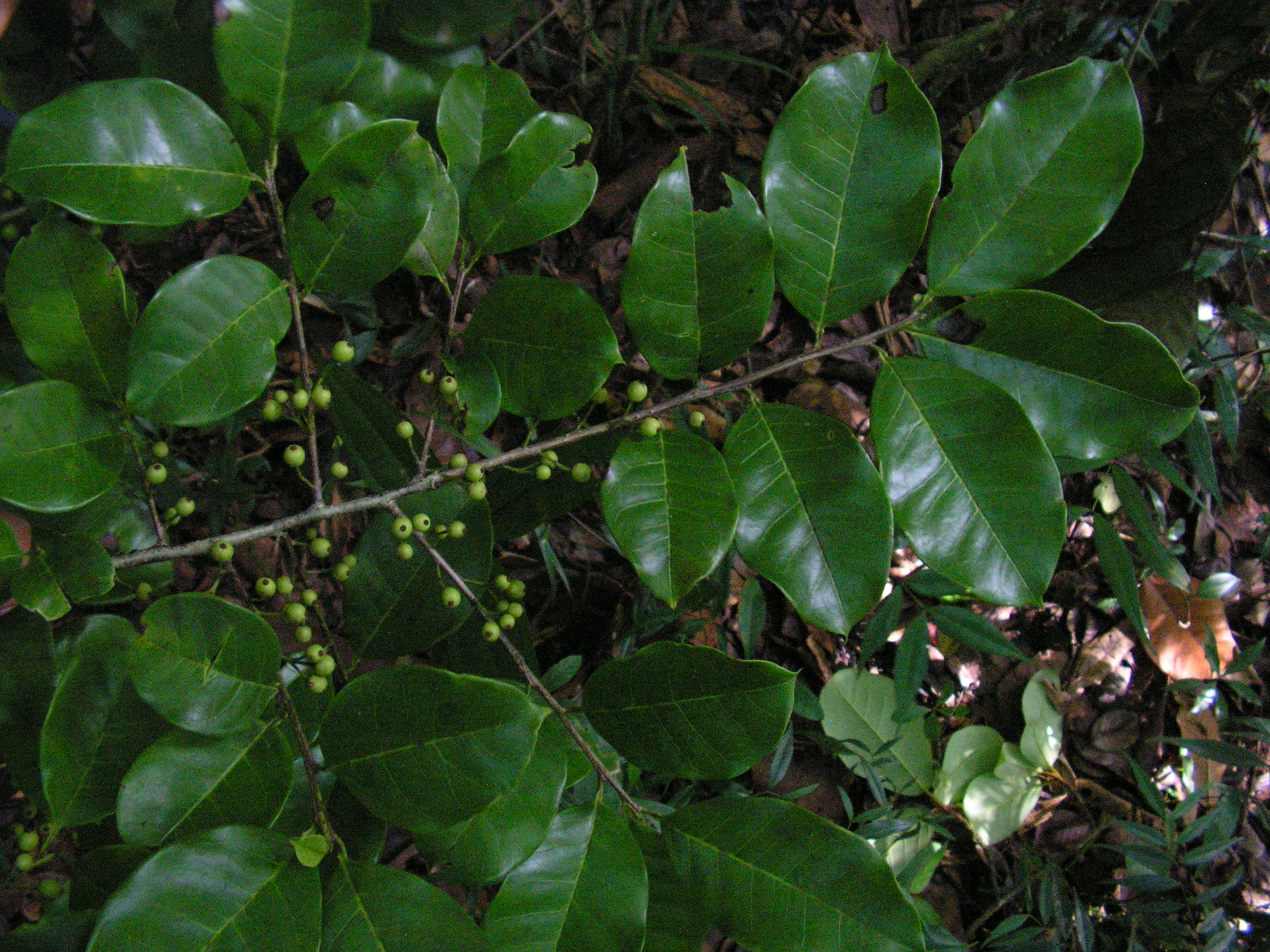
Untergattung Ilex: Zweig mit wechselständigen Laubblättern und Früchten von Ilex sapotifolia

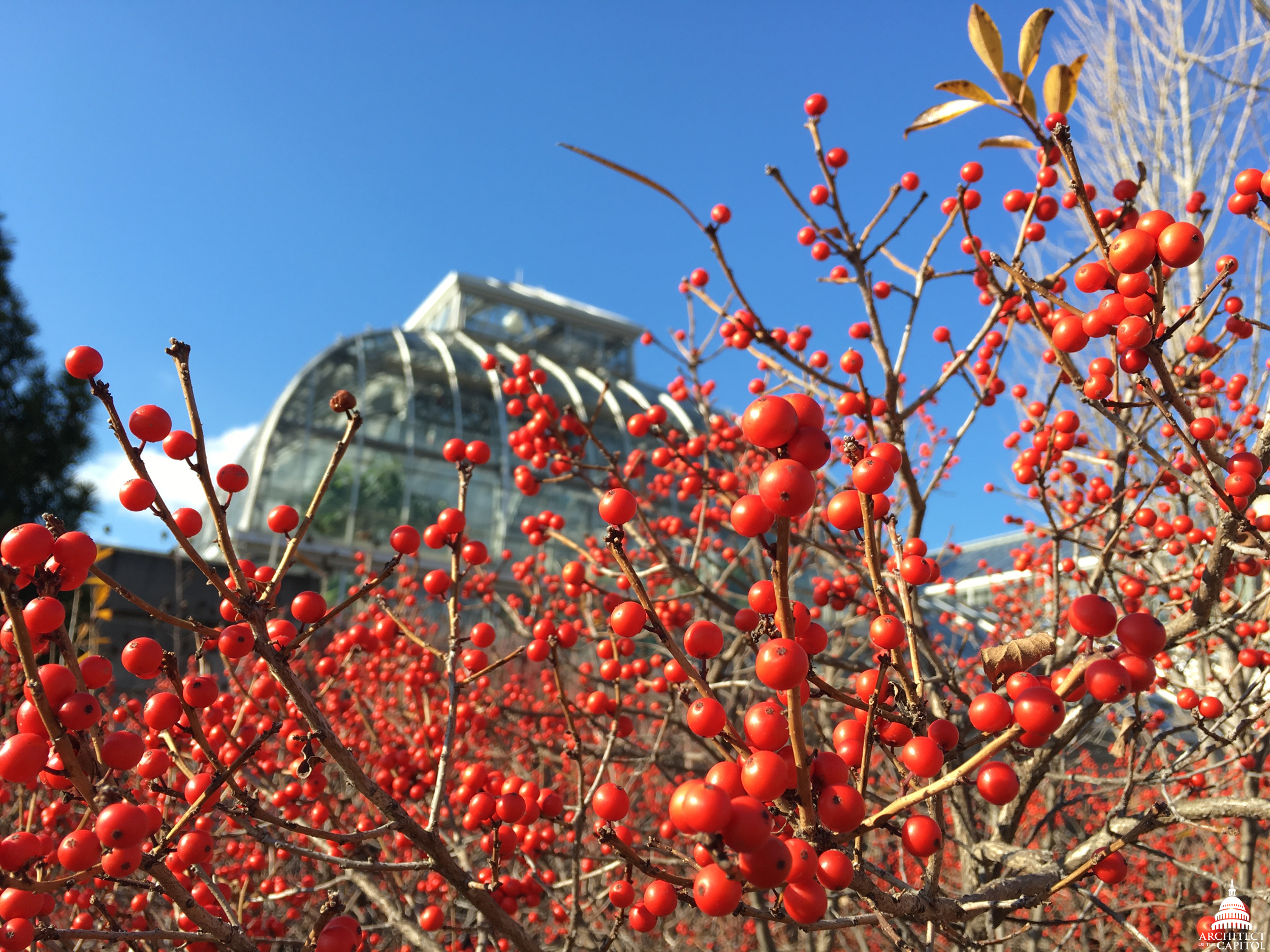
Untergattung Ilex: Zweige mit Früchten ohne Laubblätter von Ilex verticillata

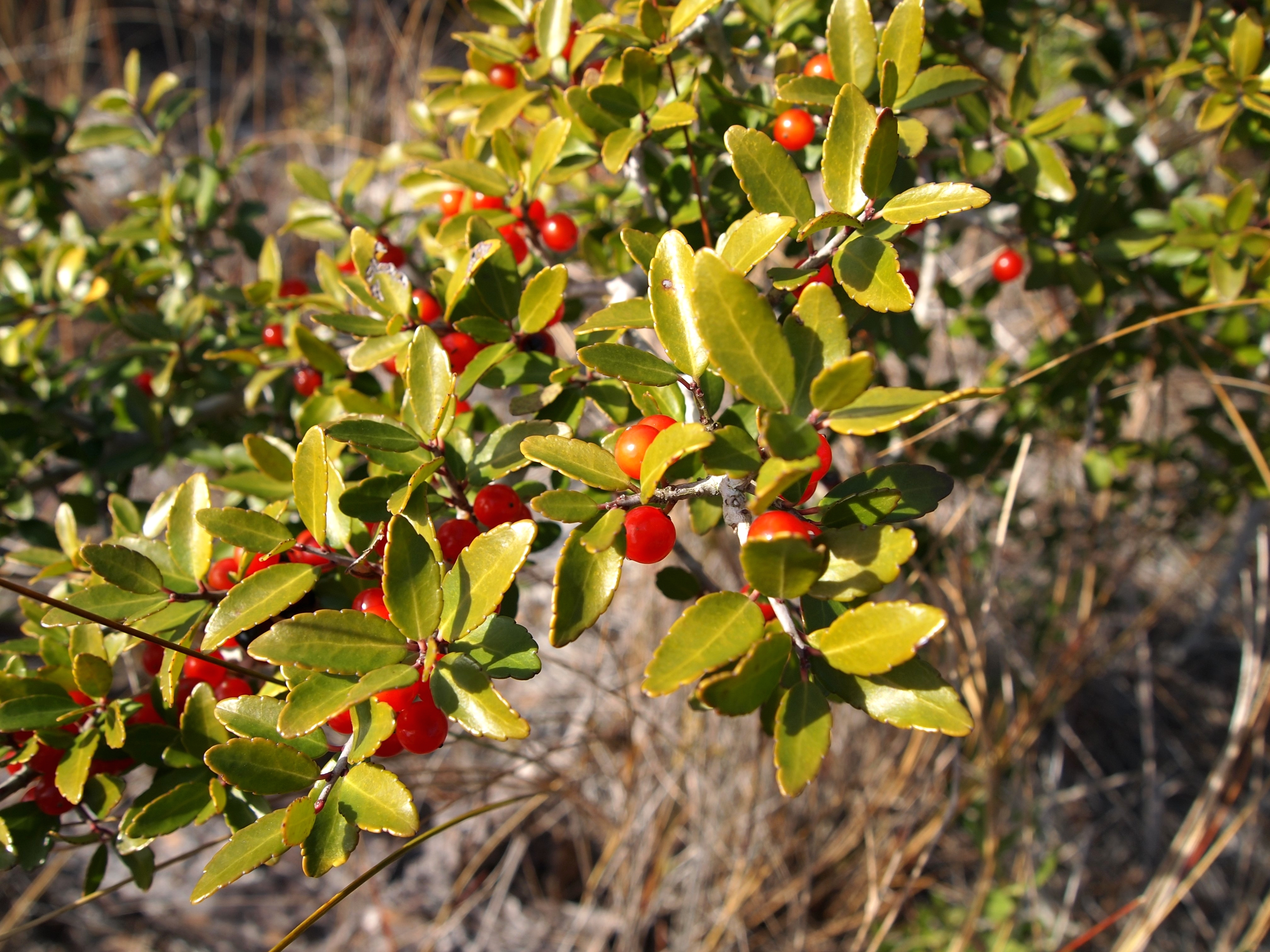
Untergattung Ilex: Laubblätter und Früchte von Ilex vomitoria

- Untergattung Ilex L.: Sie enthält die restlichen über 400 Arten und wird in sechs Sektionen gegliedert (Auswahl):[5]
  - Sektion Ilex L. (Syn.: Sect. Aquifolium Gray): In China sowie Taiwan vorkommende Arten:[5]
    - Ilex arisanensis Yamam.: Dieser Endemit gedeiht in Wäldern in einer Höhenlage von etwa 800 Metern nur im Alishan-Gebirge auf der Hauptinsel Taiwan.[5][13]
    - Ilex austrosinensis C.J.Tseng: Sie kommt in den chinesischen Provinzen Guangdong, Guangxi und Hainan vor.[5]
    - Ilex bioritsensis Hayata: Sie kommt in China und in Taiwan vor.[5]
    - Ilex brachyphylla (Hand.-Mazz.) S.Y.Hu: Sie kommt nur im südwestlichen Hunan vor.[5]
    - Ilex buergeri Miq.: Sie ist in Japan und in den chinesischen Provinzen südliches Anhui, Fujian, Guangdong, Guangxi, Hubei, Hunan, Jiangxi sowie Zhejiang verbreitet.[5]
    - Ilex centrochinensis S.Y.Hu: Sie gedeiht in Höhenlagen von 500 bis 1000 Meter in den chinesischen Provinzen natürlich in Chongqing (Fengjie, Wushan), Hubei sowie Yunnan und kultiviert in Anhui.[5]
    - Ilex chartaceifolia C.Y.Wu ex Y.R.Li: Sie kommt in zwei Varietäten im nordwestlichen und im westlichen Yunnan vor.[5]
    - Ilex chengkouensis C.J.Tseng: Sie kommt in den chinesischen Provinzen Chongqing sowie Sichuan vor.[5]
    - Ilex chingiana Hu & Tang: Sie kommt in drei Varietäten in Guangdong, Guangxi, Guizhou und Hunan vor.[5]
    - Ilex chuniana S.Y.Hu: Sie kommt im südlichen Guangdong und in Hainan vor.[5]
    - Ilex ciliospinosa Loes.: Sie gedeiht in Höhenlagen von 500 bis 2600, selten bis zu 3100 Meter in den chinesischen Provinzen südöstliches Hubei, Sichuan, Yunnan sowie im südöstlichen Autonomen Gebiet Tibet.[5]
    - Ilex cinerea Champ.: Sie kommt in Guangdong, Hainan, Hongkong und Vietnam vor.[5]
    - Ilex confertiflora Marr.: Sie kommt in zwei Varietäten in Guangdong, Guangxi und Hainan vor.[5]
    - Ilex corallina Franch.: Sie gedeiht mit zwei Varietäten in Höhenlagen von meist 700 bis 2400 (400 bis 3000) Metern in den chinesischen Provinzen Chongqing, südlichen Gansu, Guizhou, Hubei, Hunan, Sichuan sowie Yunnan.[5]
    - Chinesische Stechpalme[12] (Ilex cornuta Lindl. & Paxton): Sie ist in China und Korea verbreitet.[5]
    - Ilex cupreonitens C.Y.Wu ex Y.R.Li: Sie gedeiht in Höhenlagen von 1800 bis 2200 Metern nur im südöstlichen Yunnan.[5]
    - Ilex cyrtura Merr.: Sie ist in Bhutan, nördlichen Myanmar und in den chinesischen Provinzen Guangdong, Guangxi, Guizhou sowie nordwestlichen Yunnan verbreitet.[5]
    - Ilex dabieshanensis K.Yao & M.P.Deng: Sie kommt nur im westlichen Anhui vor.[5]
    - Ilex dasyclada C.Y.Wu ex Y.R.Li: Sie kommt nur im südlichen Yunnan vor.[5]
    - Ilex delavayi Franch.: Es sind fünf Varietäten beschrieben worden. Sie kommen im nördlichen Myanmar, Tibet und in Sichuan sowie Yunnan vor.[5]
    - Ilex denticulata Wall.: Sie kommt in Indien und im südlichen Yunnan vor.[5]
    - Ilex dianguiensis C.J.Tseng: Sie kommt in Guizhou und Yunnan in Höhenlagen von 1400 bis 2000 Metern vor.[5]
    - Ilex dicarpa Y.R.Li: Sie kommt nur im südöstlichen Tibet vor.[5]
    - Himalaja-Stechpalme[12] (Ilex dipyrena Wall.): Sie ist im nördlichen Indien, Pakistan, Bhutan, Nepal, im nördlichen Myanmar, südöstlichen Tibet und in den chinesischen Provinzen südwestliches Hubei, südwestliches Sichuan (nur Muli) sowie Yunnan verbreitet.[5][11]
    - Ilex dunniana H.Lév. (Syn.: Ilex chieniana S.Y.Hu, Ilex fangii (Rehder) S.Y.Hu): Sie gedeiht in Höhenlagen von 700 bis 2200 Metern in den chinesischen Provinzen östliches Guizhou, westliches Hubei, südwestliches Sichuan sowie nordöstliches Yunnan.[5]
    - Ilex euryoides C.J.Tseng: Dieser Endemit gedeiht in offenen Wäldern in Höhenlagen von 800 bis 1500 Metern nur in Lichuan im westlichen Teil der chinesischen Provinz Hubei.[5]
    - Ilex fargesii Franch.: Sie gedeiht mit drei Varietäten in Höhenlagen von 1500 bis 3000 Metern in den chinesischen Provinzen Hunan, Sichuan, westliches Hubei, südliches Shaanxi sowie südliches Gansu.[5]
    - Ilex fengqingensis C.Y.Wu ex Y.R.Li: Sie gedeiht in Wäldern und am Waldrand in Höhenlagen von 2700 bis 2800 Metern nur im westlichen Teil der chinesischen Provinz Yunnan.[5]
    - Ilex ficoidea Hemsl.: Sie ist in China und Japan verbreitet.[5]
    - Ilex formosana Maxim.: Sie ist mit zwei Varietäten in China, Taiwan und auf den Philippinen verbreitet.[5]
    - Ilex franchetiana Loes.: Sie ist mit zwei Varietäten im nördlichen Myanmar und in den chinesischen Provinzen Guizhou, Hubei, Sichuan, nordöstliches Yunnan sowie im südöstlichen Autonomen Gebiet Tibet verbreitet.[5]
    - Ilex georgei Comber: Sie ist in Yunnan, im westlichen Sichuan, im Autonomen Gebiet Tibet und im nördlichen Myanmar sowie nordöstlichen Indien verbreitet.[5]
    - Ilex gingtungensis H.W.Li ex Y.R.Li: Sie gedeiht in Höhenlagen von 1800 bis 2500 Metern nur im südlichen sowie westlichen Teil der chinesischen Provinz Yunnan (nur in Fengqing und Jingdong).[5]
    - Ilex glomerata King: Sie ist in Malaysia, Myanmar, Vietnam und in den chinesischen Provinzen Guangdong, Guangxi sowie Hunan verbreitet.[5]
    - Ilex graciliflora Champ. ex Benth.: Dieser Endemit gedeiht auf niedrigen bis mittleren Höhenlagen nur in Hongkong einschließlich der Insel Lantau.[5]
    - Ilex gracilis C.J.Tseng: Dieser Endemit gedeiht in immergrünen Lorbeerwäldern in Höhenlagen von 2300 bis 2900 Metern nur in Gongshan im nordwestlichen Teil der chinesischen Provinz Yunnan.[5]
    - Ilex guangnanensis C.J.Tseng ex Y.R.Li: Sie kommt nur im südöstlichen Yunnan vor.[5]
    - Ilex hookeri King: Sie kommt in Indien, Bhutan, im nördlichen Myanmar, in Tibet und im nordwestlichen Yunnan vor.[5]
    - Ilex hylonoma Hu & Tang: Sie kommt in zwei Varietäten in Fujian, Guangdong, Guangxi, Guizhou, Hubei, Hunan, Sichuan und Zhejiang vor.[5]
    - Ilex integra Thunb.: Sie ist in China, Taiwan, Korea und Japan verbreitet.[5]
    - Ilex intermedia Loes. ex Diels: Sie kommt in den chinesischen Provinzen Guizhou, Hubei, Hunan, Jiangxi und Sichuan vor.[5]
    - Ilex intricata Hook. f. (Syn.: Ilex asiatica Sprengel nom. illeg. superfl. non L., Ilex integra var. leucoclada Maxim., Ilex leucoclada (Maxim.) Makino, Ilex othera Sprengel): Sie ist in Bhutan, Nepal, nördlichen Myanmar, im südöstlichen Teil des Autonomen Gebietes Tibet (nur in Mêdog) und den chinesischen Provinzen westlichen Sichuan sowie nordwestlichen Yunnan (nur Gongshan) verbreitet.[5][11]
    - Ilex kaushue S.Y.Hu: Sie kommt in den chinesischen Provinzen Guangdong, Guangxi, Hainan, Hubei, Hunan, Sichuan sowie südöstliches Yunnan vor.[5]
    - Ilex kunmingensis H.W.Li ex Y.R.Li: Sie kommt in zwei Varietäten in Yunnan in Höhenlagen von 2100 bis 2500 Metern vor.[5]
    - Ilex latifolia Thunb.: Sie ist in China und Japan verbreitet.[5]
    - Ilex liana S.Y.Hu: Sie kommt in Höhenlagen von 2800 bis 2900 Metern nur im südlichen Yunnan vor.[5]
    - Ilex macrostigma C.Y.Wu ex Y.R.Li: Sie kommt nur im nordwestlichen Yunnan vor.[5]
    - Ilex marlipoensis H.W.Li ex Y.R.Li: Sie kommt nur im südöstlichen Yunnan vor.[5]
    - Ilex medogensis Y.R.Li: Sie kommt nur im südöstlichen Tibet vor.[5]
    - Ilex melanotricha Merr.: Sie kommt im nördlichen Myanmar, in Tibet und in den chinesischen Provinzen in Chongqing sowie Yunnan vor.[5]
    - Ilex micropyrena C.Y.Wu ex Y.R.Li: Sie kommt nur im nordwestlichen Yunnan vor.[5]
    - Ilex miguensis S.Y.Hu: Dieser Endemit in Höhenlagen von 3300 bis 3600 Metern nur im südöstlichen Tibet.[5]
    - Ilex nanningensis Hand.-Mazz.: Sie kommt in den chinesischen Provinzen Guangdong, Guangxi und Hainan vor.[5]
    - Ilex ningdeensis C.J.Tseng: Sie kommt in Fujian vor.[5]
    - Ilex nothofagacifolia F.K.Ward: Sie ist in Indien, Myanmar und der chinesischen Provinz Yunnan verbreitet.[5]
    - Ilex nubicola C.Y.Wu ex Y.R.Li: Sie kommt nur im südöstlichen Yunnan vor.[5]
    - Ilex nuculicava S.Y.Hu: Sie kommt in drei Varietäten in Hainan vor.[5]
    - Ilex oblonga C.J.Tseng: Sie kommt in Guangxi vor.[5]
    - Ilex occulta C.J.Tseng: Sie kommt in den chinesischen Provinzen Guandong sowie Guangxi vor.[5]
    - Ilex peiradena S.Y.Hu: Sie kommt im südlichen Guangxi und in Vietnam vor.[5]
    - Ilex pentagona S.K.Chen, Y.X.Feng & C.F.Liang: Sie kommt in den chinesischen Provinzen westliches Guangxi, Guizhou, Hunan sowie südöstliches Yunnan vor.[5]
    - Ilex perlata C.Chen & S.C.Huang ex Y.R.Li: Sie kommt nur im südöstlichen Yunnan vor.[5]
    - Ilex pernyi Franch.: Sie gedeiht in Höhenlagen von 1000 bis 2500 Metern in den chinesischen Provinzen Anhui, südliches Gansu, Guizhou, Henan, westliches Hubei, Hunan, Jiangxi, südliches Shaanxi, Sichuan, Zhejiang sowie im Autonomen Gebiet Tibet.[5]
    - Ilex perryana S.Y.Hu: Sie kommt im nordöstlichen Indien, im nördlichen Myanmar, im südöstlichen Tibet und im nördlichen Yunnan vor.[5]
    - Ilex pingheensis C.J.Tseng: Sie kommt in Fujian vor.[5]
    - Ilex pingnanensis S.Y.Hu: Sie kommt in den chinesischen Provinzen Guangdong und Guangxi vor.[5]
    - Ilex pubilimba Merr. & Chun: Sie kommt in Vietnam und Hainan vor.[5]
    - Ilex punctatilimba C.Y.Wu ex Y.R.Li: Sie gedeiht in Höhenlagen von 2500 bis 3000 Metern im nordwestlichen sowie südlichen Yunnan.[5]
    - Ilex robustinervosa C.J.Tseng ex S.K.Chen & Y.X.Feng: Sie kommt in Guangdong vor.[5]
    - Ilex sikkimensis Kurz (Syn.: Ilex hookeri King): Sie ist im östlichen Himalaja in Assam, Nepal, Bhutan, im Autonomen Gebiet Tibet und in der chinesischen Provinz Yunnan verbreitet.[5][11]
    - Ilex subficoidea S.Y.Hu: Sie kommt im nördlichen Vietnam und in den chinesischen Provinzen Fujian, Guangdong, Guangxi, Hainan, südliches Hunan sowie Jiangxi vor.[5]
    - Ilex subodorata S.Y.Hu: Sie kommt in den chinesischen Provinzen Guizhou sowie Yunnan vor.[5]
    - Ilex subrugosa Loes.: Sie kommt in Tibet, im westlichen Sichuan und im nordwestlichen Yunnan vor.[5]
    - Ilex suzukii S.Y.Hu: Sie kommt in Taiwan vor.[5]
    - Ilex synpyrena C.J.Tseng: Sie kommt in Yunnan vor.[5]
    - Ilex tenuis C.J.Tseng: Sie kommt in Guangdong vor.[5]
    - Ilex tetramera (Rehd.) C.J.Tseng: Sie kommt in zwei Varietäten in Chongqing, Guangxi, Guizhou, Hunan, Sichuan und Yunnan vor.[5]
    - Ilex trichocarpa H.W.Li ex Y.R.Li: Sie kommt nur im südöstlichen Yunnan vor.[5]
    - Ilex tsangii S.Y.Hu: Sie kommt in zwei Varietäten im östlichen Guangdong und in Guangxi vor.[5]
    - Ilex uraiensis Mori & Yamam.: Sie kommt in Taiwan, auf den Ryūkyū-Inseln und in Fujian vor.[5]
    - Ilex venosa C.Y.Wu ex Y.R.Li: Sie kommt in Yunnan vor.[5]
    - Ilex wangiana S.Y.Hu: Sie kommt nur im nordwestlichen Yunnan vor.[5]
    - Ilex wattii Loes.: Sie kommt im nordöstlichen Indien und im südwestlichen Yunnan vor.[5]
    - Ilex wenchowensis S.Y.Hu: Sie kommt in Zhejiang vor.[5]
    - Ilex wugonshanensis C.J.Tseng: Sie kommt in Jiangxi vor.[5]
    - Ilex xizangensis Y.R.Li: Dieser Endemit gedeiht in Höhenlagen von etwa 3200 Metern nur im südöstlichen Tibet.[5]
    - Ilex yangchunensis C.J.Tseng ex S.K.Chen & Y.X.Feng: Sie kommt in Guangdong vor.[5]
    - Ilex zhejiangensis C.J.Tseng ex S.K.Chen & Y.X.Feng: Sie kommt in Zhejiang vor.[5]

  - Sektion Lauroilex S.Y.Hu: In China und Taiwan kommen nur drei Arten vor:[5]
    - Ilex omeiensis Hu & Tang: Sie gedeiht in Mischwäldern und an Berghängen in Höhenlagen von 500 bis 1800 Metern nur in der chinesischen Provinz Sichuan (nur in Emei Shan, Hongya, Pingshan).[5]
    - Ilex syzygiophylla C.J.Tseng ex S.K.Chen & Y.X.Feng: Dieser Endemit gedeiht in offenen Wäldern und entlang von Fließgewässern in Tälern in Höhenlagen von 600 bis 1600 Metern nur in Ruyuan sowie Yangshan im nördlichen Teil des chinesischen Guangdong.[5]
    - Ilex venulosa Hook. f.: Sie ist Yunnan, Bhutan, Bangladesch, nordöstlichen Indien sowie im nördlichen Myanmar verbreitet.[5]

  - Sektion Lioprinus S.Y.Hu: In China und Taiwan kommen etwa 37 Arten vor:[5]
    - Ilex angulata Merr. & Chun: Sie gedeiht im Dickicht und in lichten Wäldern an Berghängen in Höhenlagen von 400 bis 500 Metern in den chinesischen Provinzen Guangxi sowie Hainan.[5]
    - Ilex atrata W.W.Smith: Es gibt zwei Varietäten:[5]
      - Ilex atrata W.W.Smith var. atrata: Sie kommt im nördlichen Myanmar und in Yunnan vor.[5]
      - Ilex atrata var. wangii S.Y.Hu: Sie gedeiht in Lorbeerwäldern an Hängen in Höhenlagen von 2000 bis 2800 Metern im südöstlichen Tibet (nur in Mêdog) sowie in Yunnan (in Gongshan, Luquan, Tengchong).[5]

    - Ilex cheniana T.R.Dudely: Sie kommt nur im westlichen Yunnan vor.[5]
    - Ilex chinensis Sims (Syn.: Ilex jinggangshanensis C.J.Tseng, Ilex myriadenia Hance, Ilex oldhamii Miq., Ilex purpurea Hassk.): Sie kommt in Japan, Taiwan und in den chinesischen Provinzen Anhui, Fujian, Guangdong, Guangxi, Henan, Hubei, Hunan, Jiangsu, Jiangxi, Yunnan sowie Zhejiang vor.[5]
    - Ilex dasyphylla Merr. (Syn.: Ilex flaveomollissima F.P.Metcalf): Sie gedeiht in lichten Wäldern oder Buschwäldern auf Bergen und an Straßenrändern in Höhenlagen von 300 bis 700 Metern in den chinesischen Provinzen Fujian, Guangdong, Guangxi (nur in Guinan), Hunan und Jiangxi.[5]
    - Ilex dehongensis S.K.Cheng & Y.X.Feng: Dieser Endemit gedeiht in feuchten Wäldern in Höhenlagen von 900 bis 1000 Metern nur in Longchuan im südwestlichen Yunnan vor.[5]
    - Ilex editicostata Hu & Tang (Syn.: Ilex chowii S.Y.Hu): Sie gedeiht in immergrünen Lorbeerwäldern und an Waldrändern an Berghängen in Höhenlagen von 500 bis 1700 Metern in den chinesischen Provinzen Anhui, Fujian, Guangdong, Guangxi, Guizhou, Hubei, Hunan, Jiangxi, Sichuan und Zhejiang vor.[5]
    - Ilex excelsa (Wall.) Hook. f.: Es gibt zwei Varietäten:[5]
      - Ilex excelsa (Wall.) Hook. f. var. excelsa (Syn.: Ilex doniana DC., Ilex elliptica D.Don non Kunth, Ilex nepalensis Sprengel): Sie kommt im nordöstlichen Indien, Bhutan, Nepal und in den chinesischen Provinzen südöstliches Guangxi (nur in Rong) sowie Yunnan vor.[5]
      - Ilex excelsa var. hypotricha (Loes.) S.Y.Hu: Sie kommt in Bangladesch, nördlichen Indien, Bhutan, Nepal und in Yunnan vor.[5]

    - Ilex ferruginea Hand.-Mazz.: Sie gedeiht in dichten Wäldern an Berghängen in Höhenlagen von 1000 bis 1900 Metern in den chinesischen Provinzen Guangxi, Guizhou sowie Yunnan.[5]
    - Ilex ficifolia C.J.Tseng ex S.K.Chen & Y.X.Feng: Sie gedeiht in Wäldern auf Hügeln in Höhenlagen von 400 bis 1200 Metern in den chinesischen Provinzen Fujian, Guangdong, Guangxi, Hunan, Jiangxi sowie Zhejiang.[5]
    - Ilex godajam (Colebr. ex Wall.) Wall. (Syn.: Ilex capitellata Pierre): Sie kommt in Assam, Sikkim, Bhutan, Nepal, Laos, Myanmar, im nördlichen Vietnam und in den chinesischen Provinzen Guangxi, Hainan, Hunan sowie Yunnan vor.[5][11]
    - Ilex hirsuta C.J.Tseng ex S.K.Chen & Y.X.Feng: Sie gedeiht in immergrünen Lorbeerwäldern in Höhenlagen von 200 bis 2000 Metern in den chinesischen Provinzen westliches Hubei (nur Lichuan), Hunan (in Xuefeng Shan, Yongshun), Jiangxi (in Shangyou, Suichuan).[5]
    - Ilex huana C.J.Tseng ex S.K.Chen & Y.X.Feng: Sie gedeiht in Bergwäldern in tiefen bis mittleren Höhenlagen nur in Baoting, Ledong sowie Wanning in Hainan.[5]
    - Ilex jiuwanshanensis C.J.Tseng: Dieser Endemit gedeiht in dichten immergrünen Lorbeerwäldern in Bergregionen hauptsächlich in mittleren Höhenlagen, manchmal bis zu 1500 Metern, nur in Jiuwan Dashan sowie Rongshui im nördlichen Guangxi.[5]
    - Ilex kwangtungensis Merr. (Syn.: Ilex phanerophlebia Merr., Ilex shweliensis H.F.Comber): Sie gedeiht in immergrünen Lorbeerwäldern und in Buschwäldern auf Berghängen in Höhenlagen von 300 bis 1200 Metern in den chinesischen Provinzen Fujian, Guangdong, Guangxi, Guizhou, Hainan, Hunan, Jiangxi, Yunnan sowie Zhejiang.[5]
    - Ilex lancilimba Merr.: Sie gedeiht in Wäldern oder im Dickicht in Tälern in Höhenlagen von 300 bis 1800 Metern in den chinesischen Provinzen Fujian (nur in Taining), Guangdong, Guangxi sowie Hainan.[5]
    - Ilex latifrons Chun: Sie gedeiht in immergrünen Lorbeerwäldern in Höhenlagen von 1200 bis 1800 Metern in den chinesischen Provinzen Guangdong, Guangxi, Hainan sowie südöstliches Yunnan.[5]
    - Ilex linii C.J.Tseng: Sie gedeiht in immergrünen Lorbeerwäldern und in Pinus massoniana-Wäldern in Höhenlagen von 500 bis 1200 Metern in den chinesischen Provinzen Fujian, Guangdong, Jiangxi sowie Zhejiang (nur in Taishun).[5]
    - Ilex litseifolia Hu & Tang: Sie gedeiht in immergrünen Lorbeerwäldern und an Waldrändern an Berghängen in Höhenlagen von 700 bis 1100, selten bis zu 2100 Metern in den chinesischen Provinzen Fujian, Guangdong, Guangxi, Guizhou, Hunan, Jiangxi sowie Zhejiang.[5]
    - Ilex longzhouensis C.J.Tseng (Syn.: Ilex xylosmifolia C.Y.Wu): Sie gedeiht in Wäldern auf Kalksteinhügeln in Höhenlagen von 500 bis 1200 Metern im südwestlichen Guangxi (nur in Longzhou) und im südöstlichen Yunnan (nur in Funing).[5]
    - Ilex lonicerifolia Hayata: Die zwei Varietäten kommen nur in Taiwan vor:[5]
      - Ilex lonicerifolia Hayata var. lonicerifolia (Syn.: Ilex hakkuensis Yamam., Ilex lonicerifolia var. hakkuensis (Yamam.) S.Y.Hu): Dieser Endemit gedeiht in Bergwäldern in niedrigen bis mittleren Höhenlagen in Taiwan nur in Nantou sowie Taichung.[5]
      - Ilex lonicerifolia var. matsudae (Yamam.) Yamam. (Syn.: Ilex matsudae Yamam.): Dieser Endemit gedeiht in immergrünen Wäldern in Höhenlagen von 100 bis 300 Metern im südlichen Taiwan nur auf der Halbinsel Hengchun.[5]

    - Ilex machilifolia H.W.Li ex Y.R.Li: Dieser Endemit gedeiht in Bergwäldern in Höhenlagen von 1700 bis 2000 Metern nur in Malipo im südöstlichen Yunnan vor.[5]
    - Ilex maclurei Merr.: Sie kommt in Guangdong und im nördlichen Vietnam vor.[5]
    - Ilex manneiensis S.Y.Hu: Sie gedeiht in Wäldern in Höhenlagen von 2400 bis 3200 Metern in Yunnan.[5]
    - Ilex melanophylla H.T.Chang: Sie gedeiht in dichten Mischwäldern in Höhenlagen von 300 bis 1200 Metern in den chinesischen Provinzen Guangdong (nur in Lechang), Guangxi (nur in Pingnan) sowie Hunan.[5]
    - Ilex pseudomachilifolia C.Y.Wu ex Y.R.Li: Dieser Endemit gedeiht in Wäldern auf Bergen in Höhenlagen von etwa 1500 Metern nur in Pingbian im südöstlichen Yunnan vor.[5]
    - Ilex pubigera (C.Y.Wu ex Y.R.Li) S.K.Chen & Y.X.Feng (Syn.: Ilex purpurea var. pubigera C.Y.Wu ex Y.R.Li): Sie hat seit 1999 den Rang einer Art. Dieser Endemit gedeiht in Wäldern in Höhenlagen von etwa 2100 Metern. Sie kommt nur in Wenshan im südöstlichen Yunnan vor.[5]
    - Ilex pyrifolia C.J.Tseng: Dieser Endemit gedeiht in Wäldern in Höhenlagen von 1100 bis 3000 Metern nur in Yingjing in Sichuan.[5]
    - Ilex qianlingshanensis C.J.Tseng: Sie gedeiht in dichten Wäldern auf Bergen in Höhenlagen von 1100 bis 1300 Metern in Guizhou vor.[5]
    - Ilex rarasanensis Sasaki: Sie kommt nur in Taiwan vor.
    - Ilex robusta C.J.Tseng: Dieser Endemit gedeiht in Mischwäldern in Höhenlagen von 400 bis 1000 Metern nur in Pingnan in Guangxi.[5]
    - Ilex rotunda Thunb. (Syn.: Ilex koshunensis Yamam., Ilex microcarpa Lindl. & Paxton, Ilex sasakii Yamam., Ilex unicanaliculata C.J.Tseng): Sie ist in China, Taiwan, Korea, Japan und auf den Ryūkyū-Inseln verbreitet.[5]
    - Ilex sterrophylla Merr. & Chen: Sie kommt in Vietnam und in den chinesischen Provinzen Guangdong, südliches Guangxi sowie Hainan vor.[5]
    - Ilex suaveolens (Levl.) Loes. (Syn.: Ilex debaoensis C.J.Tseng): Sie gedeiht in immergrünen Regenwäldern in Höhenlagen von 600 bis 1600 Metern in den chinesischen Provinzen südliches Anhui (nur im Huang Shan), Fujian, Guangdong, Guangxi, Guizhou, Hubei, Hunan, Jiangxi, Sichuan, Yunnan und Zhejiang vor.[5]
    - Ilex suichangensis C.Z.Zheng: Dieser Endemit gedeiht an Waldrändern in Höhenlagen von etwa 1200 Metern nur in Suichang in Zhejiang.[5]
    - Ilex tugitakayamensis Sasaki: Sie gedeiht in Bergwäldern in Höhenlagen von 1500 bis 2500 Metern in Taiwan nur in Taichung sowie Hsinchu und vielleicht in Taitung.[5]
    - Ilex umbellulata (Wall.) Loes.: Sie kommt in Indien, Bangladesch, Thailand, Myanmar, Vietnam und in Yunnan vor.[5]

  - Sektion Paltoria (Ruiz & Pavon) Maxim.: In China und Taiwan kommen etwa 16 Arten vor:[5]
    - Japanische Stechpalme[12] (Ilex crenata Thunb., Ilex nummularia Franch. & Sav., Ilex helleri Craig): Sie ist in Korea, China, Taiwan, Japan, Sachalin sowie auf den Kurilen verbreitet.[5][9]
    - Ilex ludianensis S.C.Huang ex Y.R.Li: Dieser Endemit gedeiht auf Kalksteinbergen in Höhenlagen von etwa 1400 Metern nur in Ludian im nordöstlichen Yunnan.[5]
    - Ilex maximowicziana Loes. (Syn.: Ilex lilongshanensis H.E.Chiang): Sie kommt in Taiwan nur in Pingdong sowie Taidong und in Japan vor.[5]
    - Ilex nanchuanensis Z.M.Tan: Dieser Endemit gedeiht in Bergwäldern in Höhenlagen von 600 bis 800 Metern nur in Nanchuan in Chongqing.[5]
    - Ilex pedunculosa Miq. (Syn.: Ilex impressivena Yamam., Ilex morrii Yamam.): Sie ist in Japan, im zentralen bis westlichen Taiwan und in den chinesischen Provinzen südliches Anhui, Fujian, Guangxi, Guizhou, südliches Henan, Hubei, Hunan, Jiangxi, südliches Shaanxi, Sichuan sowie Zhejiang verbreitet.[5]
    - Ilex reticulata C.J.Tseng: Dieser Endemit gedeiht an Hängen in Höhenlagen von 700 bis 1500 Metern nur in Yangshuo in Guangxi.[5]
    - Ilex rockii S.Y.Hu: Sie gedeiht in Höhenlagen von 2700 bis 3700, selten bis zu 4300 Metern im südöstlichen Tibet und in den chinesischen Provinzen westliches Sichuan sowie nordwestliches Yunnan.[5]
    - Ilex shennongjiaensis T.R.Dudley: Dieser Endemit gedeiht in Höhenlagen von 1800 bis 2000 Meter nur in Shennongjia Linqu im westlichen Hubei.[5]
    - Ilex subcoriacea Z.M.Tan: Dieser Endemit gedeiht in Höhenlagen von 900 bis 2000 Meter nur in Butuo sowie Jinyang im westlichen Sichuan.[5]
    - Ilex subcrenata S.Y.Hu: Sie gedeiht im Unterholz dichter Wälder in Höhenlagen von 700 bis 1500 Meter nur im nördlichen Guangxi.[5]
    - Ilex sugerokii Maxim.: Sie kommt in Sichuan, Japan und im zentralen bis nördlichen Taiwan vor.[5]
    - Ilex szechwanensis Loes.: Sie gedeiht in Höhenlagen von selten 200 bis meist 400 bis 2500 Metern im südöstlichen Autonomen Gebiet Tibet und in den chinesischen Provinzen Chongqing, Guangdong, Guangxi, Guizhou, Hubei, Hunan, Jiangxi, Sichuan sowie Yunnan.[5]
    - Ilex triflora Blume: Sie ist von Indien und Bangladesch, über Myanmar, China, Vietnam, Thailand, Malaysia bis Indonesien verbreitet.[5]
    - Ilex viridis Champ. ex Benth.: Sie gedeiht in Höhenlagen von 300 bis 1700, selten bis zu 2100 Meter in den chinesischen Provinzen Anhui, Fujian, Guangdong, Guangxi, Guizhou, Hainan, Hunan, Jiangxi sowie Zhejiang.[5]
    - Ilex yuana S.Y.Hu (In der Erstbeschreibung steht Ilex yuiana und in der Flora of China Ilex yuana, letzteres ist kein Druckfehler, da die Art nach ihrem Entdecker T. T. Yu benannt wurde und die korrekte Latinisierung lautet dann yuana): Sie gedeiht in Höhenlagen von 1400 bis 2300 Meter nur im Dulong-Jiang-Tal sowie in Tengchong im nordwestlichen und südwestlichen Yunnan.[5]
    - Yunnan-Stechpalme[12] (Ilex yunnanensis Franch.): Es gibt vier Varietäten:[5]
      - Ilex yunnanensis var. gentilis (Loes.) Rehder: Sie in lichten Wäldern und auf Bergen in Höhenlagen von 1100 bis 2600 Metern in Taiwan und in den chinesischen Provinzen Guizhou, Hubei, südliches Shaanxi, Sichuan sowie Yunnan.[5]
      - Ilex yunnanensis var. parvifolia (Hayata) S.Y.Hu (Syn.: Ilex parvifolia Hayata, Ilex transarisanensis Hayata): Sie gedeiht in Bergwäldern in Höhenlagen von 2000 bis 3300 Metern in Taiwan.[5]
      - Ilex yunnanensis var. paucidentata S.Y.Hu: Dieser Endemit gedeiht an Waldrändern auf Hügeln in Höhenlagen von etwa 2000 Metern nur in Weixi im nordwestlichen Yunnan.[5]
      - Ilex yunnanensis Franch. var. yunnanensis: Sie gedeiht in immergrünen Lorbeerwäldern, in Tsuga-Wäldern und in Buschwäldern auf Bergen in Höhenlagen von 1500 bis 3500 Metern im nördlichen Myanmar, im südöstlichen Tibet (nur in Zayü) und in den chinesischen Provinzen südliches Gansu (nur Wen), Guangxi, Guizhou, Hubei, südliches Shaanxi (nur Liuba, Yang), Sichuan sowie Yunnan.[5]

  - Sektion Pseudoaquifolium S.Y.Hu: Die etwa 50 Arten kommen hauptsächlich im südlichen China vor:[5]
    - Ilex bidens C.Y.Wu ex Y.R.Li: Dieser Endemit gedeiht in Wäldern im Gipfelbereich von Bergen in Höhenlagen von 2400 bis 2500 Metern nur in Jinping im südöstlichen Yunnan.[5]
    - Ilex buxoides S.Y.Hu: Sie in dichten oder lichten Wäldern und auf Bergen in Höhenlagen von 800 bis 1500 Metern in den chinesischen Provinzen in Fujian, Guangdong und im südlichen Guangxi (nur in Shangsi).[5]
    - Ilex cauliflora H.W.Li ex Y.R.Li: Dieser Endemit gedeiht auf Bergen in Höhenlagen von 2000 bis 2600 Metern nur in Malipo im südöstlichen Yunnan.[5]
    - Ilex chamaebuxus C.Y.Wu ex Y.R.Li: Sie gedeiht in Wäldern im tropischen Karst in Höhenlagen von etwa 1100 Metern nur in Malipo sowie Xichou im südöstlichen Yunnan.[5]
    - Ilex championii Loes.: Sie gedeiht in dichten Wäldern und Tälern in Höhenlagen von 600 bis 1900 Metern in den chinesischen Provinzen Fujian (nur in Liancheng), Guangdong, Guangxi, Guizhou, südliches Hunan (nur in Yizhang) sowie Jiangxi.[5]
    - Ilex cochinchinensis (Lour.) Loes. (Syn.: Ilex ardisioides Loes., Ilex cleyeroides Hayata, Ilex oligadenia Merrill & Chun): Sie kommt in Kambodscha, im nördlichen Vietnam, im südlichen Taiwan und in den chinesischen Provinzen Guangdong, Guangxi sowie Hainan vor.[5]
    - Ilex dolichopoda Merr. & Chun: Sie gedeiht in Wäldern und Tälern in Höhenlagen von etwa 600 Metern nur in Baoting sowie Qiongzhong in Hainan.[5]
    - Ilex elmerrilliana S.Y.Hu (Syn.: Ilex subrotundifolia C.J.Qi & Q.Z.Lin non Steyerm.): Sie gedeiht in immergrünen Lorbeerwäldern, auf strauchbestandenen Standorten und an Waldrändern in Höhenlagen von selten 200 bis meist 500 bis 1500 Metern in den chinesischen Provinzen südliches Anhui, Fujian, Guangdong, Guangxi, Guizhou, Hubei, Hunan, Jiangxi, Sichuan (nur in Junlian) sowie Zhejiang vor.[5]
    - Ilex estriata C.J.Tseng: Sie an Waldrändern oder im Dickicht an Berghängen in Sichuan.[5]
    - Ilex forrestii Comber: Die zwei Varietäten:[5]
      - Ilex forrestii Comber var. forrestii: Sie gedeiht in immergrünen Lorbeerwäldern, im Dickicht und in Tälern in Höhenlagen von 1800 bis 2900, selten bis zu 3500 Metern in Tibet in den chinesischen Provinzen westliches Sichuan (nur Mianning) sowie nordwestliches Yunnan.[5]
      - Ilex forrestii var. glabra S.Y.Hu: Sie gedeiht in laubabwerfenden und immergrünen Mischwäldern, im Dickicht und an Berghängen in Höhenlagen von 2500 bis 2900 Metern in den chinesischen Provinzen südliches Sichuan (nur Huili) sowie Yunnan (Gongshan, Luquan, Weixi).[5]

    - Ilex fukienensis S.Y.Hu: Sie gedeiht in Wäldern und im Dickicht auf Bergen in Höhenlagen von 600 bis 900 Metern in Fujian vor.[5]
    - Ilex goshiensis Hayata: Sie ist in den chinesischen Provinzen südwestliches Fujian, Guangdong sowie Hainan und in Taiwan sowie auf den japanischen Ryūkyū-Inseln verbreitet.[5]
    - Ilex guizhouensis C.J.Tseng: Sie kommt in Guizhou vor.[5]
    - Ilex hainanensis Merr. (Syn.: Ilex hunanensis C.J.Qi & Q.Z.Lin): Sie gedeiht in dichten sowie lichten Wäldern, in Tälern und an Berghängen in Höhenlagen von 400 bis 1000 Metern in den chinesischen Provinzen Guangdong (nur in Maoming, Yangjiang), Guangxi, Guizhou, östliches Hainan, Hunan (Suining, Tongdao, Zhangjiajie) sowie südöstliches Yunnan (nur in Hekou, Jinping) vor.[5]
    - Ilex hanceana Maxim. (Syn.: Ilex buxifolia Hance non Gardner): Sie gedeiht in Höhenlagen von 900 bis 1800 Metern in den chinesischen Provinzen südwestliches Fujian (nur in Shanghang), Guangdong, Guangxi, Hainan (nur in Ledong) sowie Hunan vor.[5]
    - Ilex hayatana Loes.: Sie kommt in Taiwan (Nantou, Taichung, Yilan) und Japan vor.[5]
    - Ilex jiaolingensis C.J.Tseng: Dieser Endemit gedeiht in dichten Wäldern im oberen Bereich von Hügeln und in hügeligen Gebieten in Höhenlagen von 600 bis 700 Metern nur in Jiaoling in Guangdong.[5]
    - Ilex jinyunensis Z.M.Tan: Sie gedeiht in immergrünen Lorbeerwäldern und auf Bergen in Höhenlagen von 700 bis 800 Metern in Chongqing.[5]
    - Ilex kengii S.Y.Hu (Syn.: Ilex yanlingensis C.J.Qi & Q.Z.Lin): Sie gedeiht in lichten Wäldern und in Mischwäldern an Berghängen in Höhenlagen von 200 bis 1500 Metern in den chinesischen Provinzen Fujian, Guangdong, Guangxi, Guizhou, Hunan (nur in Yanling) sowie Zhejiang vor.[5]
    - Ilex kobuskiana S.Y.Hu: Sie kommt in Vietnam und in den chinesischen Provinzen Guangdong sowie Hainan vor.[5]
    - Ilex liangii S.Y.Hu: Sie gedeiht in dichten Wäldern und lichten Wäldern in Tälern in Höhenlagen von 800 bis 1000 Metern in Hainan.[5]
    - Ilex lihuaensis T.R.Dudley (Syn.: Ilex rivularis Y.K.Li non Gardner): Dieser Endemit gedeiht an Fließgewässern und auf Bergen nur in Libo im südlichen Guizhou.[5]
    - Ilex lohfauensis Merr.: Sie gedeiht in immergrünen Lorbeerwäldern, lichten Wäldern und Berghängen in Höhenlagen von meist 200 bis 1000 (100 bis 1300) Metern in den chinesischen Provinzen südliches Anhui (nur Qimen, Xiuning), Fujian, Guangdong, Guangxi, Guizhou, Hunan, Jiangxi sowie Zhejiang.[5]
    - Ilex longecaudata Cumber: Es gibt zwei Varietäten:[5]
      - Ilex longecaudata var. glabra S.Y.Hu: Sie gedeiht in immergrünen Lorbeerwäldern und an Berghängen in Höhenlagen von 1400 bis 2000 Metern im nordwestlichen sowie südöstlichen Yunnan.[5]
      - Ilex longecaudata Cumber var. longecaudata: Sie gedeiht in immergrünen Lorbeerwäldern, Mischwäldern, Täler im Gebirge in Höhenlagen von 1300 bis 2800 Metern in Yunnan.[5]

    - Ilex mamillata C.Y.Wu ex C.J.Tseng: Sie gedeiht in Wäldern auf Hügeln in Höhenlagen von 200 bis 300 Metern in Guangxi sowie Yunnan.[5]
    - Ilex memecylifolia Champ. ex Benth.: Sie kommt im nördlichen Vietnam und in den chinesischen Provinzen Fujian, Guangdong, Guangxi, Guizhou sowie Jiangxi vor.[5]
    - Ilex metabaptista Loes. ex Diels: Es gibt seit 2008 zwei Varietäten:[5]
      - Ilex metabaptista var. bodinieri (Loes.) G.Barriera (Syn.: Ilex fargesii var. bodinieri Loes. ex H.Lév.): Diese Neukombination erfolgte 2008. Sie gedeiht in Höhenlagen von 400 bis 1200 Metern in den chinesischen Provinzen Chongqing (nur in Xiushan), südliches Guangxi (nur in Shangsi) sowie Guizhou.[5]
      - Ilex metabaptista Loes. ex Diels var. metabaptista: Sie gedeiht in Höhenlagen von 300 bis 1100 Metern in den chinesischen Provinzen Chongqing, Guangxi, Guizhou, Hubei, Hunan, Sichuan sowie nordöstlichen Yunnan (nur in Yiliang).[5]

    - Ilex nitidissima C.J.Tseng: Sie gedeiht in dichten oder lichten Wäldern, Mischwäldern und an Gerghängen in Höhenlagen von 800 bis 1300 Metern in den chinesischen Provinzen Guangxi, südliches Hunan (nur in Yizhang) sowie nordöstliches Jiangxi (nur in Guangfeng).[5]
    - Ilex oligodonta Merr. & Chun: Sie gedeiht in dichten Wäldern, im Dickicht und auf Bergen in Höhenlagen von 800 bis 1200 Metern in den chinesischen Provinzen Fujian, Guangdong und in Yizhang im südlichen Hunan.[5]
    - Behaarte Stechpalme[12] (Ilex pubescens Hook. & Arn.): Es gibt zwei Varietäten:[5]
      - Ilex pubescens var. kwangsiensis Hand.-Mazz.: Sie gedeiht in immergrünen Lorbeerwäldern in Höhenlagen von 500 bis 1000 Metern in den chinesischen Provinzen westliches Guangxi (nur Bose, Lingyun), südliches Guizhou (nur Libo) sowie südöstliches Yunnan (nur Funing, Yanshan).[5]
      - Ilex pubescens Hook. & Arn. var. pubescens: Sie gedeiht in immergrünen Lorbeerwäldern, an Waldrändern, an strauchigen Standorten, an Fließgewässern und an Straßenrändern in Höhenlagen von selten 0 bis, meist 100 bis 1000 Metern in Taiwan und in den chinesischen Provinzen Anhui, Fujian, Guangdong, Guangxi, Guizhou, Hainan, Hubei, Hunan, Jiangxi sowie Zhejiang.[5]

    - Ilex qingyuanensis C.Z.Zheng: Sie gedeiht in immergrünen Lorbeerwäldern in Tälern und an Berghängen in Höhenlagen von 600 bis 1000 Metern in Fujian sowie in Qingyuan in Zhejiang.[5]
    - Ilex retusifolia S.Y.Hu: Dieser Endemit gedeiht in immergrünen Lorbeerwäldern und auf Bergen in Höhenlagen von 500 bis 2000 Metern nur in Xing’an im südlichen Guangxi vor.[5]
    - Ilex salicina Hand.-Mazz.: Sie kommt im südlichen Guangxi und im nördlichen Vietnam vor.[5]
    - Ilex saxicola C.J.Tseng & H.H.Liu: Dieser Endemit gedeiht in offenen Wäldern und in felsigen Berggebieten in Höhenlagen von 500 bis 600 Metern nur in Longzhou im südwestlichen Guangxi.[5]
    - Ilex shimeica Tam: Dieser Endemit gedeiht an Sandstränden in Meereshöhe nur in Lingshi sowie Wanning in Hainan.[5]
    - Ilex sinica (Loes.) S.Y.Hu: Sie gedeiht in lichten und in dichten Wäldern in Höhenlagen von 500 bis 1700 Metern in Guangxi und im südlichen bis südöstlichen Yunnan.[5]
    - Ilex stewardii S.Y.Hu: Sie kommt in Vietnam und in den chinesischen Provinzen Guangdong, Guangxi, Guizhou (nur in Dushan) sowie Hunan vor.[5]
    - Ilex strigillosa T.R.Dudley: Dieser Endemit gedeiht in Wäldern und auf Bergen in Höhenlagen von 600 bis 1400 Metern nur in Xinfeng in Guangdong.[5]
    - Ilex sublongecaudata C.J.Tseng & S.Liu ex Y.R.Li: Dieser Endemit gedeiht in Bergwäldern in einer Höhenlage von etwa 2600 Metern nur in Longling im westlichen Yunnan.[5]
    - Ilex tamii T.R.Dudley (Syn.: Ilex revoluta Tam non Stapf nom. illeg.): Sie wurde 1997 erstbeschrieben. Sie gedeiht in dichten Wäldern auf Berggipfeln in mittleren bis großen Höhenlagen in Hebao Dao in Guangdong und in Baoting sowie Wanning in Hainan.[5]
    - Ilex tsiangiana C.J.Tseng: Dieser Endemit gedeiht in Mischwäldern in Höhenlagen von 3000 bis 4000 Metern nur im Diancang Shan im westlichen Yunnan.[5]
    - Ilex tutcheri Merr.: Sie gedeiht in Wäldern und an Berghängen in Höhenlagen von 400 bis 1600 Metern in den chinesischen Provinzen Guangdong sowie Guangxi.[5]
    - Ilex verisimilis Chun ex C.J.Tseng ex S.K.Chen & Y.X.Feng: Sie gedeiht in Höhenlagen von 800 bis 1500 Metern in den chinesischen Provinzen Guangdong, nordöstlichen Guangxi sowie südlichen Hunan.[5]
    - Ilex wardii Merrill: Sie kommt in der chinesischen Provinz Yunnan sowie im nördlichen Myanmar vor.[5]
    - Ilex wilsonii Loes.: Es gibt seit 1984 zwei Varietäten:[5]
      - Ilex wilsonii var. handel-mazzettii T.R.Dudley: Dieser Endemit gedeiht in Bergwäldern in Höhenlagen von 900 bis 1300 Metern nur in Wugang im südwestlichen Hunan.[5]
      - Ilex wilsonii Loes. var. wilsonii: Sie gedeiht Lorbeerwäldern in Tälern, im Dickicht und an Hügeln in Höhenlagen von 400 bis 1900 Meter in den chinesischen Provinzen Anhui, Fujian, Guangdong, Guangxi, Guizhou, Hubei, Hunan, Jiangxi, Sichuan, nordöstlichen Yunnan sowie Zhejiang und in Taiwan.[5]

    - Ilex wuana T.R.Dudley: Sie gedeiht Wäldern an Berghängen in Höhenlagen von 1200 bis 2200 Metern nur in Yunnan.[5]
    - Ilex xiaojinensis Y.Q.Wang: Dieser Endemit gedeiht in dichten Wäldern und an Fließgewässern in Höhenlagen von 400 bis 600 Metern nur in Xiaojin in Guangdong.[5]

  - Hier eine Artenauswahl der Untergattung Ilex in alphabetischer Reihenfolge ohne Berücksichtigung der Sektionszugehörigkeit:
    - Ilex abscondita Steyerm.: Sie wurde 1988 erstbeschrieben.[14] Dieser Endemit gedeiht nur an den südlichen Hängen des Cañon Grande in einer Höhenlage von etwa 1900 Metern im Nationalpark Serranía La Neblina im Bundesstaat Amazonas im südlichen Venezuela.
    - Ilex acutidenticulata Steyerm.: Sie kommt in Venezuela vor.[14]

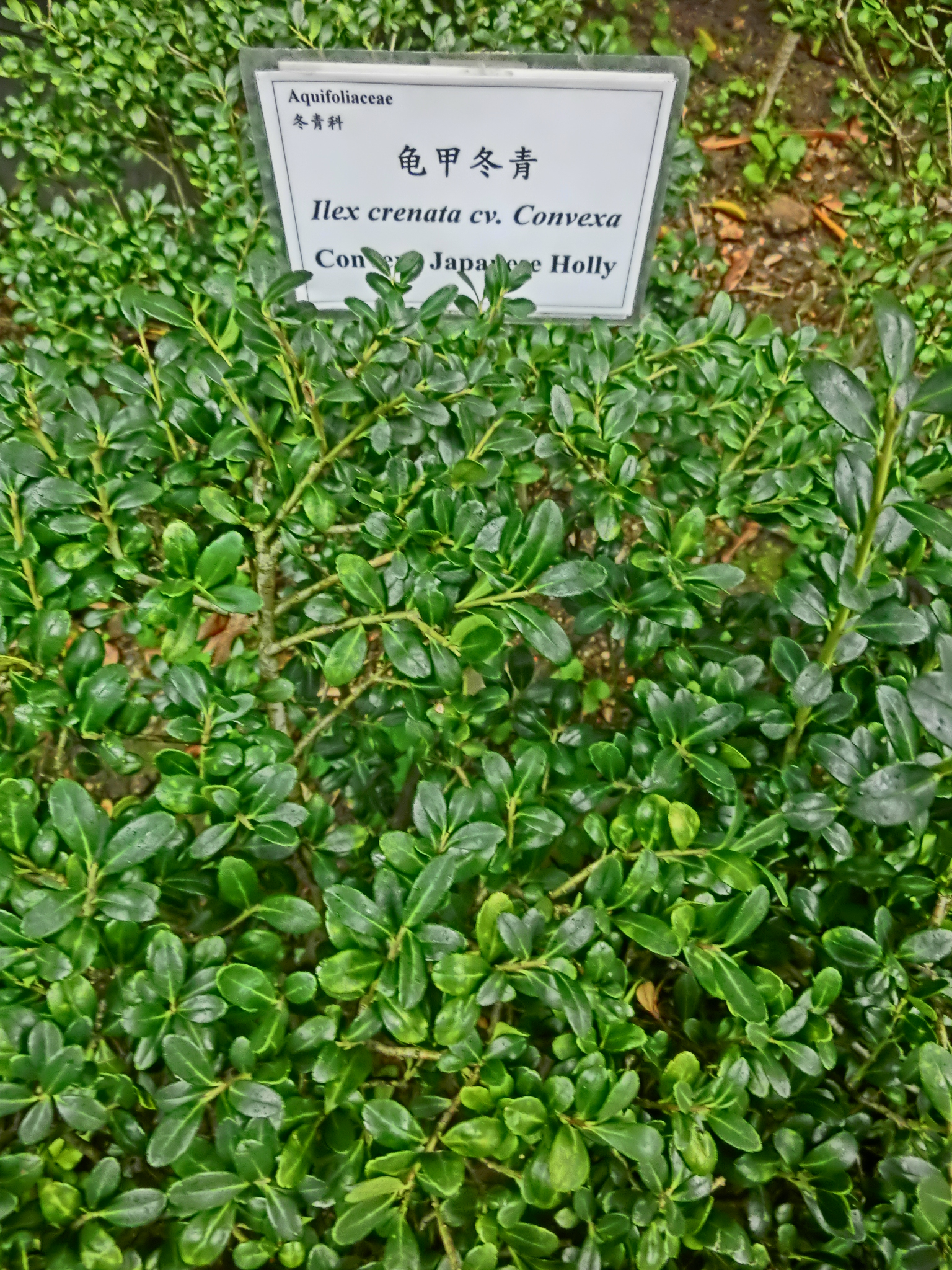
Habitus und Laubblätter der Sorte Ilex crenata ‚Convexa‘

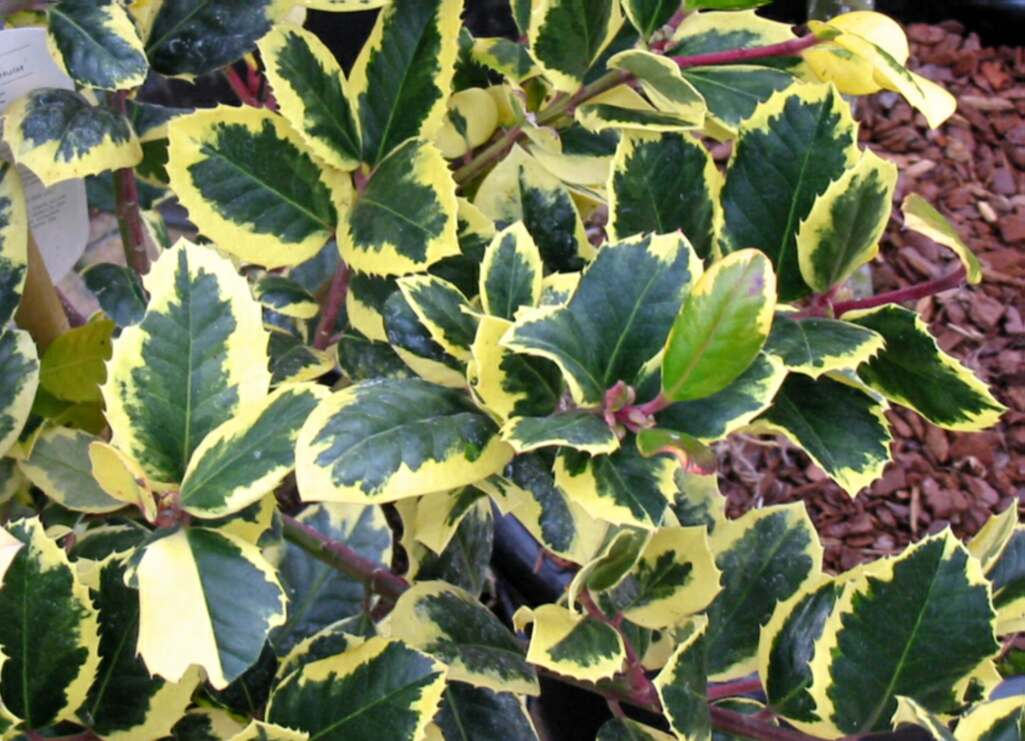
Die panaschierte Sorte Ilex ×altaclerensis ‚Golden King‘

Europäische Stechpalme (Ilex aquifolium) im Wappen des Ortes Plan-d’Aups-Sainte-Baume in der Provence-Alpes-Côte d’Azur

    - Ilex affinis Gardner: Sie ist von Brasilien und Bolivien bis zum südlichen Südamerika verbreitet.[14]
    - Ilex aggregata (Ruiz & Pav.) Loes.: Sie kommt in Peru und Bolivien vor.[14]
    - Ilex altiplana Steyerm.: Sie kommt in Venezuela und in den Guyanas vor.[14]
    - Ilex amazonensis Edwin: Sie kommt in Venezuela vor.[14]
    - Sand-Stechpalme[12] (Ilex ambigua (Michx.) Torr.): Sie kommt in Oklahoma, Texas und in den südöstlichen Vereinigten Staaten vor.[9]
    -  Ilex amboroica Loes.: Sie kommt in Ecuador sowie Bolivien vor.[14]
    - Sumpf-Stechpalme[12] (Ilex amelanchier M.A.Curtis ex Chapm.):[14] Sie kommt in den südöstlichen Vereinigten Staaten vor.[9] Sie gedeiht auf den Küstenebenen am Atlantik und am Golf von Mexiko von Louisiana bis Florida und reicht nach Norden bis North Carolina.[13]
    - Ilex ampla I.M.Johnst.: Sie kommt in Zentralamerika vor.[14]
    - Ilex amplifolia Rusby: Sie kommt in Bolivien vor.[14]
    - Ilex amygdalina Reissek ex Loes.: Sie kommt in Peru vor.[14]
    - Ilex andarensis Loes.: Sie kommt in Peru vor.[14]
    - Ilex andicola Loes.: Sie kommt in Kolumbien, Ecuador, Bolivien und Peru vor.[14]
    - Ilex anodonta Standl. & Steyerm.: Sie kommt von Mexiko bis Zentralamerika vor.[14]
    - Ilex anomala Hook. & Arn.: Dieser Endemit kommt nur auf den Gesellschaftsinseln vor.[9]
    - Ilex anonoides Loes. (Syn.: Ilex crassifolia Hook.)[14] Sie ist nur von der Typusaufsammlung im peruanischen Departamento Puno bekannt.[13]
    - Ilex apicidens N.E.Br.: Sie kommt in Venezuela und in den Guyanas vor.[14]
    - Europäische Stechpalme oder Gewöhnliche Stechpalme[12] (Ilex aquifolium L.): Sie ist in Europa, Nordafrika und in Westasien verbreitet. Es gibt Fundortangaben für Deutschland, Österreich, Liechtenstein, die Schweiz, Großbritannien, Irland, Dänemark, Norwegen, Schweden, die Niederlande, Belgien, Luxemburg, Frankreich (inklusive Korsika), Andorra, Spanien (inklusive der Balearen), Portugal, Marokko, Algerien, Tunesien, Libanon, Syrien, Iran, asiatischer Teil der Türkei, Griechenland, Nordmazedonien, Albanien, Bosnien und Herzegowina, Bulgarien, Montenegro, Serbien, Kroatien, Slowenien, Italien (inklusive Sardinien, Sizilien) und Malta.[13]
      - Ilex aracamuniana Steyerm.: Dieser Endemit kommt in Venezuela[14] nur in einem kleinen Gebiet auf dem Cerro Aracamuni im Bundesstaat Amazonas vor. Es gibt seit 1998 keine neueren Daten.[13]

    - Ilex archeri Edwin: Sie kommt in Venezuela vor.[14]
    - Ilex ardisiifrons Reissek: Sie kommt in Venezuela, Kolumbien sowie Bolivien vor.[14]
    - Ilex argentina Lillo: Sie kommt in Bolivien nur in den Departamentos Santa Cruz sowie Tarija und in Argentinien nur in den Provinzen Catamarca, Jujuy, Salta sowie Tucumán vor.[14] Es gibt keine aktuellen Daten.[13]
    - Ilex arimensis Britton ex R.O.Williams: Dieser Endemit kommt nur in Trinidad und Tobago vor.[14]
      - Ilex arnhemensis Loes.: Sie kommt in Australien vor.[13]

    - Ilex asperula Mart. ex Reissek: Sie kommt in Brasilien vor.[14]
    - Ilex atabopoensis T.R.Dudley: Sie kommt in Venezuela vor.[14]
    - Ilex attenuata Steyerm.:[14] Sie kommt wohl nur in einem kleinen Gebiet in der Serra Pirapucú in Brasilien, nahe der venezolanischen Grenze vor.[13]
    - Ilex auricula S.Andrews: Sie kommt in Brasilien vor.[14]
    - Ilex azuensis Loes.: Sie kommt auf karibischen Inseln vor.[14]
    - Ilex bahiahondica (Loes.) P.A.Gonzalez: Sie kommt in Kuba vor.[14]
    - Ilex barahonica Loes.: Sie kommt auf karibischen Inseln vor.[14]
    - Ilex belizensis Lundell: Sie kommt von Mexiko bis Zentralamerika vor.[14]
    - Ilex berteroi Loes.: Sie kommt auf karibischen Inseln vor.[14]
    - Ilex blancheana Judd:[14] Dieser Endemit kommt nur in einem kleinen Gebiet in Haiti vor.[13]
    - Ilex blanchetii Loes.: Sie kommt in Brasilien vor.[14]
    - Ilex bolivarensis Edwin: Sie kommt in Kolumbien vor.[14]
    - Ilex boliviana Britton: Sie kommt in Bolivien vor[14] und es gibt auch einen Bericht, dass sie in Peru vorkommen soll.[13]
    - Ilex brandegeana Loes.: Sie kommt von Mexiko über Guatemala bis El Salvador vor.[14][13]
    - Ilex brasiliensis Loes.: Sie kommt von Brasilien bis ins südliche Südamerika vor.[14]
    - Ilex brevicuspis Reissek: Sie kommt von Brasilien bis ins südliche Südamerika vor.[14]
    - Ilex brevipedicellata Steyerm.: Sie kommt in Venezuela[13] und in den Guyanas vor.[14]
    - Ilex bullata Cuatrec.: Sie kommt in Kolumbien vor.[14]
    - Ilex buxifolia Gardner: Sie kommt in Brasilien vor.[14]
    - Kleinblättrige Stechpalme[12] (Ilex canariensis Poir.): Sie kommt auf den Kanaren und auf Madeira vor.[9][13]
    - Ilex caniensis J.F.Macbr.: Sie ist nur von der Typusaufsammlung im peruanischen[14] Departamento Huánuco bekannt.[13]
    - Ilex casiquiarensis Loes.: Sie kommt in Venezuela, Kolumbien, Brasilien und in den Guyanas vor.[14]
    - Ilex cassine L.:[14] Sie kommt in den südöstlichen Vereinigten Staaten (South Carolina, North Carolina, Virginia, Alabama, Florida, Georgia, Louisiana, Mississippi), in Texas, im südlichen Mexiko, auf den Bahamas, in Kuba und in Puerto Rico vor.[9][13]
    - Ilex celebensis Capit.: Sie kommt in Sumatra, Sulawesi, auf den Molukken, den Kleinen Sundainseln und in Sabah vor.[13]
    - Ilex cerasifolia Reissek: Sie kommt in Brasilien vor.[14]
    - Ilex chamaedryfolia Reissek: Sie kommt in Brasilien vor.[14]
    - Ilex chiriquensis Standl.: Sie kommt von Zentralamerika bis Kolumbien vor.[14]
    - Ilex ciliolata Steyerm.: Dieser Endemit kommt in Venezuela nur in Bolívar von El Paují bis Uaiparú in der Nähe von Kavanayén vor.[14] vor.[13]
    - Ilex cissoidea Loes.: Sie kommt in Sumatra, Sulawesi und auf Borneo vor.[13]
    - Ilex clementis Britton & P.Wilson: Sie kommt auf karibischen Inseln vor.[14]
    - Ilex cognata Reissek: Sie kommt in Brasilien vor.[14]
    - Ilex colchica Pojark.: Sie ist in Bulgarien, in der Türkei und im Kaukasusraum verbreitet.
    - Ilex collina Alexander:[14] Sie kommt in den östlichen US-Bundesstaaten Virginia, West Virginia sowie North Carolina vor.[9] Die Bestände in Georgia sowie Tennessee gelten als erloschen. 2018 wurden insgesamt nur etwa 4000 Exemplare ermittelt.[13]
    - Ilex colombiana Cuatrec.: Sie kommt in Kolumbien sowie Ecuador vor.[14]
    - Ilex condensata Turcz.: Sie kommt in Mexiko vor.[14]
    - Ilex congonhina Loes.: Sie kommt in Brasilien vor.[14]
    - Ilex conocarpa Reissek: Sie kommt in Brasilien vor.[14]
    - Ilex cookii Britton & P.Wilson:[14] Dieser Endemit kommt nur in Puerto Rico[9] vor. Es ist nur ein ausgewachsenes Exemplar mit Seitentrieben am Cerro de Punta bekannt, zudem gibt es einige junge Exemplare am Monte Jayuya. Bei der IUCN wurde sie 2018 als „Critically Endangered“ bewertet.[13]
    - Ilex coriacea (Pursh) Chapm.:[14] Sie kommt nur im Küstengebiet vom Atlantik bis zum Golf von Mexiko der US-Bundesstaaten Virginia, South Carolina, North Carolina, Mississippi, Louisiana, Georgia, Florida, Alabama bis Texas vor.[9][13]
    - Ilex costaricensis Donn.Sm.: Sie kommt in Zentralamerika in Costa Rica, Nicaragua sowie Panama vor[13] und wurde 2019 auch aus Mexiko beschrieben.[14]
    - Ilex costata Edwin: Sie kommt in Brasilien und in den Guyanas vor.[14]
    - Ilex cowanii Wurdack: Dieser Endemit ist nur aus einem dichten Bergwald in Höhenlagen oberhalb von 1800 Metern vom Cerro Huachamacari im venzuelanischen[14] Bundesstaat Amazonas bekannt.[13]
    - Ilex crassifolia Meerb.: Sie kommt in Peru vor.[14]
    - Ilex crassifolioides Loes.: Sie kommt in Peru vor.[14]
    - Ilex cubana Loes.: Sie kommt in Kuba vor.[14]
    - Ilex culmenicola Steyerm.: Sie kommt in Venezuela vor.[14]
    - Ilex cuthbertii Small: Sie kommt wohl nur noch in South Carolina vor und ist vielleicht in Georgia ausgestorben.[14][13]
    - Ilex cuzcoana Loes.: Sie kommt in Kolumbien, Ecuador sowie Peru vor.[14]
    - Ilex cymosa Blume: Sie ist in Kambodscha, Vietnam, Myanmar, Thailand, auf der Malaiischen Halbinsel, in Singapur, auf Sumatra, Java, Borneo (in Sabah, Sarawak, Brunei, Kalimantan), auf den Philippinen, in Sulawesi, auf den Molukken und in Papua-Neuguinea weitverbreitet.[13]
    - Ilex danielis Killip & Cuatrec.: Sie kommt in Kolumbien sowie Venezuela vor.[14]
    - Ilex daphnogenea Reissek: Sie kommt in den Guyanas vor.[14]
    - Ilex davidsei Steyerm.: Sie kommt in Venezuela nur im Bundesstaat Amazonas im Río Pasimoni Becken[13] und in den Guyanas vor.[14]
    - Ilex decidua Walter:[14] Sie ist in den US-Bundesstaaten Arkansas, Alabama, Florida, Georgia, südliches Illinois, südliches Indiana, Kansas, Kentucky, Maryland, Louisiana, Mississippi, Missouri, North Carolina, South Carolina, Oklahoma, Tennessee, Texas, Virginia sowie im District of Columbia und in den nördlichen mexikanischen Bundesstaaten Nuevo León, Coahuila, Querétaro, San Luis Potosí sowie Tamaulipas verbreitet.[9][13]
    - Ilex dimorphophylla Koidz.: Dieser Endemit kommt nur auf den Ryūkyū-Inseln vor.[9]
    - Ilex dioica (Vahl) Griseb.: Sie kommt auf karibischen Inseln vor.[14]
    - Ilex diospyroides Reissek: Sie kommt in Venezuela, Kolumbien und Brasilien vor.[14]
    - Ilex discolor Hemsl.: Sie kommt von Mexiko bis Zentralamerika vor.[14]
    - Ilex diuretica Mart. ex Reissek: Sie kommt in Brasilien vor.[14]
    - Ilex divaricata Mart. ex Reissek: Sie kommt in Venezuela, Kolumbien und Brasilien vor.[14]
    - Ilex duarteensis Loes.: Sie kommt auf karibischen Inseln vor.[14]
    - Ilex dugesii Fernald: Sie kommt in Mexiko vor.[14]
    - Ilex duidae Gleason: Sie kommt in Venezuela vor.[14]
    - Ilex dumosa Reissek: Sie kommt von Brasilien bis ins südliche Südamerika vor.[14]
    - Ilex elliptica Kunth: Sie kommt in Kolumbien sowie Peru vor.[14]
    - Ilex eoa Alain: Sie kommt auf karibischen Inseln vor.[14]
    - Ilex ericoides Loes.: Sie kommt in Ecuador sowie Peru vor.[14]
    - Ilex euryaeformis Reissek: Sie kommt in Brasilien vor.[14]
    - Ilex fanshawei Edwin: Sie kommt in den Guyanas vor.[14]
    - Ilex farallonensis Cuatrec.: Sie kommt in Kolumbien vor.[14]
    - Ilex floribunda Reissek ex Maxim.: Sie kommt in Brasilien vor.[14]
    - Ilex florifera Fawc. & Rendle: Sie kommt auf karibischen Inseln vor.[14]
    - Ilex flosparva Cuatrec.: Sie kommt in Kolumbien vor.[14]
    - Ilex fortunensis W.J.Hahn: Sie kommt in Zentralamerika vor und wurde 2019 auch aus Mexiko beschrieben.[14]
    - Ilex friburgensis Loes.: Sie kommt in Brasilien vor.[14]
    - Ilex fuertesiana Loes.: Sie kommt auf karibischen Inseln vor.[14]
    - Ilex gabinetensis Cuatrec.: Sie kommt in Kolumbien sowie Ecuador vor.[14]
    - Ilex gabrielleana Loizeau & Spichiger: Sie kommt in Kolumbien sowie Ecuador vor.[14]
    - Ilex gale Triana & Planch.: Sie kommt in Kolumbien vor.[14]
    - Ilex gardneriana Wight: Diese ausgestorbene Art war im Nilgiri-Gebirge im indischen Bundesstaat Tamil Nadu endemisch.[13]
    - Ilex geniculata Maxim.: Ihre Heimat ist Japan.[9]
    - Ilex glabella Steyerm.: Sie kommt in Venezuela vor.[14]
    - Ilex glabra (L.) A.Gray:[14][9] Sie gedeiht im östlichen Nordamerika auf den Küstenebenen aller US-Staaten entlang des Atlantiks und des Golfs von Mexiko von Florida bis Texas und nördlich bis zum südlichen New Jersey, Maryland sowie Delaware, einschließlich der Inseln Pennsylvanias sowie Arkansas und sie ist häufig von New England bis zum kanadischen Nova Scotia.[13]
    - Ilex glaucophylla Steyerm.: Sie kommt in Venezuela vor.[14]
    - Ilex glazioviana Loes.: Sie kommt in Brasilien vor.[14]
    - Ilex gleasoniana Steyerm.: Sie kommt in Venezuela vor.[14]
    - Ilex gotardensis Loizeau & Spichiger: Sie kommt in Peru vor.[14]
    - Ilex goudotii Loes.: Sie kommt in Kolumbien sowie Bolivien vor.[14]
    - Ilex gracilipes Merr.: Sie kommt in Mexiko vor.[14]
    - Ilex grandis Reissek: Sie kommt in Brasilien vor.[14]
    - Ilex gransabanensis Steyerm.: Sie kommt in Venezuela vor.[14]
    - Ilex guaiquinimae Steyerm.: Sie kommt in Venezuela vor.[14]
    - Ilex guayusa Loes.:[14] Sie ist in Kolumbien, Ecuador, Peru und im brasilianischen Bundesstaat Acre verbreitet.[9]
    - Ilex guianensis (Aubl.) Kuntze: Sie ist von Mexiko über Zentralamerika und Karibischen Inseln bis Kolumbien, Venezuela sowie den Guyanas verbreitet.[14]
    - Ilex gundlachiana Loes.: Sie kommt auf karibischen Inseln vor.[14]
    - Ilex haberi (Lundell) W.J.Hahn: Sie kommt in Zentralamerika vor und wurde 2019 auch für Mexiko beschrieben.[14]
    - Ilex harrisii Loes.: Sie kommt auf karibischen Inseln vor.[14]
    - Ilex hemiepiphytica W.J.Hahn: Sie kommt in Zentralamerika vor.[14]
    - Ilex hippocrateoides Kunth: Sie kommt in Peru sowie in Bolivien vor.[14]
    - Ilex holstii Steyerm.: Sie kommt in Venezuela vor.[14]
    - Ilex huachamacariana Edwin: Sie kommt in Venezuela vor.[14]
    - Ilex hualgayoca Loizeau & Spichiger: Sie kommt in Ecuador sowie in Bolivien vor.[14]
    - Ilex hypaneura Loes.: Sie kommt auf karibischen Inseln vor.[14]
    - Ilex ignicola Steyerm.: Sie kommt im südlichen Venezuela vor.[15][14]
    - Ilex imbricata Rusby: Sie kommt in Bolivien vor.[14]
    - Ilex impressa Ekman & Loes.: Sie kommt auf karibischen Inseln vor.[14]
    - Ilex insignis Hook. f. (Syn.: Ilex kingiana Cockerell): Sie kommt im Himalaja von Sikkim und Nepal[9][11] und vielleicht in der chinesischen Provinz Yunnan vor.
    - Ilex integerrima Reissek: Sie kommt in Brasilien vor.[14]
    - Ilex inundata Poepp. ex Reissek: Sie kommt im nördlichen Südamerika in Ecuador, Peru, Bolivien, sowie Brasilien vor.[14]
    - Ilex jamaicana Proctor: Sie kommt auf karibischen Inseln vor.[14]
    - Ilex jauaensis Steyerm.: Sie kommt in Venezuela vor.[14]
    - Ilex jelskii Zahlbr.: Sie kommt in Peru vor.[14]
    - Ilex jenmanii Loes.: Nördliches Südamerika.[14]
    - Ilex johnstonii Merr.: Sie kommt in Mexiko vor.[14]
    - Ilex julianii Edwin: Sie kommt in Venezuela vor.[14]
    - Ilex juttana Loizeau & Spichiger: Sie kommt in Kolumbien vor.[14]
    - Ilex karstenii Loes.: Sie kommt in Kolumbien vor.[14]
    - Ilex karuaiana Steyerm.: Sie kommt in Venezuela vor.[14]
    - Ilex krugiana Loes.: Sie kommt in Florida und auf karibischen Inseln vor.[14]
    - Ilex kunthiana Triana: Sie ist von Zentralamerika bis Kolumbien, Venezuela und Ecuador verbreitet[14]
    - Ilex laevigata (Pursh) A.Gray:[14] Sie ist in den USA weitverbreitet.[9]
    - Ilex lamprophylla Standl.: Sie kommt in Zentralamerika vor.[14]
    - Ilex lasseri Edwin: Sie kommt in Venezuela vor.[14]
    - Ilex laureola Triana: Sie kommt in Südamerika vor.[14]
    - Ilex laurina Kunth: Sie kommt in Südamerika vor.[14]
    - Ilex lechleri Loes.: Sie kommt in Peru vor.[14]
    - Ilex leucoclada (Maxim.) Makino: Sie kommt nur in Japan vor.[9]
    - Ilex liebmannii Standl.: Sie kommt vom Mexiko bis Zentralamerika vor.[14]
    - Ilex liesneri Steyerm.: Sie kommt in Venezuela vor.[14]
    - Ilex lilianeae Loizeau & Spichiger: Sie kommt in Peru vor.[14]
    - Ilex longipes Chapm. ex Trel.: Alabama und Tennessee.[15][14]
    - Ilex longipetiolata Loes.: Sie kommt in Brasilien vor.[14]
    - Ilex longipilosa Steyerm.: Sie kommt in Venezuela vor.[14]
    - Ilex loranthoides Mart. ex Reissek: Sie kommt in Brasilien vor.[14]
    - Ilex loretoica Loes.: Sie kommt in Peru vor.[14]
    - Ilex lundii Warm.: Sie kommt in Brasilien vor.[14]
    - Ilex maasiana Loizeau & Spichiger: Sie kommt in Ecuador vor.[14]
    - Ilex macarenensis Cuatrec.: Kolumbien, Venezuela, Ecuador.[14]
    - Ilex macbridiana Edwin: Ecuador und Peru.[14]
    - Ilex macfadyenii (Walp.) Rehder: Kuba, Hispaniola, Jamaika, Puerto Rico.[15][14]
    - Ilex magnifolia Cuatrec.: Westliches Kolumbien.[15][14]
    - Ilex magnifructa Edwin: Sie kommt in Venezuela vor.[14]
    - Ilex maguirei Wurdack: Sie kommt in Venezuela vor.[14]
    - Ilex mandonii Loes.: Bolivien.[14]
    - Ilex manitzii P.A.Gonzalez: Östliches Kuba.[15][14]
    - Ilex marahuacae Steyerm.: Sie kommt in Venezuela vor.[14]
    - Ilex marginata Edwin: Sie kommt in Venezuela vor.[14]
    - Ilex martiniana Lamb.: Sie kommt in Venezuela, Guayana, Französisch-Guayana, Suriname, Trinidad-Tobago vor.[14]
    - Ilex mathewsii Loes.: Peru.[14]
    - Ilex maxima W.J.Hahn: Costa Rica bis Kolumbien.[15][14]
    - Ilex mexicana (Turcz.) Black ex Hemsl.: Mexiko.[14]
    - Ilex micrantha Triana: Kolumbien.[14]
    - Ilex microdonta Reissek: Brasilien.[14]
    - Ilex microphylla Hook.: Ecuador.[14]
    - Ilex microsticta Loes.: Peru.[14]
    - Ilex microwrightioides Loes.: Hispaniola.[15][14]
    - Ilex minutifolia J.F.Macbr.: Peru.[14]
    - Ilex mitis (L.) Radlk. (Syn.: Ilex capensis Sond. & Harv., Ilex monticola Tul.[16]): Sie ist in Afrika und Madagaskar[16] weitverbreitet.[9]
    - Berg-Stechpalme[12] (Ilex montana Torr. & A.Gray): Sie ist in den USA weitverbreitet.[9]
    - Ilex montana Torr. & A.Gray: Tennessee, Kentucky und New York.[15][14]
    - Ilex montebellensis Lozada-Pérez: Mexiko.[14]
    - Ilex mucronata (L.) M.Powell, Savol. & S.Andrews: Vermont, Illinois und New York.[15][14]
    - Ilex mucronulata Cuatrec.: Kolumbien.[14]
    - Ilex mucugensis Groppo: Brasilien.[14]
    - Ilex myricoides Kunth: Kolumbien, Ecuador, Bolivien und Venezuela.[14]
    - Myrtenblättrige Stechpalme[12] (Ilex myrtifolia Walter[14]): Sie kommt von den südöstlichen Vereinigten Staaten bis Texas vor.[15][9]
    - Ilex nayana Cuatrec.: Kolumbien.[14]
    - Ilex neblinensis Edwin: Sie kommt in Venezuela und Brasilien vor.[14]
    - Ilex nervosa Triana: Kolumbien, Ecuador, Venezuela und Bolivien.[14]
    - Ilex nitida (Vahl) Maxim.: Sie kommt auf den karibischen Inseln in Kuba, Bahamas, Dominikanische Republik, Puerto Rico und Kleine Antillen vor.[15][14]
    - Ilex nummularia Reissek: Brasilien.[14]
    - Ilex obcordata Sw.: Sie kommt auf karibischen Inseln in Kuba, auf Hispaniola, in Jamaika und Puerto Rico vor.[15][14]
    - Ilex obtusata Triana & Planch.: Kolumbien und Venezuela.[14]
    - Ilex odorata Buch.-Ham. ex D.Don (Syn.: Ilex theaefolia Hook. f.): Sie kommt im Himalaya in Nepal, Assam und vielleicht in Myanmar vor.[11]
    - Ilex oligoneura Loes.: Brasilien.[14]
    - Ilex oliveriana Loes.: Venezuela und Guayana.[14]
    - Amerikanische Stechpalme[12] (Ilex opaca Aiton[14]): Sie ist in den zentralen und östlichen Vereinigten Staaten verbreitet.[9]
    - Ilex organensis Loes.: Brasilien.[14]
    - Ilex ovalifolia Bonpl. ex Miers: Guayana, Suriname und Französisch-Guayana.[14]
    - Ilex ovalis (Ruiz & Pav.) Loes.: Ecuador und Peru.[14]
    - Ilex pallida Standl.: El Salvador bis Panama.[14]
    - Ilex paltorioides Reissek: Brasilien.[14]
    - Mate-Strauch[12] (Ilex paraguariensis A.St.-Hil.[14]): Sie ist in Südamerika in Brasilien, Argentinien, Paraguay und Uruguay verbreitet[9] und dient zur Produktion von Mate-Tee.
    - Ilex paruensis Steyerm.: Sie kommt in Venezuela vor.[14]
    - Ilex parvifructa Edwin: Sie kommt in Venezuela vor.[14]
    - Ilex paujiensis Steyerm.: Sie kommt in Venezuela vor.[14]
    - Ilex perado Aiton: Sie kommt nur auf den Azoren, auf Madeira und den Kanaren vor.
    - Ilex pernervata Cuatrec.: Kolumbien, Ecuador und Venezuela.[14]
    - Ilex petiolaris Benth.: Kolumbien, Bolivien, Brasilien.[14]
    - Ilex phillyreifolia Reissek: Brasilien.[14]
    - Ilex polita Steyerm.: Sie kommt in Venezuela vor.[14]
    - Ilex pringlei Standl.: Sie kommt in Mexiko vor.[14]
    - Ilex prostrata Groppo: Brasilien.[14]
    - Ilex psammophila Reissek: Brasilien.[14]
    - Ilex pseudobuxus Reissek: Brasilien.[14]
    - Ilex pseudodorata Loes.: Sie kommt im Himalaya von Mussoorie bis Nepal vor.[11]
    - Ilex pseudoebenacea Loes.: Bolivien.[14]
    - Ilex pseudovaccinium Reissek ex Maxim.: Brasilien.[14]
    - Ilex ptariana Steyerm.: Sie kommt in Venezuela vor.[14]
    - Ilex pustulosa Triana: Kolumbien.[14]
    - Ilex quercetorum I.M.Johnst.: Mexiko bis Honduras.[14]
    - Ilex quitensis (Willd. ex Schult.) Loes.: Ecuador und Peru.[14]
    - Ilex retusa Klotzsch: Kolumbien, Venezuela und Guayana.[14]
    - Ilex rimbachii Standl.: Ecuador.[14]
    - Ilex rotunda Thunb.: China, Indochina, Japan, Korea, Taiwan und Hainan.[15][14]
    - Ilex rubra S.Watson: Mexiko.[14]
    - Ilex rugosa F.Schmidt: Sie kommt in Japan, auf Sachalin und den Kurilen vor.[9]
    - Ilex rugulosa Huber ex Ducke: Brasilien.[14]
    - Ilex rupicola Kunth: Ecuador.[14]
    - Ilex sapiiformis Reissek: Brasilien.[14]
    - Ilex sapotifolia Reissek: Brasilien.[14]
    - Ilex savannarum Wurdack: Kolumbien und Venezuela.[14]
    - Ilex schwackeana Loes.: Brasilien.[14]
    - Ilex scopulorum Kunth: Ecuador und Venezuela.[14]
    - Ilex scutiiformis Reissek: Brasilien.[14]
    - Ilex servinii E.Carranza: Mexiko.[14]
    - Ilex sessiliflora Triana & Planch.: Kolumbien, Peru und Bolivien.[14]
    - Ilex sessilifructa Edwin: Sie kommt in Venezuela vor.[14]
    - Ilex sideroxyloides (Sw.) Griseb.: Venezuela, auf karibischen Inseln, Trinidad-Tobago.[14]
    - Ilex sipapoana Edwin: Sie kommt in Venezuela vor.[14]
    - Ilex skutchii Edwin ex T.R.Dudley & W.J.Hahn: Sie kommt in Zentralamerika vor.[14]
    - Ilex socorroensis Brandegee: Mexiko.[14]
    - Ilex soderstromii Edwin: Guayana.[14]
    - Ilex solida Edwin: Sie kommt in Venezuela vor.[14]
    - Ilex spinigera (Loes.) Loes.: Sie kommt im Iran und in Aserbaidschan vor.
    - Ilex spinulosa Cuatrec.: Kolumbien.[14]
    - Ilex spruceana Reissek: Kolumbien, Venezuela, Brasilien.[14]
    - Ilex steyermarkii Edwin: Venezuela.[14]
    - Ilex subcordata Reissek: Brasilien.[14]
    - Ilex suber Loes.: Brasilien.[14]
    - Ilex subrotundifolia Steyerm.: Sie kommt in Venezuela vor.[14]
    - Ilex subtriflora Griseb. ex Loes.: Sie kommt auf karibischen Inseln vor.[14]
    - Ilex summa Steyerm.: Venezuela.[14]
    - Ilex suprema Cuatrec.: Kolumbien und Ecuador.[14]
    - Ilex tarapotina Loes.: Peru.[14]
    - Ilex tateana Steyerm.: Venezuela.[14]
    - Ilex taubertiana Loes.: Brasilien.[14]
    - Ilex tectonica W.J.Hahn: Zentralamerika (Belize, Honduras, Nicaragua).[15][14]
    - Ilex tepuiana Steyerm. ex Edwin: Sie kommt in Venezuela und Guayana vor.[14]
    - Ilex teratopis Loes.: Ecuador, Peru und Bolivien.[14]
    - Ilex ternatiflora (C.Wright) R.A.Howard: Sie kommt auf karibischen Inseln vor.[14]
    - Ilex theizans Mart. ex Reissek: Brasilien, Argentinien und Paraguay.[15][14]
    - Ilex thyrsiflora Klotzsch: Sie kommt in Venezuela und Guayana vor.[14]
    - Ilex tiricae Edwin: Sie kommt in Venezuela vor.[14]
    - Ilex tolucana Hemsl.: Sie kommt in Mexiko vor.[9][14]
    - Ilex tonii Lundell: Mexiko.[14]
    - Ilex trachyphylla Loes.: Peru.[14]
    - Ilex trichoclada Loes.: Bolivien.[14]
    - Ilex trichothyrsa Loes.: Brasilien.[14]
    - Ilex tristis Standl.: Zentralamerika.[14]
    - Ilex truxillensis Turcz.: Sie kommt in Venezuela vor.[14]
    - Ilex uaramae Edwin: Sie kommt in Venezuela vor.[14]
    - Ilex uleana Loes.: Brasilien.[14]
    - Ilex umbellata Klotzsch: Sie kommt in Venezuela und Guayana vor.[14]
    - Ilex uniflora Benth.: Kolumbien und Ecuador.[14]
    - Ilex urbaniana Loes. ex Urb.: Sie kommt auf karibischen Inseln von Puerto Rico bis zu den Jungferninseln vor.[15][14]
    - Ilex vacciniifolia Reissek: Sie kommt in Venezuela und Guayana vor.[14]
    - Ilex valenzuelana Alain: Sie kommt in Kuba vor.[14]
    - Ilex valerii Standl.: Sie kommt in Zentralamerika vor.[14]
    - Ilex velutina Mart. ex Reissek: Sie kommt in Brasilien vor.[14]
    - Ilex velutinulosa Cuatrec.: Sie kommt in Kolumbien vor.[14]
    - Ilex venezuelensis Steyerm.: Sie kommt in Venezuela vor.[14]
    - Ilex verticillata (L.) A.Gray:[14] Sie ist im östlichen Kanada und den östlichen und zentralen Vereinigten Staaten verbreitet.[9]
    - Ilex vesparum Steyerm.: Sie kommt in Venezuela vor.[14]
    - Ilex victorinii Alain: Sie kommt in Kuba vor.[14]
    - Ilex villosula Loes.: Sie kommt in Peru vor.[14]
    - Ilex virgata Loes.: Sie kommt in Brasilien vor.[14]
    - Ilex vismiifolia Reissek: Sie kommt in Kolumbien, Ecuador, in den Guyanas und in Brasilien vor.[14]
    - Ilex vomitoria Aiton:[14] Sie kommt in den zentralen und südöstlichen Vereinigten Staaten und im südlichen Mexiko vor und ist auf den Bermudainseln ein Neophyt.[9]
    - Ilex vulcanicola Standl.: Sie kommt in Zentralamerika vor.[14]
    - Ilex weberbaueri Loes.: Sie kommt in Peru vor.[14]
    - Ilex weberlingii Loizeau & Spichiger: Sie kommt in Ecuador vor.[14]
    - Ilex wurdackiana Steyerm.: Sie kommt in Venezuela vor.[14]
    - Ilex yurumanguinis Cuatrec.: Sie ist von Nicaragua über Kolumbien bis Venezuela sowie Ecuador verbreitet.[15][14]
    - Ilex yutajensis Wurdack: Sie kommt in Venezuela vor.[14]

## Nutzung

### Zierpflanze
Einige Arten und Sorten werden als Zierpflanzen in Parks und Gärten genutzt. Die Zweige mit den roten Früchten werden in Großbritannien, in Frankreich und Nordamerika als Weihnachtsdekoration verwendet und werden zunehmend auch in Mitteleuropa populär.
Von der Japanischen Stechpalme (Ilex crenata) wird die Sorte ‚Convexa‘, auch Löffel-Ilex genannt, als Ersatz für den durch den Buchsbaumzünsler in Europa gefährdeten Buchsbaum verwendet.
Es gibt einige in Kultur entstandene Hybriden (Auswahl):
- Großblättrige Stechpalme (Ilex ×altaclerensis (Loudon) Dallim.) = Ilex aquifolium × Ilex perado
- Ilex ×aquaprneiia Gable ex Whittem. = Ilex aquifolium × Ilex pernyi
- Ilex ×attenuata Ashe = Ilex opaca × Ilex cassine
- Ilex ×beanii Rehder = Ilex aquifolium × Ilex dipyrena
- Ilex ×koehneana Loes. = Ilex aquifolium × Ilex latifolia
- Ilex ×meserveae S.Y.Hu = Ilex aquifolium × Ilex rugosa
- Ilex ×wandoensis C.F.Mill. & M.Kim = Ilex cornuta × Ilex integra.

### Tee
Aus dem südamerikanischen Mate-Strauch (Ilex paraguariensis A.St.-Hil.) wird Mate-Tee hergestellt.
Es werden auch die Laubblätter verschiedener anderer Ilex-Arten als Tee verwendet, darunter Ilex guayusa (Guayusa-Tee), Ilex kaushue (Kuding-Tee) und Ilex vomitoria (Yaupon-Tee) sowie der bittere und Brechreiz erregende Tee aus Ilex glabra. Im Allgemeinen ist relativ wenig über den Unterschied im Giftgehalt der verschiedenen Ilex-Arten bekannt, so dass nicht klar ist, welche Arten sich für die Zubereitung von Tee eignen.

## Giftigkeit
Zur Giftigkeit siehe Hauptartikel Europäische Stechpalme (Ilex aquifolium). Zu den anderen Arten liegen meist keine Angaben vor (oder siehe im jeweiligen Art-Artikel).

## Symbolik
Die Europäische Stechpalme (Ilex aquifolium) wird in einigen Wappen verwendet.
Auf dem Millefleurs-Wandbehang Die Dame mit dem Einhorn (fr. La Dame à la licorne), einer sechsteiligen Bildwirkerei aus dem Ende des 15. Jahrhunderts, die im Pariser Musée national du Moyen Âge (bis 1980 Musée de Cluny) ausgestellt ist, befinden sich jeweils stilisierte Abbildungen einer Stechpalme, die hier als Symbol der Druiden für Tapferkeit sowie als eine der vier Kardinaltugenden nach Platon eingefügt sind.

## Quellen

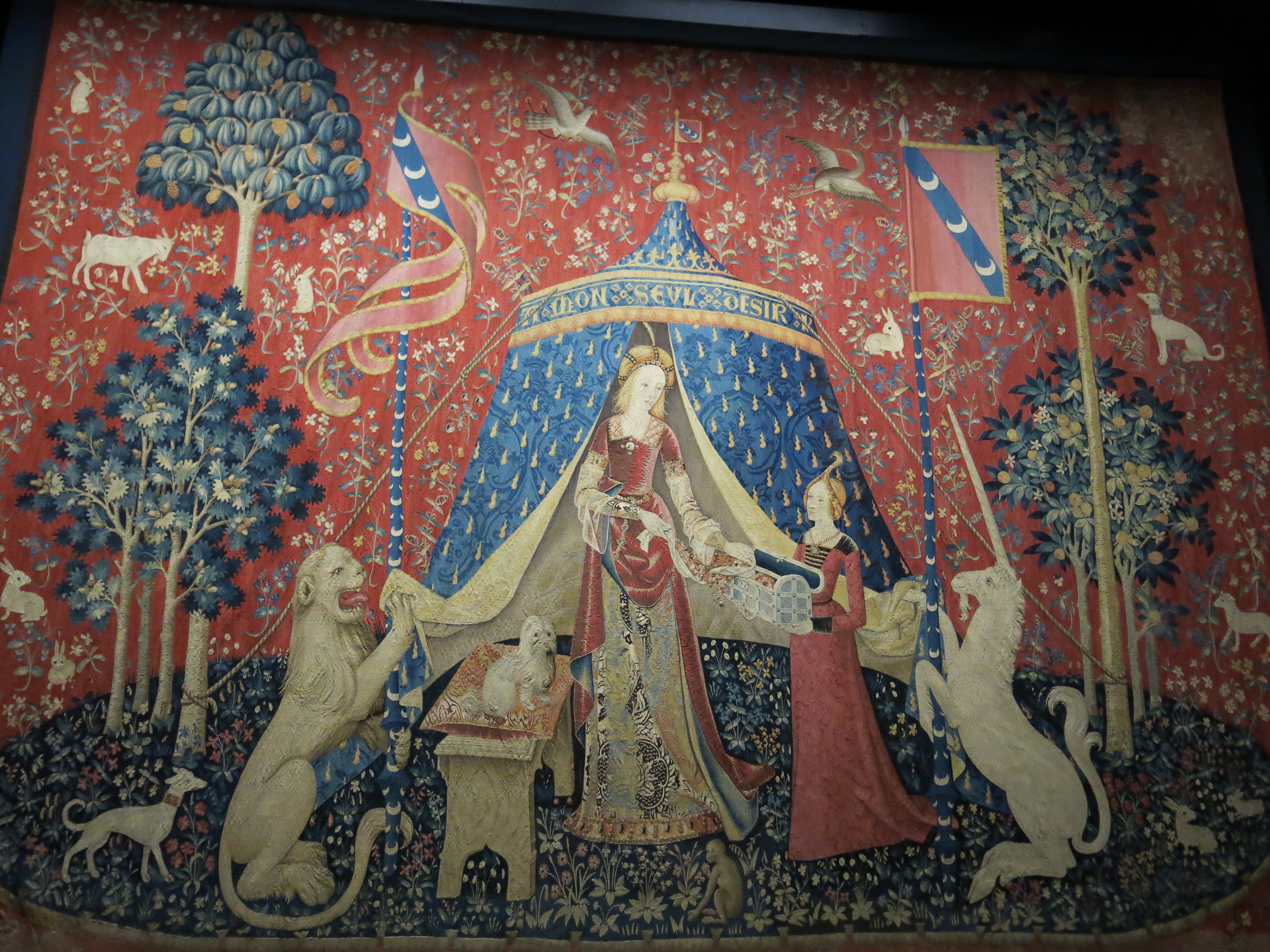
Die Dame mit dem Einhorn (La Dame á la licorne) im Musée national du moyen Âge - die Stechpalme ist rechts oben abgebildet